# 小林一茶
小林 一茶（こばやし いっさ、宝暦13年5月5日〈1763年6月15日〉- 文政10年11月19日〈1828年1月5日〉）は、日本の俳人。本名は小林 弥太郎（こばやし やたろう）。一茶は俳号。別号は圯橋、菊明、新羅坊、亜堂。庵号は二六庵、俳諧寺。
信濃国柏原で中農の子として生まれた。15歳の時に奉公のために江戸へ出て、やがて俳諧と出会い、「一茶調」と呼ばれる独自の俳風を確立して松尾芭蕉、与謝蕪村と並ぶ江戸時代を代表する俳諧師の一人となった。
- 文中の年代については、明治6年以前は何日の出来事であったか明記したものについて和暦（西暦）の形で日まで表記し、日まで表記しなかったものは和暦の年号をもとに和暦（西暦）で標示した。また明治6年の明治改暦以降についても、明治6年以前の表記と統一性を持たせるために和暦（西暦）の表記とした。また、文中の年齢は数え年で表記した。

## 概要
小林一茶は宝暦13年5月5日（1763年6月15日)に北信濃の北国街道の宿場町、柏原に生まれた（実母は仁倉の里方で出産した）。小林家は柏原では有力な農民の家系であり、一茶の家族も柏原では中位クラスの自作農であった。幼い頃に母を失った一茶は、父が再婚した継母との関係が悪く、不幸な少年時代を過ごす。一茶を可愛がっていた祖母の死後、継母との仲は極度に悪化し、父は一茶と継母を引き離すことを目的として15歳の一茶を江戸に奉公に出す。この継母との確執は一茶の性格、そして句作に大きな影響を与えた。
15歳で江戸に奉公へ出たあと、俳諧師としての記録が現れ始める25歳の時まで一茶の音信は約10年間途絶える。奉公時代の10年間について、後に一茶は非常に苦しい生活をしていたと回顧している。25歳の時、一茶は江戸の東部や房総方面に基盤があった葛飾派の俳諧師として再び記録に現れるようになる。葛飾派の俳諧師として頭角を現しだした一茶は、当時の俳諧師の修業過程に従い、東北地方や西国に俳諧行脚を行った。また自らも俳諧や古典、そして当時の風俗や文化を貪欲に学び、俳諧師としての実力を磨いていった。39歳の時に一茶は父を失い、その後足かけ13年間、継母と弟との間で父の遺産を巡って激しく争うことになる。
40代に入る頃には、一茶は主に房総方面への俳諧行脚で生計を維持するようになった。また夏目成美ら、葛飾派の枠を超えて当時の実力ある俳諧師との交流を深めていった。その中で大衆化の反面、俗化著しかった当時の俳壇の中にあって独自の「一茶調」と呼ばれる作風を確立していく。やがて一茶の名は当時の俳句界で広く知られるようになった。しかし俳諧行脚で生活する一茶の生活は不安定であった。生活の安定を求めた一茶は、遺産相続問題で継母と弟と交渉を続けるとともに、故郷の北信濃で俳諧師匠として生活していくために一茶社中を作っていく。
51歳の時になってようやく遺産相続問題が解決し、一茶は故郷柏原に定住することになる。俳諧師として全国的に名が知られるようになった一茶は、北信濃に多くの門人を抱えた俳諧師匠となり、父の遺産も相続して待望の生活の安定を得ることが出来た。52歳にして結婚を果たしたが、初婚の妻との間の4人の子どもは全て夭折し、妻にも先立たれた。再婚相手との結婚生活は早々に破綻し、身体的には中風の発作を繰り返し、64歳の時に3度目の結婚をするものの、65歳で亡くなる数カ月前には火事で自宅を焼失するなど、後半生も不幸続きの人生であった。また一茶は弟との遺産相続問題などが尾を引いて、故郷柏原では必ずしも受け入れられず、一茶自身も故郷に対して被害意識を最後まで持ち続けた。
一茶の死後も俳句界ではその名声は落ちなかった。しかし門人たちの中から一茶の後継者は現れず、一茶調を引き継ぐものもなく、俳句界における一茶の影響力は小さいものに留まった。明治時代中期以降、正岡子規らに注目されるようになり、その後、自然主義文学の隆盛にともなって一茶の俳句は大きな注目を集めるようになり、松尾芭蕉、与謝蕪村と並ぶ江戸時代を代表する俳人としての評価が固まっていく。
一茶の俳句は「生」をテーマとしていると言われている。句作の特徴としてはまず2万句以上という多作であったこと、内容的には苦労続きの人生を反映した、生活苦や人生の矛盾を鋭く捉えた句、童謡を思わせる子どもや小動物を詠んだ句などが代表的なものとされ、表現方法では擬声語、擬態語、擬音語といったオノマトペの多用が特徴として挙げられる。作風の俗っぽさなどに対する根強い批判もあるが、「生」をテーマとする句は多くの人々に受け入れられ、小説や音楽のテーマとされ、故郷の柏原（長野県信濃町）などでは一茶にちなんだ行事が行われており、一茶をテーマとした記念館も建設されている。

## 生涯

### 故郷柏原

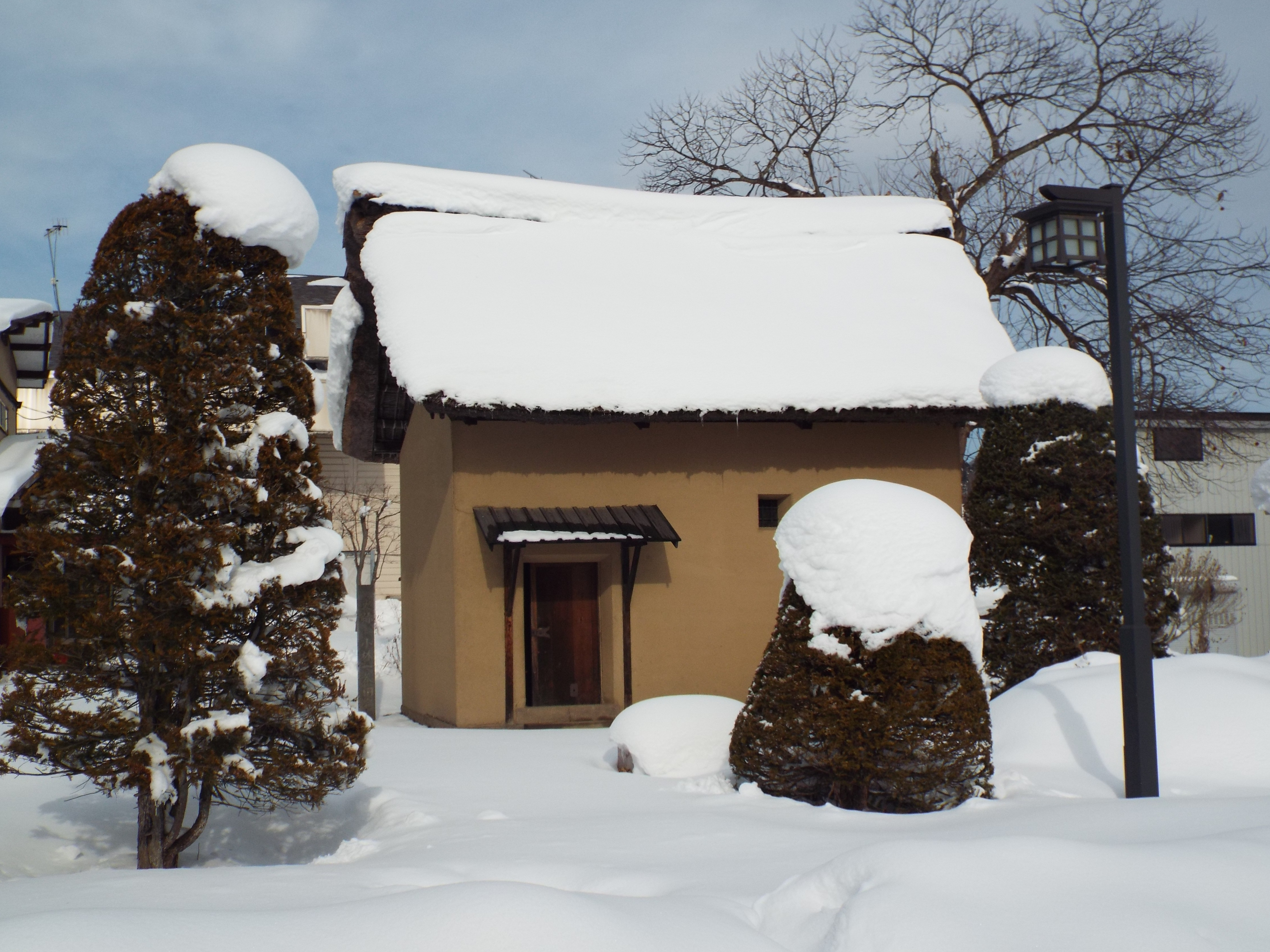
雪景色の一茶家の土蔵。一茶はこの土蔵で65歳の生涯を閉じた

小林一茶の故郷である北信濃の柏原は、長野市中心部から北へ約25キロメートルの標高700メートル近い地である。周囲にある黒姫山、飯縄山、妙高山が望め、野尻湖も近いところにある。柏原は北国街道の宿場町であった。北国街道の宿場は慶長16年（1611年）に指定されており、柏原は北陸方面と信濃、そして江戸とを結ぶ交通の要衝として発展して、物資の中継地として地域の中心となっていた。交通の要衝の柏原には江戸からの文化も流入してきた。江戸時代、庶民の文化として発展をしてきた俳諧も、18世紀半ばの宝暦年間には柏原で行われていたことが確認されており、柏原の諏訪神社では例年歌舞伎や相撲の興行が催されていた。
柏原は日本でも有数の豪雪地帯であり、冬になると大人の体がすっぽりと埋もれてしまうほどになる。一茶が柏原の雪について詠んだ句の一つである
は、決して誇張ではない。また火山に囲まれた柏原の土壌は火山灰質で土地は痩せており、しかも標高が比較的高い高原地帯であるため、江戸期は水田よりも畑が多かった。このような厳しい風土は、一茶の作品に大きな影響を与えている。
一方、夏季の柏原は、晴れた日には高原地帯らしいさわやかな気候に恵まれる。冬の厳しさばかりではなく夏のさわやかな気候も、一茶の俳句世界を育む要素となった。
アリが延々と行列を作っている情景を見て、あの雲の峰からアリの行列が伸びているのだろうかと詠んだこの句は、夏、一茶の故郷の澄んだ高原の大気が生み出した句でもある。
北信濃は戦国時代後期、川中島の戦いに代表されるように武田信玄と上杉謙信が激しい勢力争いを繰り広げるなど、戦乱が続いた影響で農地も荒廃した。やがて北信濃の戦乱が終息すると農村の復興が始まり、江戸時代に入ると復興は本格化し、新田開発も盛んになっていった。一茶の先祖はこのような北信濃の柏原に移住してきた一農民であった。
一茶が生きていた時代の柏原は戸数約150戸、人口約700名であった。一茶が生まれ育った柏原の特徴のひとつとして、当時、柏原に住んでいた人々のほとんどが浄土真宗の信者であったことが挙げられる。一茶の一族も全て浄土真宗の信者であり、父、弥五兵衛は臨終の床にあって最期まで念仏を唱え続けた敬虔な浄土真宗信者で、一茶自身も熱心な信者であった。浄土真宗の教えもまた、一茶の作品に大きな影響を与えている。
前述のように一茶が生まれ育ち、そして生涯を終えることになる柏原は北国街道の宿場町であった。宿場は人馬を常備して公の業務に備える義務を負っていた。公の業務には佐渡金山で産出された金銀の輸送業務、朱印状などの公文書の輸送業務、そして加賀藩の前田家に代表される北陸方面の大名の参勤交代時、円滑に北国街道を通行するように人馬を手配するといったものがあった。これらの業務負担は決して軽いものではなく、見返りとして地子の免除という特典が与えられた。柏原宿ではこの地子免除の特典を受けられる北国街道沿いの約878メートルの地域を伝馬屋敷と呼んだ。伝馬屋敷の境界線には土手が設けられており、宿場の発展によって伝馬屋敷の外にも家々が立ち並ぶようになっても、地子免除の特典は土手の内側の伝馬屋敷住民にしか許されなかった。後述のように勤勉であった一茶の父、弥五兵衛はこの伝馬屋敷内の家を購入した。
宿場町の義務として課せられた公の業務負担は重かったが、一方では民間の物資輸送、通行者も北国街道を盛んに利用するようになる。柏原宿は街道沿いに所狭しと家々が立ち並び、活況を呈していた。宿場沿いの家々の多くは馬を飼っており、一茶の父も農業の傍ら、持ち馬を使用して北国街道を通る物資の輸送業を営んでいた。
江戸時代の柏原で一番の名家は、名主を世襲した中村嘉左衛門家と本陣を世襲した中村六左衛門家であった。両中村家は江戸時代初期の中村利茂（肝煎清蔵）を共通の先祖を持つ親戚同士であった。中村六左衛門家は慶安2年（1649年）に仁之倉新田、寛文5年（1665年）には熊倉新田、中村嘉左衛門家は明暦2年（1656年）に大久保新田、寛文2年（1662年）には赤渋新田の開墾を主導した。新田開発の成功に伴い柏原は発展していった。なお、本陣の中村六左衛門家は与右衛門家、徳左衛門家、兵左衛門家といった柏原で有力な家柄となる分家を輩出した。なお、中村徳左衛門家は一茶の最晩年、思いもかけぬ形で一茶に影響を与えることになる。

### 幼少期

#### 誕生と家系
小林一茶は宝暦13年5月5日（1763年6月15日）、現在の長野県信濃町柏原に生まれた。本名は弥太郎。一茶が5月5日生まれであることは、自著である寛政三年紀行の中に明記されており定説となっている。しかし一茶が所有していた年代記の宝暦13年の部分には、9月4日（1763年10月10日）に一茶が生まれたとの書き込みがなされている。この年代記には一茶以外の人物による書き込みもあり、問題の9月4日生まれとの記述が一茶本人のものであるかはっきりとしないため、定説とされていない。平成16年（2004年）には、一茶が生年月日を「宝暦13年5月5日」と自書した新資料が発見されており、一茶が宝暦13年5月5日に生まれたことはほぼ確実視されている。
一茶の誕生時、父親の弥五兵衛は31歳、母のくには生年を示す資料が無く、一茶誕生時の年齢は不明である。一茶は両親の第一子で長男、家族としては他に父方の祖母のかながいた。一茶の家族の暮らし向きは、誕生当時、柏原では中の上クラスであったと考えられている。
一茶の先祖については、柏原村の名主を務めた中村権左衛門家に伝えられた文禄元年（1592年）に近隣の芋川（現・長野県飯綱町）から柏原に移住してきたという系図と、やはり柏原村の本陣であった中村六左衛門家に伝えられた元和2年（1616年）に越後の長森村（現・新潟県南魚沼市）から移住してきたとの系図の2つの伝承があるが、いずれにしても安土桃山時代ないし江戸時代初頭に柏原の地へ移住してきた農民であったと考えられている。一茶の一族である小林家は、戦国時代の混乱期が終わった直後に柏原へやってきた柏原でも有数の旧家であり、名主を務めた中村権左衛門家、本陣であった中村六左衛門家に代表される中村一族に次ぐクラスの家柄と目されていた。事実、一茶と同時代に小林家の本家筋の家長であった小林弥市は、要職は中村一族にほぼ独占されていた柏原において組頭を務めていた。なお、一茶の一族は小林という姓を名乗っているが、近世、多くの庶民は苗字を持っていたのが実態であり、特に小林姓を名乗っていたことと身分との関連性は無い。
先祖についての確実な記録は、明和8年（1771年）に一茶の大叔父にあたる弥五右衛門が建立した、小林家一族の墓に刻まれた延宝9年（1681年）没の善右衛門まで遡れる。善右衛門は一茶の高祖父にあたる。一茶の曾祖父、弥兵衛は分家であったと考えられ、また祖父である弥五兵衛も享保18年（1733年）に、兄であり小林一族の墓を建立した弥五右衛門から分家したことが伝えられている。当時、北信濃の山間部は兄弟同士で遺産を均分して相続する均分相続の習慣があり、一茶の祖父である弥五兵衛は兄の弥五右衛門と耕地をほぼ均等に分割している。
祖父の弥五兵衛は分家後数年で亡くなり、一茶の父である弥五兵衛が幼くして家を継いだ。まだ幼かった一茶の父、弥五兵衛は、当初本家にあたる叔父の弥五右衛門の後見を受けていたと考えられるが、母のかなとともに努力を重ね、宝暦10年（1760年）には伝馬屋敷内の一軒家を購入し、同じ頃に柏原の新田である仁之倉で村役人を務めた有力者である宮沢氏の娘、くにと結婚する。小林家が柏原では有力な家系であるとはいえ、一茶の父の弥五兵衛は分家筋にすぎず、そこに有力者の娘が嫁いできたのは弥五兵衛の人物を見込んでのこととも考えられる。なお、一茶の曾祖父にあたる弥兵衛はもともと分家であったと考えられるが、本家であった兄の家系が絶家となったため、弥兵衛の長男である弥五右衛門の家系が本家となった。前述のように一茶の時代、小林家の本家は弥市が家長であり、弥市は一茶と腹違いの弟との遺産相続問題の解決などに関与することになる。
また、一茶の母の出身地である仁之倉は柏原の新田であったが、新田の開墾を主導した中村六左衛門家は仁之倉の人々を家来のように扱っていたこともあって、柏原との関係はぎくしゃくとしていた。このことは一茶の後半生に少なからぬ影響を及ぼすことになる。

##### 小林家家系図
| 善右衛門 |          |          |          |          |          |  |  |            |            |            |            |            |            |  |  |      |      |          |          |                |                |                |                |                |                |          |          |                |                |                |                |                |                |      |      |      |      |
|          |          |          |          |          |          |  |  |            |            |            |            |            |            |  |  |      |      |          |          |                |                |                |                |                |                |          |          |                |                |                |                |                |                |      |      |      |      |
|          |          |          |          |          |          |  |  |            |            |            |            |            |            |  |  |      |      |          |          |                |                |                |                |                |                |          |          |                |                |                |                |                |                |      |      |      |      |
| 善右衛門 | 善右衛門 | 善右衛門 | 善右衛門 | 善右衛門 | 善右衛門 |  |  | 弥兵衛     | 弥兵衛     | 弥兵衛     | 弥兵衛     | 弥兵衛     | 弥兵衛     |  |  |      |      |          |          |                |                |                |                |                |                |          |          |                |                |                |                |                |                |      |      |      |      |
| 善右衛門 | 善右衛門 | 善右衛門 | 善右衛門 | 善右衛門 | 善右衛門 |  |  | 弥兵衛     | 弥兵衛     | 弥兵衛     | 弥兵衛     | 弥兵衛     | 弥兵衛     |  |  |      |      |          |          |                |                |                |                |                |                |          |          |                |                |                |                |                |                |      |      |      |      |
|          |          |          |          |          |          |  |  |            |            |            |            |            |            |  |  |      |      |          |          |                |                |                |                |                |                |          |          |                |                |                |                |                |                |      |      |      |      |
|          |          |          |          |          |          |  |  | 弥五右衛門 | 弥五右衛門 | 弥五右衛門 | 弥五右衛門 | 弥五右衛門 | 弥五右衛門 |  |  |      |      | 弥五兵衛 | 弥五兵衛 | 弥五兵衛       | 弥五兵衛       | 弥五兵衛       | 弥五兵衛       |                |                |          |          |                |                | かな           | かな           | かな           | かな           | かな | かな |      |      |
|          |          |          |          |          |          |  |  | 弥五右衛門 | 弥五右衛門 | 弥五右衛門 | 弥五右衛門 | 弥五右衛門 | 弥五右衛門 |  |  |      |      | 弥五兵衛 | 弥五兵衛 | 弥五兵衛       | 弥五兵衛       | 弥五兵衛       | 弥五兵衛       |                |                |          |          |                |                | かな           | かな           | かな           | かな           | かな | かな |      |      |
|          |          |          |          |          |          |  |  |            |            |            |            |            |            |  |  |      |      |          |          |                |                |                |                |                |                |          |          |                |                |                |                |                |                |      |      |      |      |
|          |          |          |          |          |          |  |  | 久左衛門   | 久左衛門   | 久左衛門   | 久左衛門   | 久左衛門   | 久左衛門   |  |  | くに | くに | くに     | くに     | くに           | くに           |                |                | 弥五兵衛       | 弥五兵衛       | 弥五兵衛 | 弥五兵衛 | 弥五兵衛       | 弥五兵衛       |                |                | はつ           | はつ           | はつ | はつ | はつ | はつ |
|          |          |          |          |          |          |  |  | 久左衛門   | 久左衛門   | 久左衛門   | 久左衛門   | 久左衛門   | 久左衛門   |  |  | くに | くに | くに     | くに     | くに           | くに           |                |                | 弥五兵衛       | 弥五兵衛       | 弥五兵衛 | 弥五兵衛 | 弥五兵衛       | 弥五兵衛       |                |                | はつ           | はつ           | はつ | はつ | はつ | はつ |
|          |          |          |          |          |          |  |  |            |            |            |            |            |            |  |  |      |      |          |          |                |                |                |                |                |                |          |          |                |                |                |                |                |                |      |      |      |      |
|          |          |          |          |          |          |  |  | 弥二兵衛   | 弥二兵衛   | 弥二兵衛   | 弥二兵衛   | 弥二兵衛   | 弥二兵衛   |  |  |      |      |          |          | 一茶（弥太郎） | 一茶（弥太郎） | 一茶（弥太郎） | 一茶（弥太郎） | 一茶（弥太郎） | 一茶（弥太郎） |          |          | 仙六（弥兵衛） | 仙六（弥兵衛） | 仙六（弥兵衛） | 仙六（弥兵衛） | 仙六（弥兵衛） | 仙六（弥兵衛） |      |      |      |      |
|          |          |          |          |          |          |  |  | 弥二兵衛   | 弥二兵衛   | 弥二兵衛   | 弥二兵衛   | 弥二兵衛   | 弥二兵衛   |  |  |      |      |          |          | 一茶（弥太郎） | 一茶（弥太郎） | 一茶（弥太郎） | 一茶（弥太郎） | 一茶（弥太郎） | 一茶（弥太郎） |          |          | 仙六（弥兵衛） | 仙六（弥兵衛） | 仙六（弥兵衛） | 仙六（弥兵衛） | 仙六（弥兵衛） | 仙六（弥兵衛） |      |      |      |      |
|          |          |          |          |          |          |  |  | 弥市       |            |            |            |            |            |  |  |      |      |          |          |                |                |                |                |                |                |          |          |                |                |                |                |                |                |      |      |      |      |

#### 母の死と継母
明和2年8月17日（1765年10月1日）、一茶がわずか3歳の時に母、くにが亡くなった。母の死後、一茶の養育は健在であった祖母かなが主に担った。後年、母を亡くした一茶が孤独であった少年時代のことを追憶して作った俳句が
である。
くにの死後、父弥五兵衛はしばらくやもめ暮らしをしていたが、明和7年（1770年）、一茶8歳の年に近隣の倉井村（長野県飯綱町）から、後妻のはつが嫁いで
きた。はつは弥五兵衛との婚姻時は27歳で、勝ち気で働き者の女性であった。明和9年（1772年）には一茶の腹違いの弟となる仙六が生まれた。祖母にはかわいがられた一茶であったが、継母のはつとの関係は険悪であった。一茶の回想によればはつは性格がきつく、事あるごとに一茶に厳しく当たったという。それでも祖母のかなが健在であるうちは間に立ってくれたものの、一茶が14歳の安永5年8月14日（1776年9月26日）、かなは亡くなった。一茶を継母から守ってくれていた祖母の死は、一茶と継母との関係をますます悪化させた。また祖母の死にショックを受けた一茶は重い病気にかかり、一時は重体となった。一茶と継母との関係の極度の悪化を見た父弥五兵衛は、やむを得ず一茶を江戸へ奉公に出すことにした。
一茶が江戸へ奉公に出る前、柏原でどのくらいの教養を身に付けていたのかははっきりとしない。一茶自身の回想によれば、少年時代の一茶は農繁期の昼は終日農作業や馬の世話などに追われ、夜は夜で藁打ちや草鞋作りをせねばならず、とても学ぶ余裕など無かったとしている。しかし一茶の故郷は雪深い北信濃であり、雪に降り込められる冬季には各地で寺子屋が開設されていた。子どもたちは主に冬季、寺子屋で読み書きを学んでいたのである。一茶が少年時代を過ごした18世紀後半になると、農村での生活の中でも読み書き能力の必要性が高まっていた。実際、一茶の父の弥五兵衛も異母弟の仙六も、きちんとした文章を書ける能力を身に付けていた。一茶も江戸奉公に出るまでには基礎的な読み書き能力は身に付けていたものと推察されている。

### 俳諧との出会い

#### 15歳で江戸奉公へ

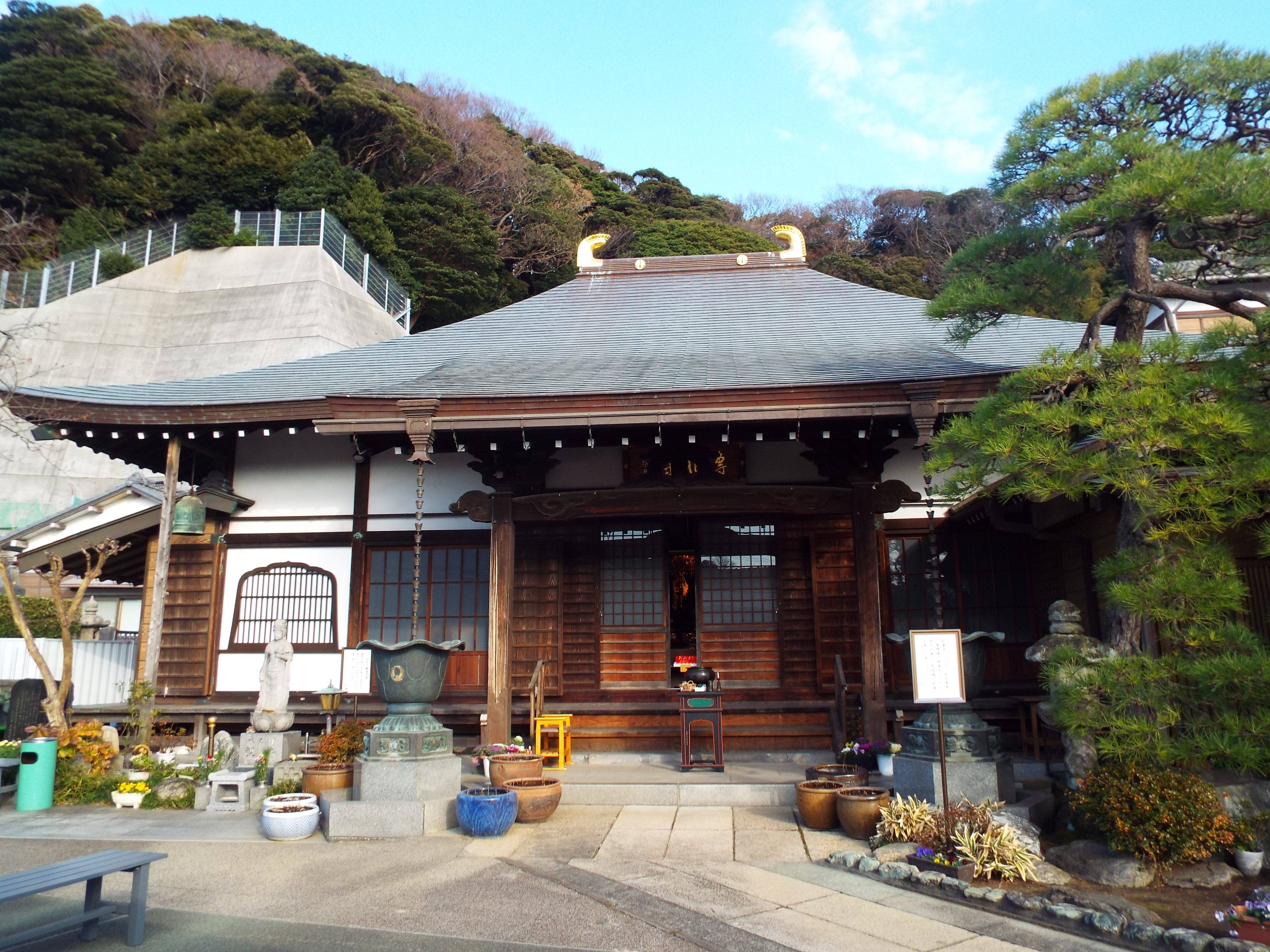
15歳で江戸奉公に出た後、10年間ほぼ足取りが掴めない一茶であるが、20歳の時に亡くなり、浦賀の専福寺に葬られた女性「香誉夏月寿信女」と何らかの縁があったことは確かである。

一茶の故郷である柏原では、農家の子弟が江戸に奉公に出ること自体は珍しいことではなかった。しかしその多くは経済的に貧しい家庭の子弟であり、一茶のような中の上クラスの農民の、しかも長男が江戸に奉公に出ることは異例なことであった。もちろんその原因は継母との不仲であり、結果として一茶は継母のことを憎むようになった。江戸に奉公へ出ざるを得なくなった経緯は一茶の性格、そして句作に影響をもたらすことになる。
一茶は安永6年（1777年）の春に故郷柏原を離れ、江戸へ奉公へ出た。一茶を奉公に出すことを決めた父、弥五兵衛とすれば、一茶と継母もいったん距離を置くことによって関係が改善するのではないかとの思いがあった。一茶は江戸へ向かう柏原の村人に連れられて江戸へ出発した。父、弥五兵衛は一茶を隣の牟礼宿まで見送った。後に一茶は父から「毒なものは食うなよ、人に悪く思われるな、早く帰って元気な顔を見せておくれよ」。と言われて別れたと追想している。まだ15歳で長男でもある一茶を江戸に奉公に出したことは、父にとっては負い目となった。
江戸へ奉公に出た一茶の消息は、10年後の天明7年（1787年）までぷっつりと途絶える。奉公先についてはいくつかの言い伝えはあるものの、どれも確証はない。晩年の回想によれば江戸奉公は厳しい日々が続き、奉公先は一か所ではなく転々としており、住まいも安定しなかった。当時、信濃から江戸へは多くの労働者が働きに出ていた。労働者たちの多くはきつい肉体労働に従事し、ひとたび不況となると職を失い、住居のない無宿人同様の境遇になる者も少なくなかった。一茶もまた江戸奉公時代、住居が安定しないということは無宿人に近い境遇になった可能性もある。そして江戸の住民たちの多くは信濃からの労働者たちを蔑み、ムクドリと揶揄した。
後年一茶は、信濃者である一茶が江戸でムクドリと揶揄され、なおさら寒さが身に沁みると、江戸での労働者生活の辛さを句にした。
一茶の江戸奉公時代の確たる消息は皆無に近い。ただ文化3年（1806年）、一茶は房総半島行脚の帰途、浦賀の専福寺に立ち寄って香誉夏月寿信女という女性の墓参りに訪れている。一茶は香誉夏月寿信女が亡くなったのは天明2年6月2日（1782年7月11日）と記している。天明2年は一茶20歳の時であり、一茶とどのような関係にあったのかは不明であるが、一茶の江戸奉公の時期、この香誉夏月寿信女と何らかの縁があったことは確かである。

#### 俳諧の道に入る
江戸に奉公に出た一茶は、やがて俳諧に出会う。一茶は芭蕉の友人、山口素堂を始祖とする俳諧グループ、葛飾派に所属することになる。葛飾派は芭蕉の句とは異なり通俗的な作句が特徴的であったが、芭蕉の作風を引き継いでいると自任しており、江戸の俳壇において名門意識を持っていた。
一茶の俳句で最も古いものは、天明7年（1787年）春に編纂された、信州佐久郡上海瀬（現・長野県南佐久郡佐久穂町）在住の新海米翁の米寿記念賀集、真砂古に渭浜庵執筆一茶として入集している
という、松にことよせて新海米翁の更なる長寿を願った句であるという説が有力である。
渭浜庵執筆一茶の意味であるが、渭浜庵は俳句の葛飾派宗匠であった溝口素丸の庵号である。素丸は本職は書院番を務めた旗本であり、本職の傍ら葛飾派の俳句を学び、やがて葛飾派の3代目宗匠となり、自派を「葛飾蕉門」と称し江戸俳壇でその勢力を伸ばした。執筆とは俳諧を行う際の書記のことであり、俳諧のルールや運営方法を理解していなければならず、俳諧の実力が高い人物が務める役割であった。また執筆は師匠の庵に同居して内弟子兼雑用を務めるのが通例であった。そのため俳諧師を目指す弟子の中でもその能力が認められた人物が選ばれており、25歳の一茶は葛飾派のリーダー素丸からその能力が認められていたことと、少なくとも天明7年の2～3年前には素丸に入門していたことが推測される。
真砂古が刊行された天明7年（1787年）春、葛飾派の重鎮、二六庵竹阿が約20年の大坂暮らしを終えて江戸へ戻ってきた。竹阿はしばしば西日本各地を巡っており、その中で関西との縁が深まって約20年間、大坂暮らしをするようになった。しかし竹阿と同じく関東の出身で親友であった石漱が関東に帰ることになり、その上、竹阿を大坂に誘った門人が死去したこともあって、江戸へ戻ることになった。竹阿は西日本各地に多くの門人がおり、後に一茶が俳諧修行のために西日本各地を行脚した際、竹阿の門人を尋ねて廻ることになる。一茶は天明7年（1787年）11月、二六庵で竹阿所蔵の「白砂人集」を書写している。なおこの時の名乗りは小林圯橋であり、一茶ではなかった。当時竹阿は78歳、一茶は素丸からの推薦もあって二六庵に住み込んで竹阿の内弟子となるとともに、高齢の竹阿の世話をするようになったと考えられる。後述のように竹阿の教えは一茶に大きな影響を与えており、一茶は寛政2年（1790年）3月13日、81歳で亡くなった竹阿の最期を看取ったと見られている。
素丸、竹阿の他に、駆け出し期の一茶はやはり葛飾派の重鎮、森田元夢に師事していた。天明期から寛政の初年にかけて、一茶は菊明という俳号も名乗っていたが、寛政元年（1789年）に発行された「はいかい柳の友」に、元夢の今日庵の執筆として今日庵菊明の句が掲載されている。しかし「はいかい柳の友」の別版では今日庵菊明の句は削除され、今日庵執筆として他の4名の句が掲載されており、何か問題が起きたと考えられている。一茶は元夢にその後も師事し続けるが、文化11年（1814年）、江戸から郷里、信濃の柏原へ帰る一茶が江戸の俳壇を引退することを記念して発行した「三韓人」において、素丸、竹阿は師として厚遇しているものの、元夢の作品は掲載していない。
また「三韓人」において一茶は、葛飾派重鎮の素丸、竹阿、元夢以外に、俳壇の重鎮であった白雄、蓼太に師事していたことを示唆している。白雄、蓼太ともに一茶よりも年齢が相当上で高名な俳人であったが、ともに一茶と同じ信濃の出身で、同郷の縁故があったためか、俳諧の道を歩み始めたばかりの一茶と何らかの関係があったものと推測されている。
俳諧で身を立てることを願った一茶は、万葉集、古今和歌集、後撰和歌集といった古典和歌や歌論などを猛勉強していた。中でも本歌取の技法を熱心に学び、例えば
清原元輔の
を本歌として
と、いわば古歌をパロディ化したような句をしばしば作っていた。
駆け出しのまだ無名時代の句の中では、寛政2年（1790年）、一茶28歳の時の作
が、比較的よく知られている。三文払って遠眼鏡を借りてみたところが、霞しか見えなかったという句であり、一茶は後年まで金銭を句の中に読み込んだ作品が見られる。これは一茶の恵まれているとは言い難い境遇や、全てを金勘定するような都市での生活の中から生まれたとともに、現実をしっかりと見据えた上で句に生かしていくという一茶の句の特徴の一つが早くも現れていると評価できる。
なお、一茶という俳号であるが、一茶自身は自らの著作、「寛政三年紀行」の冒頭において
としており、また「三韓人」において一茶の親友ともいうべき夏目成美は、
と、一茶のことを紹介している。このことから一茶とは、一椀の茶や泡沫のごとき人生を表す無常観に基づく命名であると考えられる。

#### 俳諧修行の旅

##### 東北地方への行脚

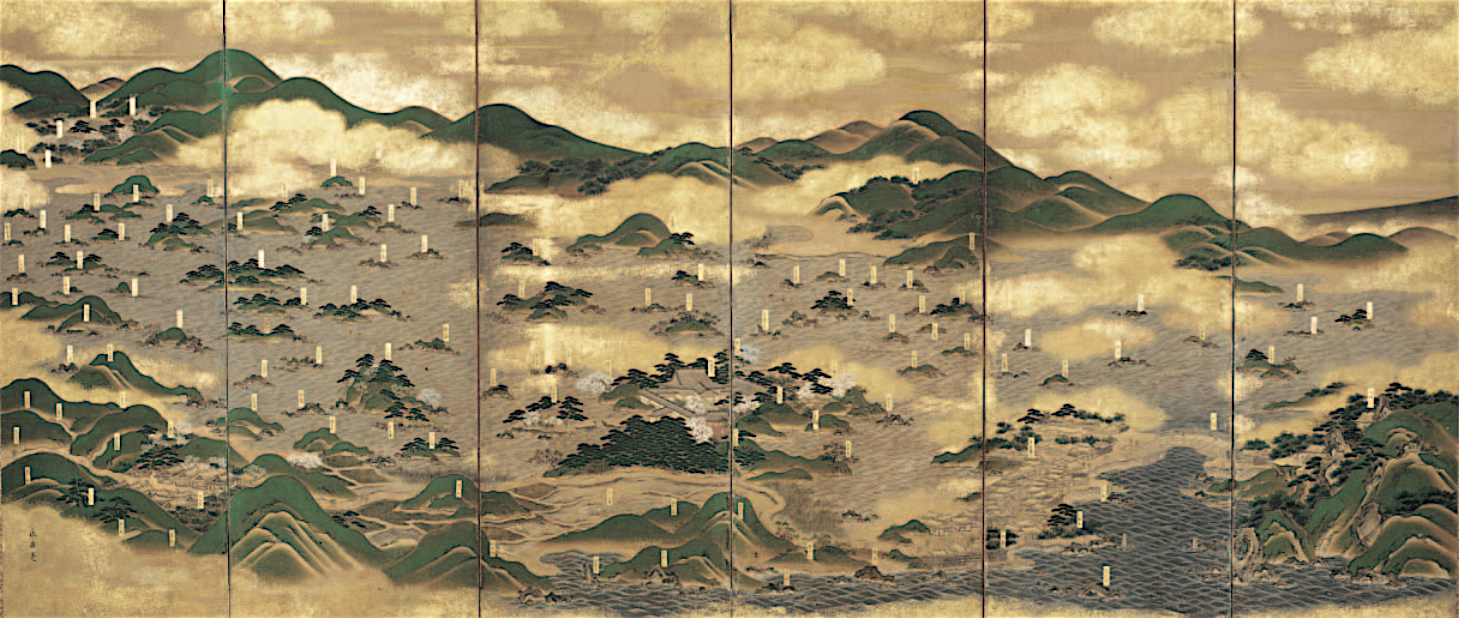
象潟地震で隆起する以前の、象潟の様子が描かれた屏風。芭蕉は「象潟や雨に西施がねぶの花」という句を詠んだ。

江戸時代の俳諧師は、師匠の許しを得て修行の旅に出る習慣があった。師匠からは各地の俳人への紹介状を渡され、各地を行脚する中でそういう俳人を尋ねて廻るのである。しかし師匠からの紹介があるとはいっても簡単に世話になることは出来なかった。紹介状とともにお互いの句を披露しあうと、さっそく付句の試験がある。そこで主人が納得するほどの腕前であれば客人として遇されるものの、上手くいかなければこれこれの宿があるから明日おいでくださいと言われてしまう。連日このような環境下で、俳諧師はその腕を磨いていった。
一茶も寛政元年（1789年）、27歳の時に東北地方への長旅に出たことが明らかになっている。一茶が確実に訪れた記録が残っているのは象潟で、当地の肝煎で俳人でもあった金又左衛門の家に宿泊した。金が自邸に宿泊する文人たちに揮毫を依頼して編纂された「旅客集」に、一茶の文と俳句が遺されている。象潟の他に一茶が訪ねた場所ははっきりとしないものの、後年一茶は松島、恐山、外が浜の句を作っているため、この時の旅で訪れた可能性が指摘されている。なお一茶は寛政元年（1789年）の旅について「奥羽紀行」という紀行文を執筆したと伝えられているが、現存しない。

##### 14年ぶりの帰郷
寛政2年（1791年）の竹阿の没後、一茶は再び素丸の渭浜庵に執筆として住み込むようになった。寛政3年（1792年）春、一茶は師匠の素丸に父の病気を理由に、帰郷を申し出た。この帰郷については「寛政三年紀行」という紀行文が残されている。ただし筆跡から見て寛政3年の帰郷時に書かれたものそのものではなく、文化3年（1806年）から文化5年（1808年）頃に改作されたものであると考えられている。内容的には方丈記、奥の細道、野ざらし紀行など、古典や芭蕉の著作などの影響が見られる。
なおこの寛政3年の帰郷は、一茶にとって15歳で故郷を離れて江戸に奉公に出てから14年ぶりとなる帰郷であったと考えられている。これは寛政3年紀行に描かれている浅間山の情景からも裏付けられる。安永6年（1777年）に一茶が故郷を離れた後、天明3年（1783年）に浅間山は大噴火を起こしており、かつて見た浅間山周辺の様子から一変した荒涼たる光景に驚いている。このことからも一茶が安永6年以降、帰郷したことがなかったと推定されている。
一茶の14年ぶりの帰郷は寛政3年3月26日（1791年4月28日）に江戸を出発した。しかし北信濃の実家に直接向かうことはなく、まずは下総方面を目指した。下総で一茶は同門の葛飾派の知己を巡り、餞別を集めて旅費の工面を図った。下総の旅の中で、一茶は現在の茨城県北相馬郡利根町布川で、葛飾派の俳人、馬泉と考えられる仁左衛門の新居を祝った新家記という文章を書いている、その中で「このような山水に恵まれ、風情のある場所はめったにない、風情を知るものがこのようなところに住めばどんなにか心豊かに過ごせるであろうか、翻って私は、目はあっても犬同然、耳はあっても馬同然なので、せっかくの美しい風景、風情もいっこうに心に響かない、まさに『景色の罪人』です」。という内容の文を記した上で
と詠んだ。新家記の文章の構成自体は芭蕉の俳文を参考にしているが、句は美しい蓮の花を前にして虱を捨てるばかりの自分の姿を詠んでいる。当時29歳の一茶は、早くも一茶の俳句の特徴ともいうべき、風雅な蓮の花よりも虱、つまり実生活や生活に結びついた感情を題材とする点、そして伝統的な花鳥風月を愛でる感覚に反発を見せる一面を見せていた。
4月8日（1791年5月10日）には江戸に戻り、2日後、故郷へ向けて改めて江戸を出立した。一茶は基本的に中山道を進み、碓氷峠を越え、軽井沢周辺では前述のようにかつて見た光景と一変した、天明の大噴火後の浅間山周辺の荒涼とした光景を描写している。追分宿からは中山道を離れて北国街道に入り、善光寺を参詣して4月18日（1791年5月20日）に柏原の実家に14年ぶりの帰郷を果たした。寛政三年紀行では、「父母の健やかなる顔を見ることのうれしく、めでたく、ありがたく」と記録しており、実父ばかりではなく、関係が悪かったおかげで江戸へ奉公に出なければならなかった継母に対しても、14年ぶりの再会を喜んでいる。しかし一茶はその後、継母、腹違いの弟との激しい確執が続くことになり、継母との再会を喜ぶような記述はこれが最後のこととなった。
一茶は寛政3年の帰郷時に、父に対して西日本各地を巡る計画があることを打ち明けた。これはもちろん俳諧修行が第一の目的とした旅であるが、計画を聞かされた父から、京都の西本願寺の代参を依頼された。前述のように父を始め一茶の一家、一族は浄土真宗の信者であり、父、そして一茶自身も熱心な浄土真宗の信者であった。

##### 西国俳諧行脚
寛政4年3月25日（1792年5月15日）、30歳になった一茶は西国への俳諧修行の旅に出た。一茶は旅の出発に当たり頭を丸め僧形になった。なお、一茶は西国に旅立った寛政4年の秋から、2年前に没した俳諧の師のひとり、竹阿の二六庵を継いで二六庵一茶と名乗っていることが確認されている。しかし葛飾派で刊行された書籍の中で一茶が二六庵の庵号を名乗っていることが確認されるのは寛政12年（1800年）が初出であり、葛飾派として正式に一茶が二六庵を継承したのは前年の寛政11年（1799年）のことであると考えられている。この西国俳諧修行時に一茶が二六庵を名乗ったことが、葛飾派公認のものか一茶が勝手に名乗ったものであるかはっきりとしない。もし公認のものであれば、一茶が竹阿の後継者として認められて俳諧師として一本立ちしたことになる。しかし一人前の俳諧師として西国へ旅立ったとしても当時の一茶はまだまだ無名であり、旅は苦難の連続となった。
前述のように竹阿は大坂暮らしが長く、西国に知己が多い上に四国や九州はかつて竹阿の地盤でもあった。かねてから一茶は竹阿の所蔵していた文章類を書写していた。師の遺した文献「其日ぐさ」は、地方行脚の中で入手した情報やノウハウがまとめられており、西国行脚のガイドブック的な役割を果たした。また一茶は西国行きの行程で多くの竹阿の知人、門人を尋ね歩くことになる。また一茶は江戸ばかりではなく全国各地の俳人約250名の住所を記した、いわば住所録である「知友録」を作成し、西国行きに備えていた。
寛政4年の3月に江戸を出発したものの、一茶はまっすぐに関西方面へと向かったわけではない。前年の帰省と同じくまずは下総方面の知人を巡った。6月になって一茶は浦賀、伊東そして遠江の知己を尋ねた後、京都へと向かった。京都では前年に父に依頼された西本願寺の代参を果たしたと考えられている。
京都を発った後は、大坂、河内、淡路島を巡って四国に渡った。四国では讃岐観音寺の専念寺に師、竹阿の弟子であった梅五を尋ねた。西国俳諧修行の旅の中で一茶は、専念寺を拠点として四国、九州を巡ることになる。その後、伊予の入野（四国中央市）に山中時風を尋ねたことが明らかとなっている。寛政4年の一茶の四国での足取りは専念寺と山中時風を尋ねたことしか明らかになっていないが、四国の後に九州に渡っており、年末には肥後の八代（八代市）にある正教寺に向かい、そこで年を越した。
寛政5年（1793年）は、肥後や肥前など九州各地を回ったと考えられている。この年の暮れには長崎へ向かい、そこで年を越した。翌寛政6年（1794年）の夏季には再び肥後へ足を延ばす。その後山口を経て年末には再び観音寺の専念寺に向かった。専念寺で年を越した後、寛政7年（1795年）に入ると一茶は伊予へ向かった。1月13日（1795年3月3日）には上難波（松山市）の最明寺へ向かった。最明寺の住職は一茶の師、竹阿の弟子であったため、一夜の宿を願ったのである。しかし肝心の住職はすでに亡くなっており、別人が住職となっていた。頼りにしていた最明寺での宿泊を断られた一茶は本当に困り果ててしまったが、幸いこのときは近隣に住む俳句愛好家の庄屋が快く泊めてくれた。このように俳諧修行の旅は苦労の絶えないものであった。
1月15日（1795年3月5日）には松山の栗田樗堂を尋ねた。樗堂は本業として酒造業を営んでいる松山有数の富豪であり、その一方で当時全国的に名が知られた俳人でもあった。片や松山有数の豪商、片や北信濃生まれの無一文に近い俳人であったが、樗堂は一茶と親友となり、長く親しい交際を続けることになる。前述の専念寺の梅五、そして馬橋の大川立砂や後に最も親しく交際していく夏目成美など、一茶は先輩の有力俳人たちに可愛がられた。これは如才のなさ、世渡り上手という一面があるのは否めないが、才能ある先輩俳人たちに可愛がられたということは、やはり一茶には確かな実力に加えて誠実さがあったものと考えられる。
伊予の各地を回った一茶は、2月末には観音寺の専念寺に戻るが、その後大坂に向かった。丸亀から船に乗って下津井（倉敷市）で下船し、その後徒歩で大坂を目指した。途中、夜間大坂への道を急ぐ中で眠気に耐えられず、民家の軒先を借りて野宿する一幕もあった。大坂に到着した一茶はその後、大坂を始め京都や大津、そして摂津、河内、大和、播磨といった近畿地方各地を回って、広く俳人との交流を深めた。交流した俳人は一茶が所属していた葛飾派の俳人ばかりではなく、他派の人たちも多かった。これは一茶の西国行脚中の寛政5年（1793年）が芭蕉百回忌に当たっていて、俳句界全体で芭蕉へ帰れという運動が巻き起こっていたことが幸いした。そのような俳句界の機運は流派同士の垣根を下げ、もともと比較的自由な気風があった関西の俳壇に身を置く形となった一茶は、流派を超えて広く俳人たちとの交流を行うことが可能な境遇に恵まれたのである。
寛政7年、一茶は寛政4年からの西国俳諧修行の旅の成果を「たびしうゐ（旅拾遺）」という本にまとめ、出版する。当時、句集を出版する場合には句の作者は一句ごとにお金を支払う、いわば出句料を拠出する習慣があった。つまりたびしうゐで紹介された句の作者は応分の出句料を一茶に支払ったものであると考えられるが、実際問題として一茶自身も相当額の自己資金を拠出したと考えられている。西国俳諧修行中、一茶は各地の俳人を巡る中でいわば俳諧の先生として受け入れられ、報酬を得ながら旅を続けてきた。一茶は多くの俳人からその実力を認められ、相当額の報酬を手に入れることが出来たため、たびしうゐの出版に漕ぎつけられたものと考えられている。
この頃の一茶の作品は、天明期の俳諧の影響を受けて与謝蕪村らの影響が見られる。しかし
のように、花鳥風月を詠まず、孤独な一人旅の中にある己の境遇を直視した、一茶らしい句も見られるようになる。
一茶は長い西国への旅の中にあっても、江戸を始め各地の俳人との連絡を欠かさなかった。中でも後に最も親しく交際する夏目成美とは、西国旅行の期間に文通が始まっている。一茶は当時文音所と呼ばれた一種の私書箱などを活用して、様々な情報を集めながら旅を続けていた。そして旅の中にあっても一茶は諸学を学ぶことを怠らなかった。前述の万葉集、古今和歌集といった古典ばかりではなく、易経といった中国の古典、そして芭蕉、宝井其角といった先覚の作品を学んでいた。また一茶は生涯書き続けた「方言雑集」というメモ集がある。これは一茶が訪れた各地の方言、風土をメモしたもので、方言雑集の始まりは西国俳諧修行の旅であったと考えられている。そして一茶の日記の中にも各地で体験した出来事のメモ書きが多く残されている。一茶の俳句の中には俗語や方言を大胆に取り入れた作品があるが、西国俳諧修行の中で、一茶は日々貪欲に様々な事物を吸収し、己の句作へと生かしていくことになる。
寛政8年（1796年）、一茶は松山の栗田樗堂宅を拠点として伊予の各地を訪れた記録が残っている。寛政9年（1797年）の正月を樗堂宅で迎えた一茶は、春には備後の福山、その後讃岐の高松、小豆島、そして近江の大津、大坂を回り、結局大和の長谷寺で年を越した。一茶としては寛政9年中に江戸へ戻る心つもりであったが、結局寛政10年（1798年）前半は近畿の各地を回ることになった。そして寛政10年には西国俳諧修行の旅の総決算ともいうべき2冊目の著作、「さらば笠」を出版する。同年6月末になってようやく江戸への帰途につき、いったん信濃の故郷に戻った後、8月下旬、6年あまりぶりに江戸へと戻った。

#### 江戸に戻って
足かけ7年に及ぶ西国俳諧修行の旅によって、一茶に実力がついたのは確かであった。寛政12年(1800年)頃に大坂、京都の俳人が世話人となって出版された全国俳人番付で、一茶は葛飾派の中で唯一、番付に名が載せられた。番付内の位置はまだまだ下位ではあったが、関西の発行元であったこともあり、この番付自体に江戸の俳人は17名しか掲載されておらず、一茶を江戸在住の俳人の中の有力者、中でも葛飾派の代表者として見る向きもあったことがわかる。一茶は寛政11年（1799年）には正式に二六庵を継いだと考えられている。しかしまだ30代の一茶が急速に葛飾派内で頭角を現してきたことに、派内に妬みや不満、反発を買うことになった。実際、二六庵の名乗りはわずか2年余り、享和元年（1801年）を最後に消えてしまう。つまり一茶はわずか2年あまりで二六庵を名乗ることが許されなくなったのである。これは享和2年（1802年）に葛飾派の宗匠となった白芹が一茶を敬遠し、二六庵の称号を名乗ることを禁じたのではないかとの説がある。
一方、6年余りの西国俳諧修行の旅を終え、大坂を中心とした関西の比較的自由な俳壇を体験した一茶にとっても、閉鎖的な葛飾派のあり方に飽き足らなくなっていった。ほどなく一茶は葛飾派の枠をはみ出して夏目成美らとの親交を深め、一茶独自の俳句世界を作り上げていくことになる。
寛政11年（1799年）11月、長年一茶の親友であり、下総方面に行く際に最も多く立ち寄り、俳句で身を立てようと志した一茶を当初から庇護してくれてきた馬橋の大川立砂が急死する。一茶は立砂を看取り、
と詠んだ。長年一茶に目をかけてくれた立砂への深い敬慕の思いを表現したこの句は、一茶の特徴のひとつでもある、素朴かつ素直な感情をストレートに表現したものであると評価されている。

### 父の死と継母、弟との確執
ところで安永6年（1777年）の春に一茶が故郷、柏原から江戸に奉公に出た後、一茶の父弥五兵衛ばかりではなく、継母のはつと腹違いの弟である仙六は懸命に働き、一家を盛り立てていた。実際、一茶が故郷を出た時分には3.71石であった持高が、約９～10石にまで増加し、柏原の中でも有力な農民となった。これは働き者であった継母のはつと、仙六の貢献が大きかったと見られている。寛政末期から享和にかけて持高はやや減少し、享和元年（1801年）には7.09石となっている。これは父弥五兵衛の病気により近隣でも名医を呼ぶなどしたためであると考えられるが、それでも一茶が故郷を離れた時よりも大幅に財産を増やしていた。このような経過から、継母のはつと腹違いの弟、仙六は小林家の財産は自らが増やしたものとの自負を持っていた。
一茶は安永6年に江戸へ奉公に出た後も、柏原の宗門改め時に作成される宗門帳にその名を残し続けていた。これは一茶が江戸奉公に、そして俳諧修行の旅に出るなどして、故郷柏原に居住の実態が無いにもかかわらず、住民の一員としての地位を維持していたことを意味している。
一茶は享和元年（1801年）3月頃、一茶は故郷柏原に帰省した。帰省の経緯ははっきりとしていないが、父、弥五兵衛の病気の知らせを受けてのことであったとの説がある。ただし一茶が父の死去の経緯について書いた「父の終焉日記」では、一茶が帰省中の4月23日（1801年6月4日）、父が農作業中に突然倒れたとしている。享和元年の帰郷は父の病気との関係は無く、本来の目的は帰郷しての後の生活維持のために一茶を師匠とした俳諧結社、いわゆる一茶社中の結成を開始するためであったとの説もある。
父、弥五兵衛は高熱を発し、食欲も無かった。倒れた翌日もしきりと体のだるさを訴え、体調が回復する様子もない。近医に診てもらったところ病名は陰性の傷寒で、回復の見込みは極めて少ないとの診断であった。4月29日（1801年6月10日）、死期を悟った弥五兵衛は一茶と仙六を枕元に呼び、財産を一茶と仙六とで二分するよう言い渡した。すると仙六は病床の父と言い争いになってしまった。仙六にとってみれば、一茶不在の間に母、はつと共に努力して一家の財産を増やしてきたとの自負があった。父からその家産を二分せよと言われたところで簡単に納得できるものではなかった。これが文化11年（1814年）まで約13年間続く、継母と弟との遺産相続の争いの発端であった。
前述のように一茶は父の死去とそれに伴う遺産を巡る継母、弟との骨肉の争いを「父の終焉日記」にまとめている。親族間の遺産相続における争いごとは比較的ありふれた出来事ではあるが、江戸期以前の日本では文学の題材として取り上げられることが無かった題材であった。赤裸々に描かれた遺産を巡る親族間の骨肉の争いは読者にやるせない思いを抱かせるものである一面、極めて人間的なテーマを私小説風にまとめ上げており、「父の終焉日記」は日本の自然主義文学の草分けであるとの評価がなされるようになった,。もちろん「父の終焉日記」は一茶の視点によって書かれたものであり、内容的にも創作が見られ、遺産相続問題において、一茶が善人、継母と弟が欲にまみれた悪人であるように描かれた記述は慎重に読まねばならない。
現実問題として父が倒れた時期は農繁期に当たっていて、継母と弟は日々の農作業に追われ、勢い、父の看病は一茶に任される形となった。これは継母、弟にとって終始父の看病に当たっている一茶が重態の父を篭絡するのではないかとの疑心暗鬼を深めることにも繋がった。しかし遺産を兄弟で二分せよと意思を示した父、弥五兵衛にはしっかりとした考えがあった。父としてはわずか15歳で一茶を江戸奉公に出し、これまで苦労をさせてしまったとの負い目があった。そして北信濃の遺産分割の習慣は基本的に均分相続であり、事実、一茶の一族、小林家は祖父の代も財産を均分に分割して相続している。父の遺産相続における判断は、北信濃で一般的であった遺産相続方法、そしてこれまで小林家で行われてきた相続方法から見ても妥当なものとも言えた。
父、弥五兵衛は一茶に対してかねがね妻を娶って柏原に落ち着くように勧めていた。一茶自身も父に対して「病気が治ったら、元の弥太郎に戻って農業に精を出し、父上を安心させたい」と語り、帰郷の意思があることを表明した。そして家を離れ、俳諧師として浮草のような生活を続けていることについて反省を述べている。農民の子として生まれながら、汗して田畑を耕すことなく生きていくことに対する罪悪感は、一茶の脳裏を一生離れることが無かった。このような一茶の姿を見た父は、一茶と弟、仙六とで財産を均分するよう指示した遺言状をしたため、一茶に手渡したと考えられている。
父の病状は次第に重くなり、5月20日（1801年6月30日）には危篤状態となった。危篤状態の父の姿を一茶は
と、父の寝ている姿を前に、蠅を追うのも今日限りだろうと詠んだ。
父は5月21日（1801年7月1日）の明け方に亡くなった。父の葬儀を終え、初七日に一茶は継母、弟に対して遺産問題について談判した。一茶の手には父、直筆の遺言状があった。小林家の本家である弥市の仲介もあって、口約束ではあったが遺産を均分して相続することについて継母と弟に承諾させることに成功した。しかし一茶はこの時、具体的な遺産の分割についてまでは踏み込まなかった。俳諧師として江戸で成功したいとの野心にあふれていた一茶は、遺産の分割を行って土地持ちとなり、故郷柏原に落ち着く気持ちにはまだなれなかった。
と、父の終焉日記を締めくくった一茶は、江戸へと戻っていった。
享和元年の父の死によって一茶は最も信頼できる身内を失った。父の死後継母、弟の仙六と、足かけ13年にも及ぶ骨肉の遺産争いを続けることになる。また父の死という精神面、生活面での大きな変化が一種の引き金となって、一茶は享和年間以降自らの個性を伸ばしていき、「一茶調」と呼ばれるようになる独自の俳風を歩みだすようになった。

### 江戸暮らしの日々

#### 下町での生活

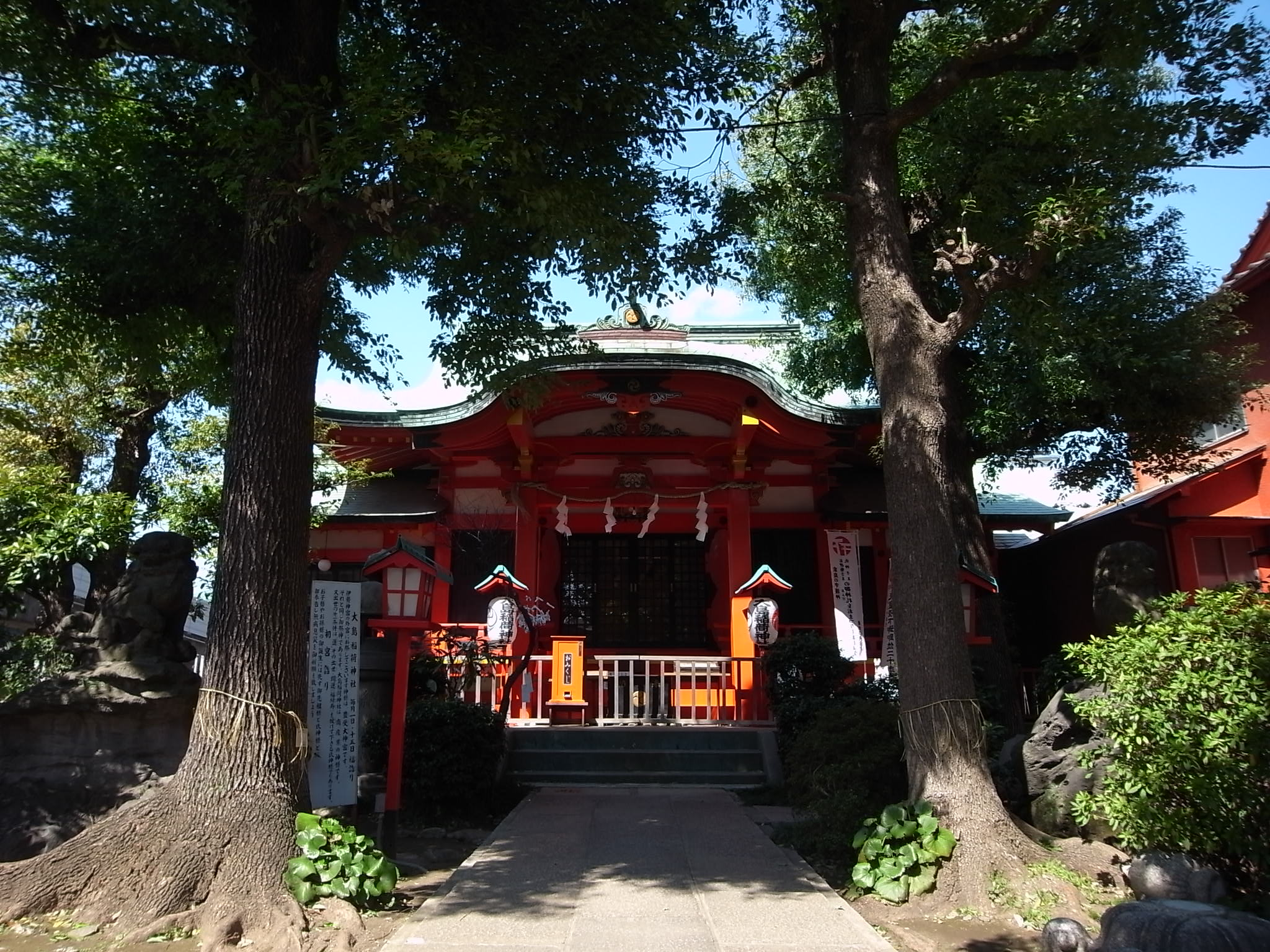
享和3年（1803年）から文化元年（1804年）にかけて、一茶が間借りしていた愛宕山勝智院は、現在は大島稲荷神社となっている。

安永6年（1777年）春、15歳の時に江戸に奉公に出て以降、俳諧修行の旅以外は一茶は江戸住まいを続けていた。享和3年（1803年）以降、一茶が江戸のどこに住んでいたか、ある程度判明している。享和3年、一茶は本所五ッ目大島愛宕山（江東区大島5丁目）に住んでいた。愛宕山とは真言宗の愛宕山勝智院のことで、住職が葛飾派の俳人であった関係で、一茶は勝智院に間借りしていたと考えられる。なお、その後勝智院は千葉県佐倉市に移っており、勝智院のあった場所は大島稲荷神社となっている。
しかし愛宕山での生活は長くは続かなかった。文化元年（1804年）4月、葛飾派の俳人であった住職が亡くなった。後任の住職の下で一茶は間借りを続けることは出来なくなり、両国の近くの本所相生町5丁目（墨田区緑町1丁目）に引っ越した。この相生町5丁目の家は間借りではなく、小さいながらも一軒家であり、庭には梅や竹が植えられていて、垣根には季節になると朝顔が育った。家財道具一式を親交深い流山の秋元双樹がプレゼントしてくれており、これまでよりも暮しに落ち着きが出来た一茶のもとには、俳人の来訪者が増えた。この相生町5丁目の家は、一茶が遺産相続問題に本腰になって取り組んだ文化5年（1808年）、200日以上という長期間、留守にしていたために他人に貸し出されてしまうまでの約4年間、生活した。
この頃、一茶が詠んだ俳句の中には江戸の下町暮らしを髣髴とさせるものがある。
文化元年（1804年）の作である、梅の季節、誰が訪ねて来ても欠けた茶碗でもてなすしかないと、貧乏で孤独なわび住まいを詠んだ
や、
文化3年（1807年）の作で、今年もまた役立たずの邪魔者（娑婆塞）なのだと、己と草ぼうぼうの自らの家を自嘲した
などが挙げられる。
文化時代前半期、父の死による精神面、生活面での変化に加え、江戸下町での暮らし、そして後述する一茶が所属していた葛飾派の枠を超えた有能な俳人たちとの交流などによって、一茶の俳句は磨かれていった。この時期は一茶独自の俳風である「一茶調」がはっきりとし始める時期であると評価されている。

#### 猛勉強
一茶の俳諧に対する姿勢のひとつとして、猛勉強が挙げられる。前述のように一茶はまだ駆け出しの頃から、万葉集、古今和歌集といった日本の古典和歌の研鑽に努めていた。その他には源氏物語、土佐日記、梁塵秘抄などといった古典文学そのものと、それらの注釈本。そして古事記、続日本紀、日本三代実録といった六国史、吾妻鑑などといった歴史書を学んだ。文化4年（1804年）、当時、親交を深めつつあった夏目成美は、歴史書から学んだ知識を句にする一茶のことを
と、皮肉るほどであった。
また一茶は中国の古典も学んだ。一茶が特に関心を持ったのが詩経と易経であった。享和3年（1803年）、一茶は詩経の講義を聴き、その後、詩経を一茶流に翻案した句作に没頭する。一茶は詩経305編中123編を題材として句作を行ったとされている。また詩経は中国最古の詩歌集でありその内容は素朴なものが多い。中国最古の素朴な詩歌集を学ぶ姿勢は、人々の生活の中から生み出される素朴な声に耳を傾けていくことに繋がっていく。
この時期に作った句には、詩経の世界に孤独な己の境遇を投影した
などがある。
易経については西国俳諧修行の旅の最中である寛政7年（1795年）には、すでに学び始めていたことが明らかになっているが、本格的に学んだのはやはり享和年間のことであった。実際に一茶は、故郷柏原出身の唯一の門人とされる二竹の縁談話について、卜占を行った記録が残っている。一茶の卜占は当時市販されていた易についての解説本に頼ること無く、易経の原典そのものから自らが学んだ知識に基づいて行っていたものと考えられている。また一茶は易経についても卦を翻案した句を作っていた。
俳句そのものについても芭蕉や蕪村といった先人以外に、同時代の俳諧師についても全国から夏目成美のところへと寄せられる句をまとめた記録簿を成美から借り受け、一茶の目で優れた句を集めた「随斎筆紀抜書」を作成する。一茶はその後、自らのもとに寄せられた全国からの秀句を追記し続け、最終的には1150名の俳諧師からの4672句を収録するに至った。俳諧以外には井原西鶴の日本永代蔵なども読んでいた。
和歌や俳句、中国の古典、井原西鶴の浮世草子以外にも、一茶は世間で話題になった出来事について実にこまめに日記に残していた。芝居好きの一茶は、しばしば市村座、中村座といった芝居小屋で歌舞伎を楽しんでいた。前述のように一茶が旅をした日本各地の方言を蒐集した「方言雑集」は継続的に書き加えられており、各地の名所、旧跡の訪問記録のメモ書きも丹念に残し続けた。後に一茶は還暦を迎えた文政5年（1822年）に、自らの作風について「夷ぶりの俳諧」、つまり田舎風の俳諧であると宣言している。このように一茶は文芸作品に限定することなく、当時の風俗、地方の風俗文化に至るまで多岐の分野にわたって貪欲に吸収して、句作に生かしていった。
なお一茶の旺盛な学習意欲は最晩年に至るまで衰えることが無かった。61歳の文政6年（1823年）から死の直前に至るまで、一茶は「俳諧寺抄録」名付けた「万葉集」、「古事記」といった古典や漢籍、国学の書物などの抜き書きを作成している。晩年の一茶は比較的体調が良いときに、こつこつと抜き書き作業を行っていたものと考えられている。

#### 国学への傾倒と現実社会の直視
一茶が生きた18世紀から19世紀にかけての日本は、ロシアのアダム・ラクスマンやニコライ・レザノフが修交を求めて来日するなど、あまり意識されてこなかった対外関係がクローズアップされるようになった。時事問題に耳ざとい一茶は、ラクスマンやレザノフの来日を題材とした俳句を詠んでいる。また、豊富な勉学の中で一茶は本居宣長の玉勝間、古事記伝などを読み、当時広まってきた国学思想に傾倒していく。折からの対外的な緊張の高まりは、一茶に日本びいきの思いを高め、文化4年（1807年）には、
という日本賛美の句を作っている。
このような句は一茶の晩年までしばしばみられ、また晩年の文政7年（1824年）には、仏教や儒教が堕落する中で神道のみ澄んでいると、神道を称える文を書いており、一茶の国学への傾倒、そして日本びいきは生涯変わることはなかった。
しかし一茶は単なる盲目的な愛国者ではなかった。当時の日本は百姓一揆や打ちこわしが多発する社会的不安に満ちた時代であり、客観的に見て手放しで素晴らしさを賛美できるような状況ではなかった。一茶はこのような社会情勢、そして日々の生活に追われ苦しむ人々の姿も直視していた。
文化元年（1804年）に詠まれたこの句には、「世路山川ヨリ嶮シ」、世間で生きていく道は山川よりもけわしいとの前書きがつけられている。夕暮れ、木枯らしが吹きすさぶ中、路地で謡いながら日銭を稼ぐ辻諷いの姿を、一茶は低い目線から描き出している。
文化2年（1805年）、一茶は
という俳句を詠む。恵まれない己の境遇や日々の生活に苦しむ人々の姿ばかりではなく、春霞の夕暮れ、山影から飴売りの笛の音が聞こえる情景を詠んだ、まさに童謡の世界を現したかのような句もまた、一茶が描いた世界のひとつである。

### 俳諧行脚生活

#### 房総への俳諧行脚

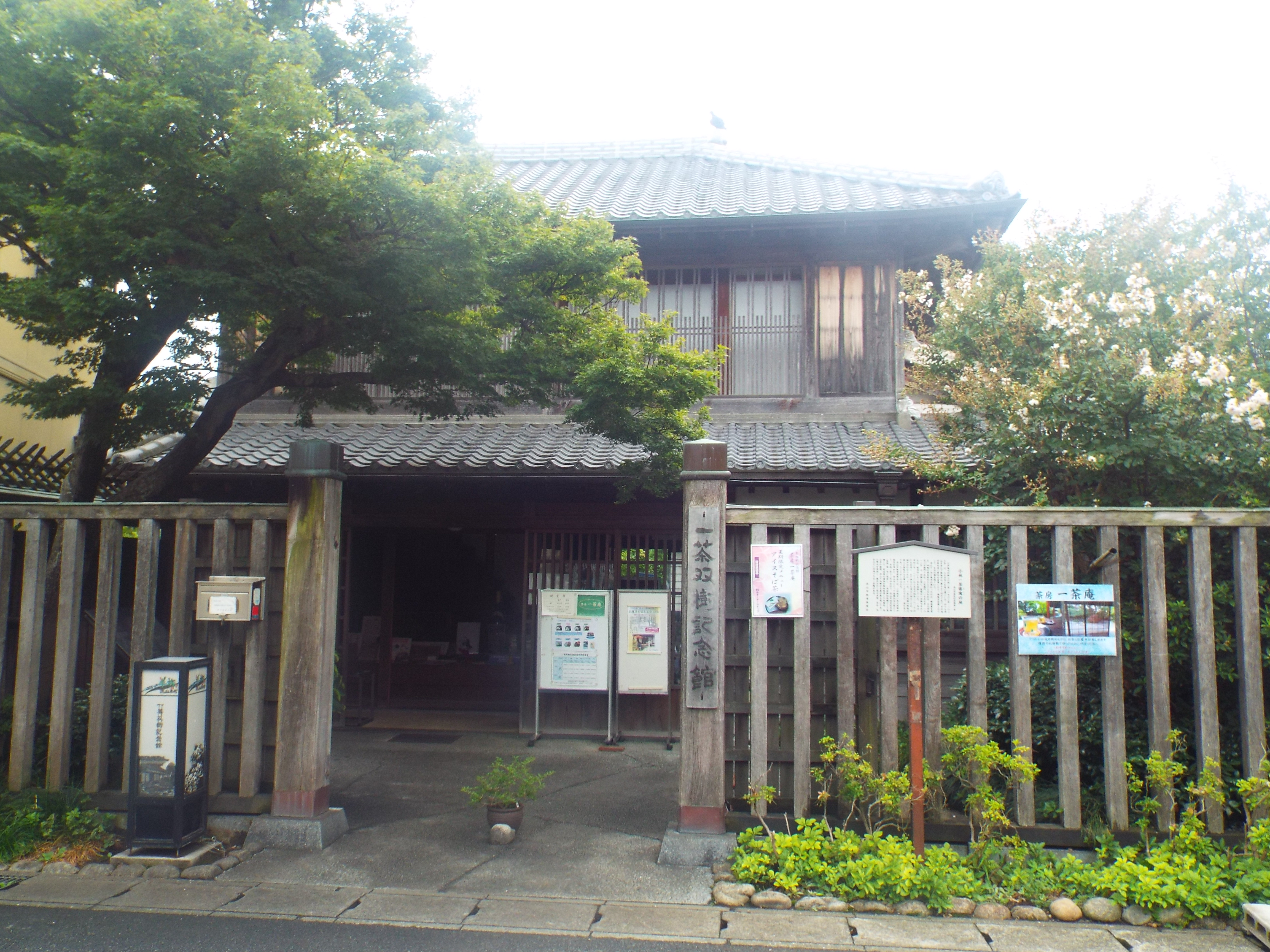
千葉県流山市の一茶双樹記念館。秋元双樹は一茶と親しく、一茶の引っ越し時には家財道具一式をプレゼントしており、下総方面へ一茶が俳諧行脚に出るたびに双樹宅に立ち寄るばかりではなく、双樹もまた江戸へ出るときには一茶を尋ねるのが常であった。

江戸住まいの一茶は、俳諧師として行脚することによって生計を立てていた。一茶の巡回俳諧師としての地盤は主として上総、下総、安房といった房総半島方面であった。現存する資料から見ると、一茶の房総行脚は享和3年（1803年）頃から本格化している。房総半島の行脚ルートは、水戸街道、利根川周辺の馬橋、小金、流山、守谷、布川そして佐原や銚子方面まで足を伸ばすコースと、木更津を根拠地として富津、金谷、保田、勝山、そして千倉付近まで足を伸ばす2コースがあった。江戸後期の房総半島は大消費地である江戸に近いという地の利を生かし、商品経済が浸透する中で地場産業が発展し、富農、豪商らが力をつけるようになっていた。中でも木更津や佐原のような地域の中核地は賑わいを見せており、文化に関心を持つ富農、豪商らの手によって文化も発達する。すると江戸近郊の房総には文人墨客が集まるようになっていた。一茶も俳諧を嗜む房総方面の富裕層をターゲットとして、定期的に房総方面を巡回するようになった。
一茶と房総方面の俳人との交流は、一茶が俳諧の道に進むようになった20代の頃に遡る。これは一茶が所属した葛飾派の地盤が、隅田川東岸の葛飾、そして房総方面にあったことに起因している。房総方面には一茶と長い付き合いとなる俳人たちが多かった。その上、前述のように産業が発展し、富裕層を中心として俳諧などの文化が発達した房総では、各地に連、連中、社中と呼ばれた俳諧を嗜むサークルが形成されていた。それらサークルの多くは葛飾派や葛飾派に近い系列に属していたが、他派のサークルもあった。一茶は房総各地の俳諧愛好サークルを葛飾派の枠を超えて巡回するようになった。
本所や両国近くといった江戸の下町住まいであった一茶にとって、房総は比較的近い場所にあった。短い場合では日帰り、長期では2か月程度の期間、房総方面を巡回した。当時、一茶に限らず俳諧師が地方を行脚することはよく行われていた。俳諧師として地方行脚を続ける中で一茶は、かつて東北や西国に俳諧修行の旅に出たように俳諧の腕を磨き、多くの俳人たちにその実力を認めてもらう機会となった。そして定期的な房総方面への俳諧行脚はもうひとつの大きな目的があった。それは生活のためであった。プロの俳諧師として房総各地で俳諧指導、そして俳諧に関する知識、情報を伝授する中で謝礼を貰い、それが一茶の生活の糧となっていたのである。もちろん一茶以外の地方行脚を行う俳諧師にとっても事情は同じであり、生活のための行脚の旅の最中に、いずことも知れずに亡くなる俳諧師も少なくなかった。当時独身であった一茶は生来の旅好きでもあり、歓迎してくれる知己が多かった房総は第二の故郷のような場所であった。しかし一茶にとって、いわば根無し草のような俳諧行脚に頼る生活をいつまでも続けていくことは本意ではなかった。
春の夕暮れ、巣へと急ぐ燕たちを見ながら、明日どうなるかの当てがないわが身を振り返るこの句は、一茶が房総方面への俳諧行脚に勤しんでいた頃の文化4年（1807年）の作である。

#### 一茶園月並の挫折
当時、プロの俳諧師として収入を得る方法は、地方を行脚して稼ぐ方法と月並句会を行う方法があった。月並句会とは一種の通信教育で、毎月お題を決めて一般から投句を募り、優秀者には景品を授与し、投句者には入選作品を印刷して配布し、投句を添削して返却するという方式で行われていた。月並句会の運営は投句する際に拠出する「入花料」といういわば通信教育料によって賄われていた。一茶は文化元年（1804年）4月から文化2年（1805年）6月までの1年あまりの期間、一茶園月並という月並句会を行っていたことが確認されている。
一茶園月並の参加者の多くは一茶が房総方面で巡回していた俳人たちであった。月並句会の実施には各種の事務作業が伴う。一茶園月並の場合、友人であった祇兵という俳人が手伝っていたものの、一茶自身の事務量も多かったと思われる。一茶にとって一茶園月並の事務は負担であったと思われ、また思うように投稿者が集まらなかったともみられており、結局、運営は上手くいかなかったと考えられている。月並句会の挫折は一茶の生活を経済的に厳しい状況に置き続けることとなり、更に房総方面への俳諧行脚に依存することに繋がった。

#### 一茶を支えた房総の俳人たち

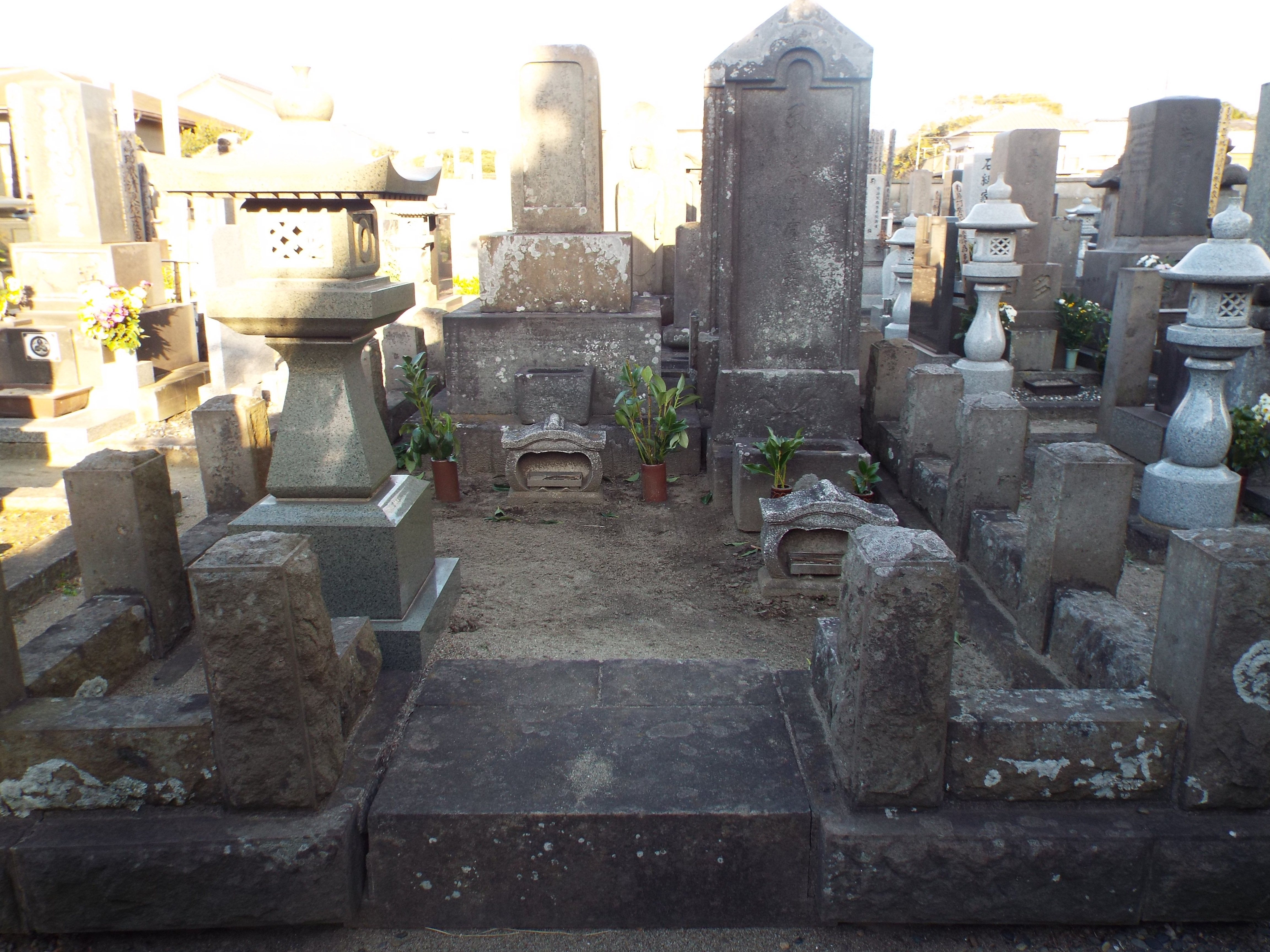
富津市大乗寺にある織本花嬌の墓。花嬌は優れた俳人であり、一茶との間に恋愛関係があったとの説もある。

房総方面で一茶がしばしば訪れた俳人としては、水戸街道、利根川周辺コースでは馬橋の大川斗囿（おおかわとゆう）、流山の秋元双樹、布川の古田月船、守谷の鶴老などがいた。なお馬橋の大川斗囿は一茶が俳諧の道を志した頃から援助を惜しまなかった大川立砂の子であり、親子二代にわたって一茶と親交を深めていた。斗囿は一茶が江戸を離れ、故郷柏原で生活するようになった後も句の添削指導を仰いでおり、一茶に師事し続けた。流山の秋元双樹は、前述のように一茶の本所相生町5丁目への転居時に家財道具一式をプレゼントしており、下総方面へ一茶が俳諧行脚に出るたびに双樹宅に立ち寄るばかりではなく、双樹もまた江戸へ出るときには一茶を尋ねるのが常であった。
水戸街道、利根川周辺での俳諧行脚時の代表作として、文化元年（1804年）作の
がある。洪水後の利根川、夕暮れになって洪水をしぶとく生き延びたコオロギが、夕暮れの月のもと鳴き始めているという、弱小な生き物でありながらたくましく生き抜く姿を描き出している。これは後年に至るまで一茶の主要テーマの一つとなる題材である。またこの句は、洪水をしぶとく生き残るコオロギに自らを重ね合わせた句でもある。
一方、木更津を拠点とした上総、安房方面では木更津の石川雨十、富津の徳阿、織本花嬌、子盛、金谷の砂明、勝山の醍醐宜明らがいた。中でも注目されるのが女流俳人の富津の織本花嬌である。花嬌は酒造業と金融業を営む豪商、織本嘉右衛門永祥の妻であり、夫婦そろって俳諧を趣味としていた。織本夫婦と一茶との付き合いは寛政年間からあったが、寛政6年（1794年）に夫を亡くした後も一茶との関係は続き、木更津方面へ一茶が俳諧行脚する際にはしばしば花嬌宅に立ち寄り、また花嬌は一茶園月並の投稿常連者でもあった。
花嬌は一茶の俳諧師としての才能を評価して師事していたと考えられる。花嬌本人も俳句の才能があり、一茶園月並でも高い評価がなされていることが確認されていて、一茶らと詠んだ連句からも才能の高さが感じられる。一茶と花嬌との間には恋愛関係があったのではとの説もあるが、花嬌は一茶よりもかなり年長であったと推定され、また夫を亡くした後の花嬌は出家していることが確認されていることもあり、一茶との恋愛関係は成立しがたいとの説が有力である。
文化7年（1810年）4月、花嬌は亡くなった。一茶は花嬌没後の百カ日法要に駆け付け、文化9年（1812年）4月の花嬌の命日に行われた三回忌にも遺族の要請もあって出席している。三回忌出席のために富津へ向かう途上、一茶は
という句を詠んだ。このことから一茶が花嬌に対して抱いたのは、幼い日に亡くした母の面影であったとの説もある。

### 夏目成美、鈴木道彦らとの交流
享和年間から文化年間にかけて一茶はこれまで所属してきた葛飾派よりも、当時著名な俳人であった夏目成美、鈴木道彦、建部巣兆、閑斎らとの交流が深まっていった。中でも夏目成美との関係は深く、事実上成美グループに所属するようになった。夏目成美は蔵前で札差を営む井筒屋の主人であったが、寛政12年（1800年）に家業を息子に譲って隠居した後は、趣味である俳諧に没頭していた。もともとが札差の主人であったため成美は裕福で、俳句の作風も清新かつ都会的であった。貧しい生活で句風も田舎風であった一茶とは対照的であったが、成美は境遇も俳句の作風も全く異なる一茶に目をかけるようになり、享和年間末期から親交が深まり、経済的にも俳壇においても一茶を支援していった。
一茶は成美宅にしばしば長逗留し、家事の手伝いなどをしている。また一茶は毎月七のつく日（七日、十七日、二十七日）に開催していた成美主催の句会の常連出席者であった。一茶は成美グループの中で単に句会に出席するばかりではなく、様々な情報交換、そして成美が主宰する狂言などの芸能鑑賞や花見に参加した。また成美グループの一瓢らとも一茶は交流を深めていった。一瓢は日蓮宗の僧侶で日暮里の本行寺の住職を務めており、作風が似ていたこともあって一茶と大変に気が合い、長く交際を続けることになった。一瓢は一茶の死後に故人を偲び、自ら木像を刻み供養したほどであった。
またこの頃の一茶と親密で、一茶を庇護した俳人に其翠楼松井がいた。松井は葛飾派の俳人であり一茶の兄弟子格であった。本職は商人であり、一茶とは文化年間から急速に親密になっていた。一茶は松井の家に半ば入りびたるようになり、最も多い文化8年（1811年）には年間127日、約3分の1は松井宅に滞在している。一茶は夏目成美ら他の俳人以上に其翠楼松井と親密であったと考えられるが、文化10年（1813年）5月、松井は没する。しかしその後も一茶と松井の遺族との交流は続いた。
其翠楼松井という例外もあったが、成美グループに深入りし、また鈴木道彦、閑斎ら、当時の有力俳人との交流の中でめきめきと実力をつけてきた一茶は、ますます葛飾派とは疎遠になっていった。葛飾派の書物である「葛飾蕉門分脈系図」によれば、「文化年中一派の規矩を過つによって、白芹翁永く風交を絶す」と、一茶は文化年間に葛飾派総帥の白芹によって葛飾派を破門となったとされているが、現存している資料から見ると文化2年（1805年）を最後に一茶は葛飾派の句会に出席しなくなったが、一茶と葛飾派との関係は続いており、問題の白芹ともお互いが編集した句集に句を採用していることからも、葛飾派からの破門という事態は想像しがたいとされている。ただし前述のように一茶と葛飾派との関係は徐々に疎遠となっていくことは認められる。これは一茶にとって葛飾派の作風が物足りなくなり、また閉鎖的な葛飾派の体制に飽き足らなくなっていったためと考えられている。こうして一茶は葛飾派から離れていき、やがて自らの俳風を確立していく。
一茶には俳人以外の友人もいた。特に親しかったのは柳沢耕舜であった。耕舜はもと武士であったが、故あって浪人となり、一茶の近所の江戸の下町に住み、寺子屋を開いて生活をしていた。一茶との付き合いは10年以上に及び、ちょくちょくお互いの家を行き来しては様々な話をして過ごした。しかし耕舜は文化4年（1807年）4月に亡くなった。親友の死に一茶は大層落胆し、耕舜先生挽歌を作り親友を弔った。

### 帰郷への執念
享和元年（1801年）、一茶の父、弥五兵衛は死を前に遺産を一茶と弟で均分相続するよう遺言した。父の死後、一茶は継母と弟に口約束ではあるが、遺産の均分相続を認めさせて江戸へと戻った。一茶は父の死後、柏原宿の伝馬屋敷内の家に課されていた伝馬役金一分を毎年柏原宿問屋に納めており、父の財産相続の権利を確保していた。つまり一茶としては父の死の直後から、機を見て具体的な遺産分割について継母と弟相手に交渉する意志を持ち続けていたことは間違いない。
文化4年（1807年）以降、一茶は父の遺産相続問題に本腰を入れて取り組むようになった。父の死後約6年間手つかずであった遺産相続問題であったが、なぜこの時期になって一茶が本腰を入れるようになったかについては、いくつかの理由が考えられている。まず考えられるのが自身の老いへの自覚である。一茶は文化年間には40代となり、これまで頑健であった体に老いが忍び寄ってきたことを感じるようになってきた。一茶の場合、特に歯が悪かった。40代後半までにはほとんどの歯を失い、文化8年（1811年）、49歳にしてすべての歯を失ってしまった。一茶は歯槽膿漏であったと考えられており、それが比較的早期に歯を失った原因と考えられている。また、一茶は北信濃から江戸に出てきた人物であり、本心から江戸での生活に馴染むことが出来なかったとも見られている。40代を迎えた一茶は、次第に忍び寄ってくる老いの影の中、故郷への思いを募らせていった。
また一茶にとって、父の遺産を相続をすることは生活をしていくために切実な問題であった。当時著名な俳人は多くは、きちんとした定職や財産を持ち、俳諧は趣味で行っていた。例えば一茶と最も親しく交際していた夏目成美は札差、井筒屋の隠居で富裕であったし、鈴木道彦は仙台藩の藩医を務めたこともある医師で、俳諧をしながら医師業も続けていたと考えられている。文字通り俳諧一本で生活しなければならなかった一茶とは経済状態に格段の差があった。しかも一茶園月並の挫折によって、俳諧師として一大結社のリーダーとなる道も閉ざされていた。
そもそも一茶駆け出し時代の俳諧の師であった二六庵竹阿は、俳諧に没頭するあまり家族や故郷を捨て、諸国を放浪しながら生活していくことを厳しく戒めていた。竹阿は
つまり、人というものは真っ当な生活の上に真っ当な心が宿るものであると教えたのである。実際、竹阿に従って俳諧の旅を続けようとした若者に対し、俳諧の基本はあくまで世法に基づくものであり、俳諧修行の旅を続けるよりも、まずはきちんとした職に就き、父母への孝養を怠らず、その上で俳諧に取り組むように諭している。また諸国を放浪しながら俳諧修行を行う俳諧師は真の俳諧師ではなく、そのような俳諧師は真の風雅ではなく、ただ風雅を切り売りしているにすぎず、竹阿自身もそのような過ちを犯してきたと告白している。一茶は師、竹阿の教えに大きな影響を受けた。一茶は
と、真っ当な生活を送らずに人の情けでようやく生きている現状を厳しく反省していた。一茶にとってみれば遺産の獲得は、師、竹阿の教えにもある、真っ当な生活を行うための戦いでもあった。

#### 難航する遺産分割交渉
一茶は文化4年（1807年）7月、亡父の七回忌の法要に参列するために帰郷した。その際、弟との遺産分割交渉を行ったものの不調に終わった。口約束であるとはいえ遺産の均分相続に合意済みではあったものの、実際問題として長年故郷を離れた一茶と、継母と弟の努力もあって増やした財産を二分する話においそれと応じることは出来なかった。故郷では実家で過ごしたものの、遺産問題で対立する継母や弟と顔を突き合わせる生活が居心地が良いはずもない。
ぎすぎすした実家の雰囲気ではあるが、やはり生まれ故郷以外に寄るべき場所がない一茶の辛さ、やるせなさとともに、故郷への思いを現した句である。
一茶は10月初旬に江戸の自宅へ戻ったが、自宅にはわずか数日居ただけで例によって下総方面に俳諧行脚の旅に出て、月末にはそのまま再び故郷へと向かい、11月初旬に弟との遺産分割の話し合いに臨んだ。しかしこの時の交渉もまた不調に終わった。不調に終わった交渉終了後、一茶は帰途、旧知の毛野（現・長野県飯綱町赤塩）の滝沢可候宅にて
と、降り続ける雪に己の憂鬱な思いを投影した句を詠んだ。

#### 柏原の有力者との関係作り
一茶が継母、弟との遺産相続問題に取り組むようになった頃、故郷の柏原は宿場としての死活問題に直面していた。柏原は北国街道の宿場町であったが、北国街道の東隣には川東道という街道があった。当時、荷物は基本的に正規の街道を使用して輸送するというルールがあったが、北国街道を使った荷物輸送は宿場ごとの荷の引継ぎが必要で、時間をロスしてしまい何よりも手数料が嵩んでしまう。そこで川東道を使った荷物輸送が多くなってきたのであるが、荷扱いの減少に見舞われた北国街道の宿場町にとっては死活問題となる。結局、文化2年（1805年）閏8月、柏原宿など北国街道の3つの宿場町は江戸道中奉行に川東道を用いた荷物輸送を禁じるように訴えた。一方、川東道を通る荷物輸送で受益者となる17村が3宿の訴えに受けて立つことになり、訴訟は評定所吟味扱いとなって文化10年（1813年）までかかる長期訴訟が始まった。
評定所での裁判は、訴訟期間中、柏原宿の関係者は頻繁に江戸と柏原の往復を余儀なくされ、また裁判のために責任者は江戸詰めにならざるを得なくなる。訴訟関係文書の作成などの訴訟費用や関係者が宿泊する公事宿への宿泊費など多額の費用が必要であったが、宿場としては負けられない訴訟であった。江戸住まいの一茶は江戸詰めの柏原宿関係者のサポートを行い、故郷の大事のために一肌脱ぐことになる。現実問題として江戸で訴訟対応を行う柏原宿の関係者は、柏原の有力者たちであった。一茶は宿場町の存亡がかかる訴訟という機会を捉え、柏原の有力者とのコネクションを構築し、遺産相続問題を自らの有利に運ぶようにもくろんだのである。
文化5年（1808年）2月、一茶の弟の仙六は、菓子を土産に一茶宅を訪ねた。訪問の用件は一茶を祖母の33回忌に招待することであったと見られるが、江戸へ来たのは裁判の手伝いのためだったと考えられる。このように弟仙六まで江戸に駆り出される裁判であったが、3月には事実上の3宿敗訴の判決が下された。しかし文字通り宿場としての存亡がかかっていた柏原宿など3宿は、まもなく追訴を行うことになる。

#### 一茶社中の結成
一茶は弟との遺産分割の交渉の傍ら、着々と帰郷に向けての足掛かりを作りだしていた。首尾よく弟との遺産分割交渉が妥結して、父の遺産の半分を入手したところで、そのままでは単に父や弟と同じく柏原で農民として生活していくより他ない。俳諧師としてやっていくためには一茶の故郷の北信濃で俳諧結社、一茶社中を結成しなければならない。ある程度の規模の一茶社中があれば経済的な生活基盤にもなる。帰郷に向けての遺産分割交渉と並行して、一茶は北信濃での俳諧師としての活動と経済的基盤の確保を考え、用意周到に自らの俳諧結社を作り上げていく。

##### 信濃での俳諧の隆盛
一茶は帰郷を見据えて北信濃の俳諧結社の師匠となるために努力をしていった。それにはまず北信濃の地に俳諧結社が成り立つだけの俳諧愛好者がいることが不可欠である。信濃では18世紀に入ると俳諧が盛んになってきた。享保年間以降、有力商人や僧侶などと関西方面の文人との間に俳諧を通じた交流が始まり、次第に農村地帯の豪農、商人層にまで広がっていった。
18世紀末、信濃の農村に大きな変化が訪れていた。これまでの米作り中心の農業から養蚕、綿、タバコなどといった換金作物栽培の急速な発展である。中でも養蚕業の発展は目覚ましかった。養蚕の発展は必然的に製糸業の発展を伴い、養蚕や製糸業に投資して巨利を得た豪農層は、零細農民の土地を次々と取得して大地主化し、一方、土地を失った農民たちは小作や発展してきた養蚕・製糸業などに雇われて生計を維持するようになった。信濃での養蚕・製糸業の発展は地域経済の活性化を伴ったので、時流に乗った豊かな農民、商人が増える一方で、土地を失った貧農層も増大し、社会格差が拡大していた。豊かな農民、商人たちの中には学芸への関心が高まっており、俳諧の社中も信濃の各地で結成されるようになっていた。一茶が故郷信濃で結成した俳諧結社、一茶社中の門弟の主力は、時流に乗ったいわば勝ち組の農民、商人たちであった。
一茶以前に北信濃の地に充実した俳諧結社を組織していた人物に、戸谷猿左（えんざ）、宮本虎杖の名が挙げられる。猿左は一茶よりも40歳近く年長であり、善光寺を中心とした長野市、須坂市付近を中核として、一茶の故郷の信濃町付近、そして上田市から佐久市付近まで門人を広げ、没する享和元年（1801年）まで、つまり一茶が郷里信濃で活躍するようになる以前に一大俳諧結社を組織していた。一方、宮本虎杖は旧更級郡、埴科郡から佐久方面に広がる俳諧結社を組織していた。虎杖は天明4年（1784年）に独立した俳諧師として北信濃で活躍を始め、長野市以北の地を主な地盤とした猿左のライバルとして、充実した俳諧結社を組織した。虎杖は自派の勢力拡張に熱心であった。享和元年（1801年）に猿左が亡くなると弟子の宮沢武曰を長野市内を拠点に俳諧師匠として活動させ、文化9年（1812年）には、自らの後継者としてかつての門人であり、大磯の鴫立庵にいた倉田葛三を呼び戻した。
文化9年（1812年）、大磯の鴫立庵から倉田葛三が、そして一茶が江戸から戻り、ともに俳諧師匠として北信濃の地で活躍を始める背景には、当時の北信濃は一種の俳諧ブームのような状況下にあったことが挙げられる。俳諧ブームの中、北信濃では本格的な俳諧を学びたいという人たちが増えていた。鴫立庵にて俳諧の研鑽を深めていた倉田葛三、そして江戸を始め各地で本格的に俳諧を学んできた一茶は、ともに北信濃の俳諧愛好者たちに嘱望された人材であった。

##### 北信濃の俳人との交際
一茶は俳諧師として活動を始めた比較的初期から、故郷、北信濃の俳人との交流を始めていた。享和元年（1801年）の父の死去以前、一茶は寛政3年（1791年）、寛政10年（1798年）の帰郷が確認されている。この時期に交際している俳人は、故郷柏原の中村平湖とその子の二竹、野尻の石田湖光、そして飯綱町赤塩毛野の滝沢可候らの名前が挙げられる。ともに柏原やその周辺に住み、また石田湖光・滝沢可候とも中村平湖の親族であり、平湖が一茶に紹介したものと考えられている。
中でも石田湖光、滝沢可候は、後に結成されていく一茶社中でも活躍していく。つまり北信濃における一茶の門弟の草分けとなる人たちであるが、まだこの時期に故郷に本格的な俳諧結社を組織するためのしっかりとした計画があったとは考えにくい。享和元年の帰郷は一茶社中結成に向けて動き始めるためであったとの説もあるが、北信濃に俳諧結社を組織するために本腰を入れ始めるのは、父の死後のことであった。

##### 社中結成の開始
一茶は弟との遺産分割交渉に本腰を入れだした文化4年（1807年）7月時の帰郷以降、遺産相続問題交渉と並行して北信濃に自らの社中を作り上げるべく奔走し始めた。この時の帰郷では、旧知の毛野の滝沢可候、野尻の石田湖光をしばしば訪れ、浅野（長野市豊野地区）や六川（小布施町）の俳諧愛好者たちとの関係を作った。浅野、六川ともに後に一茶社中の拠点となっていく。
文化4年11月の第二回遺産相続交渉の帰郷時には、柏原にはわずか4日しか滞在せず、その一方で毛野の滝沢可候宅にも4泊している。このように一茶は実家に住む継母、弟とは遺産相続問題を巡って厳しい交渉を重ねつつも、一方では着々と北信濃の俳諧愛好者との関係を深め、自らの社中を結成して帰郷へ向けての足掛かりを作っていった。

### 遺産分割交渉妥結と更に続く対立

#### 取極一札之事の取り交わし
文化5年6月25日（1808年7月18日）、一茶は江戸を発って帰郷への途についた。文化5年の帰郷の目的は表向き祖母の33回忌参列であったが、実際は弟との遺産相続問題の解決、そして帰郷に向けてのコネクション作りであった。この時の帰郷時、一茶はまっすぐに柏原に向かわず榛名山、草津温泉に立ち寄った。草津温泉では旧知の俳人と再会して約約1か月滞在し、故郷柏原に到着したのは7月初めになった。
7月9日（1808年8月30日）に祖母の33回忌法要が執り行われ、その後、一茶は弟との間で遺産分割交渉に本格的に取り組んだ。結局、11月になって弟弥兵衛（仙六）、弥太郎（一茶）そして本家の弥七の連名による「取極一札之事」が、村役人に提出された。遺産相続問題にようやくひとつの解決がついたのである。
「取極一札之事」では、親（弥五兵衛）の遺言に基づき、一茶に約3.64石の田畑、あとは山林3か所、家屋敷半分、世帯道具一式、夜具一式の相続が認められた。そして村役人、親類一同が確認の上、紛失したものが無いことを確認済みであること、更に今後、新たに「遺書」が出てきても当取り決めによる決定内容の変更は無いことが明記されていた。この証文の本文は、筆跡から柏原の名主、中村嘉左衛門の筆によるものと考えられている。このことから一茶と弟、仙六との遺産分割交渉に名主、中村嘉左衛門の介入があったことが明らかとなる。
なお、瀕死の父から貰い、遺産相続に際して絶大な威力を発揮した父の遺書は、示談成立後に名主、中村嘉左衛門が預かることになった。どうやら遺産相続問題の再燃を恐れての措置であったと考えられているが、後年まで一茶はこのことを根に持ち続ける。
実際、一茶と弟仙六との間で、田畑についてどのような分割が行われたかについては、「辰御年貢皆済庭帳」という書類から確認が可能である。これは文化6年（1809年）に作成された、前年である文化5年（1808年）の年貢関連の文書である。これによると一茶との財産分割に合意する以前、弟仙六は9.21石あまりの田畑を所有していたことが判明する。9.21石のうち、まず約0.56石を四郎次という人物に引き渡し、残りの約8.65石について、一茶約3.40石、仙六約5.25石という分割を行っている。「取極一札之事」よりも一茶の取り分が約0.24石少なくなっており、また財産分与も均等ではなく、おおよそ一茶4：仙六6という配分である。実際問題として父が亡くなった直後の享和元年（1801年）の資産は7.09石であり、また一茶が故郷を離れた安永6年（1777年）は3.71石であった。7.09石の半分、そして3.71石は実際に一茶が手に入れた資産に近く、遺産分割の考え方として、父の死去時を起点とした遺産の均等配分であるとともに、また一茶が故郷を離れた時、弟の仙六はまだ幼かったことを考慮してみても、一茶離郷時の資産にあたる部分を一茶に渡すのが合理的という判断がされたと考えられる。
文化6年（1809年）より、一茶はこれまで弟、仙六の家族の一員とされていたものが、柏原の宗門帳に戸主として名を連ねるようになり、また年貢関連の書類にも本百姓として名が載るようになった。弟から分割を受けた田畑については、正確なことはは解らないものの少なくとも一部については母方のいとこである仁之倉の徳左衛門に管理を委託し、収穫から徳左衛門が一茶分の年貢を納めていたと考えられている。徳左衛門は一茶の財産問題に関して後見人的な役割を果たすようになる。一茶が手に入れた田畑は柏原では中の上ランクの自作農の所有地にあたり、一茶としても遺産の分割内容について特段の不満があった様子はない。しかし継母や弟にとってみれば、一茶が故郷に居ない間、自分たちこそがずっと小林家の資産を守り続けてきたのに、一茶が少なからぬ資産を手に入れたことは実情に合わない、不利な内容で和解を強いられたとの思いを抱いたものと考えられている。
一茶と弟、仙六との間の父の遺産を巡る対立は、文化5年（1808年）11月の「取極一札之事」では解決しなかった。最終的な決着は文化10年（1813年）1月の「熟談書附之事」の取り交わしまでもつれ込むことになる。

#### 社中結成へ向けての奔走
文化5年（1808年）の帰省時、一茶は弟との遺産分割交渉の傍ら、精力的に北信濃の各地を回り、一茶社中の結成に向けて努力した。一茶はこの時の帰省で、新町（長野市）、長沼（長野市）そして古間（信濃町）に社中を作っていった。新町の上原文路は薬種商であり、文路宅は長野市方面での一茶の定宿となり、また全国各地との書簡のやり取り等も文路のところを通じてやりとりすることが多くなった。また長沼は後に30名近い門人を擁する一茶社中最大の拠点となっていく。
そして文化5年の帰省時、一茶も選者の一人となった俳額が大俣（中野市）の大富神社に掲げられた。この俳額は残っている一茶撰の俳額の中で最古のもので、北信濃の俳句愛好者の中で一茶の名前が知られるようになってきたことを示している。しかし文化5年の段階では一茶社中が結成中途であるため、俳額に掲載された句の作者の中に、一茶の知人、門人はまだ少数にとどまっていた。

### 俳諧師としての成功と帰郷

#### 難航する遺産相続問題
一茶は文化5年（1808年）12月、200日あまりもの間留守にしていた相生町5丁目の家に戻ってみたところ、留守中に大家は他人に家を貸してしまい、一茶が戻るはずであった家が無くなってしまった。困り果てた一茶はやむを得ず夏目成美を頼り、成美宅で年を越した。翌文化6年（1809年）成美宅で正月を迎えた一茶は、1月8日から立て続けに下総、上総方面に俳諧行脚の旅に出た。3月19日に房総行脚は一段落したものの、今度は4月5日に実家のある柏原へと向かった。この時の帰郷では、一茶はまず柏原へ向かったにもかかわらず、前年の遺産分割の結果、居住権を得ていた実家に行こうとはせず、仁之倉のいとこ、徳左衛門の家に泊まった。
その後一茶は精力的に北信濃一帯の俳諧愛好者のところを廻る。もちろん柏原には時々戻ったものの、いとこの徳左衛門宅、実家の隣であった園右衛門の家に泊まり、実家で過ごそうとはしなかった。それどころか5月18日には柏原で借家を借りるほどであった。これは弟との交渉が難航していたからであると考えられる。文化6年の帰郷もかなりの長期間に及んだ、一茶がいつ江戸に戻ったのかははっきりとしないが、9月末まで北信濃にいたことは確認されており、冬には江戸に戻っていた。

#### 俳諧師としての成功
一茶はまだ俳諧師として駆け出し時代の寛政年間から、自筆の句帳、句日記を書き続けていた。文化7年（1810年）からは「七番日記」という句日記を付け始め、文政元年（1818年）まで書き続ける。一茶は七番日記から文政2年（1819年）執筆の「おらが春」に至る時期が最も充実した時期であるとされ、一茶独自の境地に達した質、量ともに充実した、「一茶調」と呼ばれる多彩な作品が生み出された。
この時期、ようやく一茶の俳諧師としての名声が上がってきた。文化8年（1811年）に大坂で出された全国の俳諧師の番付では、一茶は番付東方最上段に名前が載っており、江戸俳壇を代表する俳人と目されていた井上成美、鈴木道彦らと肩を並べる高評価であった。同時期に発行されたその他の番付でも一茶の評価はおしなべて高かった。当時、葛飾派と疎遠になりつつあった一茶は、夏目成美らとともに特定の流派には所属せず、いわば独立勢力であった。俳壇の特定流派に属しない一匹狼的な存在ではあったが、一茶の実力は文化中期になって広く知られるようになっていた。
この頃の一茶の俳諧に向かう心構えを現した句に、文化8年（1811年）作の
がある。芭蕉の劣化コピーとなっていた当時の既成俳句の世界に生きてきたことを、「月花」に囚われ49年間、むだ歩きを続けてきたと自らを振り返った。一茶は俳句というものは一部の隠者がもてあそぶ高尚な言葉遊びの世界であってはならず、誰もが日常の生活の中で生み出される喜怒哀楽を詠まねばならないと主張したのである。またこの句は「四十九年」を「始終苦年」と掛けているという洒落も効かせ、深刻さばかりではなくおかしみを感じさせる作品に仕上げている。
しかしいくら俳諧師としての評価が高まっても、一茶の生活実態は房総方面への俳諧行脚や夏目成美らからの経済的援助が頼りであることに変化は無かった。実際、文化7年（1810年）11月、夏目成美宅に逗留中に金が無くなるという事件が勃発し、一茶は成美の使用人らとともに数日間成美宅からの外出を禁じられ、あれやこれやと調べられた。結局一茶がお金を盗ったという証拠は全く見つからず、無事に解放されたものの、一茶のことを高く評価し、普段は仲が良い俳人であった成美も、いざ金銭問題となると一茶を使用人同様の扱いをする現実に直面し、根無し草のような生活からの脱却を更に強く願うようになったと考えられる。

#### 最終解決へ向けて
一茶は文化7年（1810年）、正月早々に家探しをした。結局、柳橋に借家を見つけ、そこにとりあえず落ち着いた。この頃の一茶は北信濃の俳句愛好者のもとの盛んに手紙を出しており、江戸に居ながらにして郷里での俳諧結社の組織化に余念が無かった。3月には夏目成美らとともに一茶が撰者となった俳額が、日滝（須坂市）の蓮生寺に掲げられた。こうして一茶の故郷北信濃での知名度も上がってきた。
文化7年も一茶は5月に帰省している。しかし北信濃では基本的に門人宅を回り、19日に墓参、名主中村嘉左衛門利貞宅への挨拶を済ませた後に実家に行ってみたところが、一茶に白湯一杯すら出そうとしない冷たい態度であったため、そそくさと実家を後にした。結局、
と、実家近くの旅籠小升屋に泊まらざるを得なかった。これでは遺産問題の交渉など全く進展があろうはずも無く、柏原を後にしてからも北信濃各地の門人宅を回り、6月初めには江戸へと戻った。
一茶は帰郷に向けて難航する実家の継母、弟との交渉、そして北信濃での一茶社中の組織作り以外にも努力を重ねていた。前述のように一茶の故郷、柏原宿は宿場の存亡を賭けた訴訟の真っただ中であった。しかも問題の訴訟は文化5年（1808年）3月にいったん事実上敗訴の判決があり、その後、再審中であった。柏原としてはこれまで以上に訴訟対策に全力投球せざるを得なかった。柏原宿の江戸での訴訟対策の総責任者は、本陣中村六左衛門利賓の兄、四郎兵衛であった。一茶はその四郎兵衛に接近する。
江戸暮らしが長く、また俳諧師として文化面にも精通していた一茶は、訴訟の合間を見て文化8年（1811年）3月、四郎兵衛を植木屋見物に案内する。そして5月にも四郎兵衛と一茶は連れ立って開帳のお参りに出かけている。一方、文化8年には訴訟の関係者と考えられる野尻宿、牟礼宿の関係者も一茶を訪ねている。一茶は江戸在住の北信濃出身者の中でも、名士となりつつあった。
そして遺産問題の経過の中で、一茶の後見人としてサポートするようになったのが、母方のいとこの徳左衛門であった。徳左衛門の宮沢家は仁之倉で一、二を争う有力者であったが、柏原の新田であった仁之倉は本村の柏原と仲が悪かった。仁之倉の有力者、徳左衛門にとってみれば、親族の一茶が柏原で疎外されているのを見て、もともと持っていた柏原に対する反感を刺激させ、遺産問題では一茶に肩入れして後見人の役割を果たすようになったと考えられている。
文化9年（1812年）、一茶は6月と12月の二度、故郷の柏原に向かった。6月の帰省では北信濃でやはり門人宅を精力的に回るとともに、柏原でも主に本陣の中村六左衛門家に宿をとり、本陣が業務多忙の際には旅籠の小升屋、そして仁之倉の徳左衛門宅に宿をとった。この頃には北信濃における一茶社中の体制も整ってきた。そして一茶社中の組織作りとともに、柏原の本陣、小升屋に宿泊しながら、遺産問題の最終解決に向けて奔走したと考えられる。
一方で一茶は柏原の有力者への働きかけを更に進めた。文化9年6月の帰省時、一茶は本陣に8泊している。前述のように本陣の主、中村六左衛門利賓の兄、四郎兵衛は柏原宿にとって極めて大切な訴訟の、江戸における最高責任者である。本陣に泊まった一茶は、中村六左衛門利賓に江戸の訴訟についての情報などを報告している。8月には一茶は江戸に戻るが、江戸では四郎兵衛が公事宿で病に倒れていた。一茶は早速四郎兵衛の看病に当たり、柏原にも四郎兵衛の病気について連絡したものと考えられる。すると8月末には兄の病状を心配した中村六左衛門利賓が、柏原の有力者の一人であった顔役の銀蔵とともに四郎兵衛の見舞いに駆け付けた。幸い四郎兵衛は回復し、大詰めを迎えていた訴訟の陣頭指揮に復帰した。このように一茶は柏原の有力者たち相手に着々と得点を稼いでいた。
一茶社中の体制が整い、柏原の有力者たちのコネクションも出来た、更には仁之倉のいとこ徳左衛門のサポートも期待できる。文化9年11月17日（1812年12月20日）、一茶は今度こそ帰郷するとの固い決意を胸に秘め、満を持して江戸を発ち、故郷柏原へと向かった。

### 北信濃の宗匠

#### 遺産問題の最終解決
一茶は文化9年11月24日（1812年12月27日）、柏原に戻った。柏原は既に冬、ふるさとは雪に埋もれていた。一茶は永住する覚悟を決めた雪に埋もれた故郷を
と詠んだ。

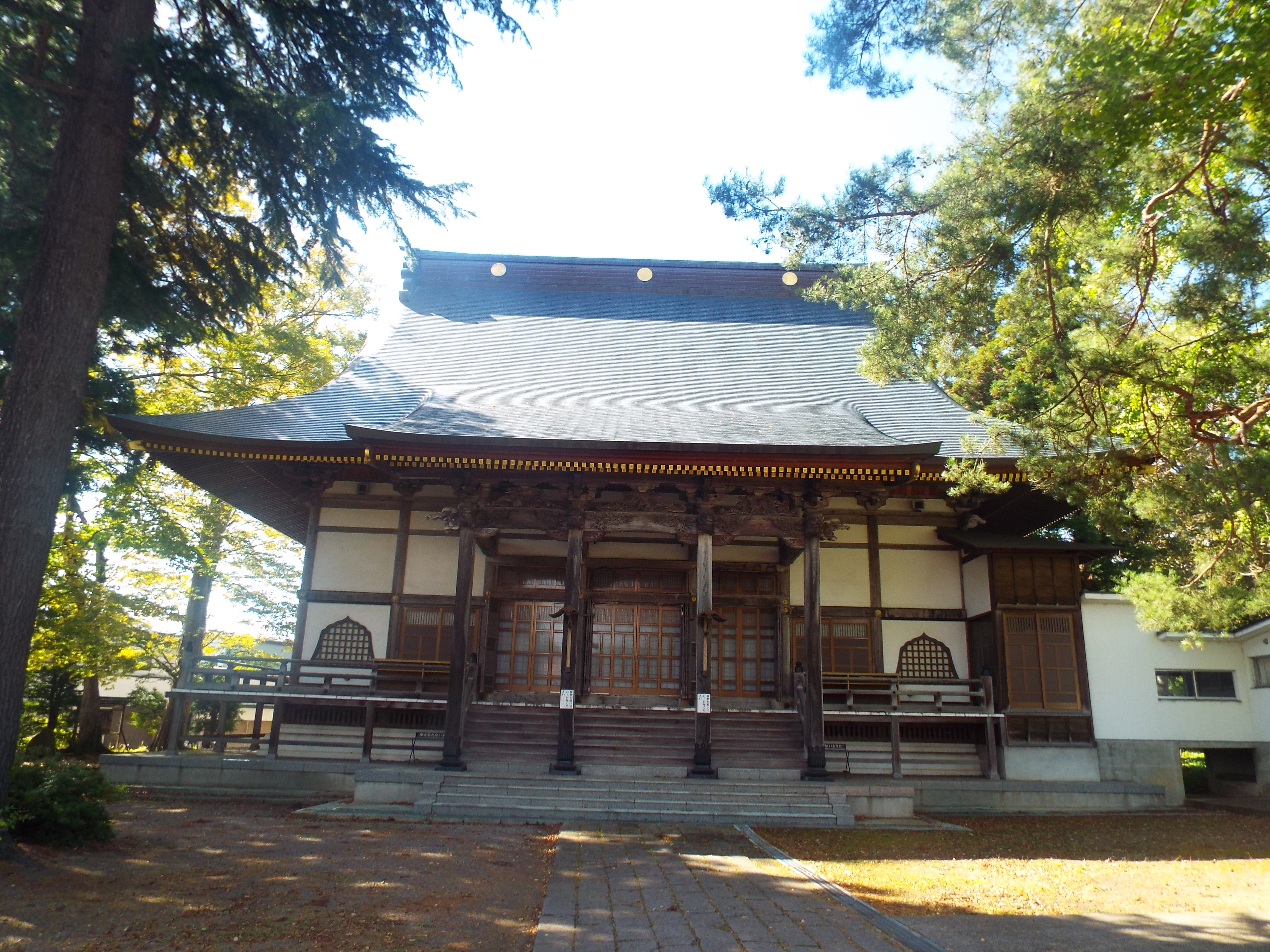
一茶と弟との遺産相続問題は、最終的に両者の菩提寺であった柏原の明専寺住職の調停によって解決した。

一茶は柏原に落ち着くことは無く、北信濃の門人宅を精力的に回り、結局12月24日（1813年1月26日）になって柏原の岡右衛門所有の借家を借りた。なお、一茶の帰郷の決意を見た北信濃の門人からは、布団などの生活用具が贈られた。借家で正月を迎えた一茶は、新年も門人宅巡りを行っていたが、1月19日（1813年2月19日）には父、弥五兵衛の十三回忌の法事に参列した。そして一茶は弟との間の遺産問題について、最終決着を図るべく交渉に臨んだ。
文化5年（1808年）11月の「取極一札之事」を取り交わした後、遺産問題で最大の争点となったのが、享和元年（1801年）の父の死去後、一茶が取得すべき利益を弟、仙六が手に入れていたとする一茶側のクレームであった。一茶側の言い分としては、享和元年（1801年）から「取極一札之事」が取り交わされる前年の文化4年（1807年）までの7年間、本来ならば一茶に引き渡されなければならなかったはずの田畑から仙六は収穫を挙げていたわけで、まずはその分の利益を引き渡すべきと主張した。更に享和元年（1801年）から文化10年（1813年）に至る間、均等に分割することになっていた居宅も、弟、仙六が専有したままであるとして、その間の家賃分の支払いも要求したのである。一茶側の要求金額は合計30両であった。
一茶がいつこの要求を弟の仙六側に伝えたかについてははっきりしていない。まず文化5年（1808年）11月の「取極一札之事」取り交わしの直後から要求していたという説がある。この説によれば「取極一札之事」取り交わし後もなかなか遺産問題が決着せず、最終解決まで時間がかかってしまった事実を説明しやすい。しかしこの一茶側の遺失分利益の引き渡し要求が記録に現れるのは文化10年（1813年）1月の交渉時であり、そのため記録通り文化10年（1813年）1月の交渉時に一茶側が持ち出した条件であるとの説もある。
また、一茶側でこのような要求を持ち出すに至ったのには、一茶のいとこである仁之倉の徳左衛門の差し金があったと考えられている。徳左衛門はこの問題では一茶側に立って動いていた上に、この問題が決着した後、仙六から支払われた11両2分は徳左衛門が預かり、必要に応じて引き出すようになったことからも、やはり黒幕は徳左衛門であると見られている。
1月26日（1813年2月26日）、一茶は問題が解決しなければ翌日には江戸へ向かい、訴えるとの最後通牒を出した。結局、一茶と仙六の菩提寺である明専寺の住職が調停に乗り出した。最終的に一茶の言い分はもっともと認めた上で、30両の支払いでは仙六の家計が成り立たなくなってしまうため、立会人となった柏原の顔役である銀蔵らが詫びを入れる形で、一茶の要求額の半値以下の11両2分支払いで決着することとなり、26日中に「熟談書附之事」が取り交わされた。署名捺印は弥太郎（一茶）、一茶側の徳左衛門、弟弥兵衛（仙六）、弟側の小林本家の弥市、そして立会人の銀蔵の5名が行った。なお、この決着には一茶と親しくなった本陣の中村六左衛門利賓、四郎兵衛兄弟の意向も関与していると考えられる。
一茶が遺失分利益の引き渡しを要求し、減額されたとはいえ11両2分の金を弟から得たことについては、いわばごね得で11両2分を弟からむしり取ったとして、一茶の強欲さ、底意地の悪さを示し、弟は犠牲者であるとの評価が一般的である。一方、享和元年（1801年）の父の死去後、一茶と弟仙六は口約束であるとはいえ遺産の均分相続で合意しており、実際問題、一茶に引き渡されるべき田畑で弟は収穫を挙げ続け、また家屋敷も占有していたわけで、その分の金銭的要求を行うこと自体、不合理なことではなく、また、弟が一茶の不在時に一茶分の田畑や家屋の管理を担い続けてきたことを考慮すると、30両の一茶の要求金額を大幅に減額して和解した「熟談書附之事」の決定内容は、比較的妥当な結論と言えるのではないかとの意見もある。
一茶が弟から得た11両2分は、前述のように後見人に当たるいとこの徳左衛門が全額預かった。徳左衛門は一茶から預かったお金を年利1割2分5厘で貸し付けるという資産運用を行い、一茶は必要に応じて引き出している。そして文化11年2月21日（1814年4月11日）、待望の家屋分割が徳左衛門と銀蔵立ち合いのもと実施された。家屋敷を弟と二分して、半分を一茶が手に入れたのである。なお家屋分割時、一茶は弟仙六に3分の金を支払った上で、土蔵と仏壇を入手した。後に一茶がその生涯を閉じることになる土蔵は、この時一茶所有となった。

### 北信濃一帯に広がる一茶社中

#### 信濃の一茶
前述のように、一茶は帰郷を見据えて文化4年（1807年）7月時の帰郷以降、北信濃に一茶社中を結成するために奔走していた。文化9年（1812年）末の帰郷を前に、一茶社中はかなりの規模に成長していたが、一茶自身は不安を感じていた面もあった。帰郷直後に江戸の夏目成美には、田舎に引っ込んでしまっては流行に遅れてしまうのではないかと、心配する手紙を送っていた。しかし一茶は江戸帰りの宗匠として北信濃一帯の俳諧愛好者たちから敬意を持って迎えられ、その結果として帰郷後も社中は順調に成長し、やがて一茶の不安も消えていく。
一茶は帰郷後もしばらくの間、江戸や房総方面に出かけていた。文化11年（1814年）8月、一茶は江戸に向かい、その足で下総方面、内房方面まで足を伸ばした。この時の江戸行きの主要目的は、一茶の江戸の俳壇からの引退と故郷、信濃への定住を記念した俳文集、「三韓人」の出版であった。三韓人の序文は夏目成美が執筆し、東国を中心とした一茶の師匠、友人、知己ら242名の句が掲載された。この年、一茶が柏原に戻ったのは年も押しつまった12月25日（1815年2月3日）のことであった。
文化12年（1815年）も一茶は8月末に江戸へ向かった。一茶はやはり江戸の他に上総、下総方面の知己を巡り、やはり年も押しつまった12月28日（1816年1月26日）になって柏原に戻った。翌文化13年（1816年）もまた一茶は江戸に向かう。9月に柏原を出発した一茶は、10月には江戸へ出て、その後下総方面に向かった。ところが11月になって悪性の皮膚病にかかり、下総守谷の西林寺でしばらく療養しなければならなくなった。その後、江戸や上総、下総方面を回り、翌文化14年（1817年）7月になってようやく柏原に戻る。なおこの時の江戸、房総方面行きと時を同じくして、文化13年11月に夏目成美が亡くなり、文化14年2月には一茶と親しかった日暮里の本行寺住職の一瓢が伊豆、三島の妙法華寺に移ってしまい、一茶と特に仲が良かった俳人が江戸から居なくなってしまった。このこともあってか、その後一茶は亡くなるまで江戸、房総方面に行くことは無く、一茶は名実ともに信濃の一茶となった。

#### 一茶社中の完成
帰郷、そして文化14年以降は江戸に行くことも無くなり、江戸の一茶から文字通り信濃の一茶となったものの、俳句界の中での一茶の存在感は増すばかりであった。一茶帰郷後の文化年間後期から文政期にかけて、俳人番付での一茶の評価はおしなべて全国トップクラスであり、当時の日本を代表する俳人の一人と評価されていた。一茶の高評価は最晩年に至るまで変わることが無く、信濃の一茶の名は当時の全国俳句愛好者の間では良く知られていた。
一茶の知名度が上がるにつれて、多くの俳句愛好者たちが一茶に会いにやって来るようになった。遠くは東北地方、中国地方からの来訪者がいたことが確認されている。また一茶のもとには各地から揮毫の依頼や俳書の序文の執筆依頼なども送られてきた。
前述のように一茶の帰郷前から北信濃は一種の俳諧ブームといえる状況であった。江戸帰りの宗匠であり、しかも全国的に名声が轟いていた一茶のところには、特に積極的な勧誘を行わなくとも門人が集まるようになっていった。文政年間に入ると、国境を超えて越後の関川（妙高市）にまで門人の輪が広がっていく。なお、越後まで一茶社中が広がった背景には、一茶の初婚の相手である菊が、関川から川を挟んで反対側の信濃の赤川（信濃町）出身であったことも影響している。
一茶社中は地域的に見ると長野市以北の旧水内郡、高井郡と一部越後にかかる地域が勢力範囲で、水内郡北東部の飯山方面や更級郡、埴科郡には勢力が及ばなかった。これはかつて北信濃一帯に広く社中を形成していた戸谷猿左の勢力範囲とほぼ重複しており、一茶はいわば猿左の地盤を引き継いだ形となった。これは更級郡、埴科郡は宮本虎杖系の強固な地盤であったためである。宮本虎杖系と一茶社中とは重複する地域や門人が見られるものの、基本的には両派の勢力範囲は分かれており、特に目立った衝突は無かった。

##### 社中の地域性と構成

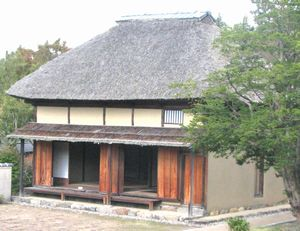
一茶の門人、高山村紫の久保田春耕を訪ねた際に逗留した、久保田家の離れ家。現在は一茶ゆかりの里 一茶館に移築保存されている。

地域的に見た一茶社中の大きな特徴として、まず一茶が住む柏原には門人がほとんどいなかったことが挙げられる。これは柏原では実弟との財産問題を巡るいざこざ等の影響で、一茶に対する反感があったためと考えられる。また柏原で暮らすようになっても、俳諧師匠として出かけることが多かった一茶は、地元柏原の人たちとの縁が薄かった。一茶自身も地元柏原で門人を得ることに消極的であったと考えられる。
一茶社中の主な拠点としては長沼（長野市）、六川（小布施町）、高山、湯田中などがあった。中でも長沼は元来俳諧が盛んな地であり、一茶社中も20名を超え、優れた門人とされた10名は「長沼十哲」と呼ばれるようになった。
また後述のように一茶社中は北信濃の素封家の集まりで、地域に密着して文化活動を行うといった組織とは異なっていた。他の北信濃の宗匠の中には、親族、隣人を門人として地域密着型の社中を形成していた人物もいたが、一茶社中は北信濃各地に点在する素封家同士を結ぶ、いわば点と線の組織であった。これは地域で生まれ育っていった俳諧組織と江戸帰りで組織を作っていった一茶との違いであると考えられる。
一茶社中の構成員のうち約60名についての身元が判明している。その職業を見ると、豪農、豪商、医師、旅館の経営者、武士といったいわゆる素封家や地域の有力者たちであった。なお、俳号のみが知られ、身元が判明しない門人の多くも豪農であると推測されている。つまり北信濃における一茶の俳諧師匠としての姿は、一面では地域の有力者の家々を羽織を着こなして回る、いわゆる「羽織貴族」の一員であった。
しかし一茶の門人たちである素封家の富は、その他大勢の零細農民の犠牲の上に成り立っていた。当時から一人の成功者の影には20名、30名といった困窮した百姓が生み出されていると、その矛盾を鋭く指摘する声があった。一茶も勝ち組の素封家たちのところを俳諧師匠として巡回しながらも、その陰で零落していった農民たちのことを忘れることはなかった。
文政2年（1819年）作のこの句は、勝ち組である素封家の富を象徴する白壁造りの建物を、零落した農民たちが恨み、そしっていることを知ってか知らずか、春霞の中に佇んでいると詠んだ。

##### 社中の特徴
一茶は自らの庵号を「俳諧寺」と名乗った。しかし他の宗匠とは異なり、庵中に自らも駆け出し時代に務めた執筆を置くことはなかった。その代わり、宗匠の一茶自身が門人のところへ巡回し、俳諧を教えるというスタイルを取った。これは江戸在住時代に房総方面で行っていた俳諧行脚のいわば延長のようなものであった。一茶にとって庵に門人を集めるよりも門人のところを巡回する方が楽であったと考えられ、また門人たちにとっても気さくで楽天的、そして謙虚な一面もあった一茶を自宅に迎える方が良かった。その結果、一茶が郷里柏原に落ち着いた文化10年（1813年）から文政8年（1825年）までを見ると、文政2年（1819年）を除き、在宅している日よりも外泊の方が多い。前述のように文化14年（1817年）まではしばしば江戸や房総方面まで出かけていたことも考慮に入れなければならないが、一年の多くを北信濃各地の門人巡りに費やしている状況が見て取れる。
一茶社中に入門する際の手続きにも特徴があった。他の俳諧結社は格式を重んじ、入門時の持参品が細かく定められているようなところもあったが、一茶社中の場合、「扇代」の名目で少額の入門料が徴収される程度で、厳しい入門規定は特に無かった。
一茶社中の宗匠である一茶の、門人たちに対する態度にも大きな特徴があった。一茶は前述のように浄土真宗の熱心な信者であった。一茶は自らが信仰する浄土真宗においては、師や弟子という言葉は用いず、阿弥陀如来の本願をともに信じる「御同朋」とか、「御同行」という言葉を用いているという例を引いた上で、俳諧も全く同じで、宗匠の一茶と門人は、俳諧の道をともに歩む者という位置づけをした。つまり一茶社中は上下関係が見られず、よく言えば自由闊達な雰囲気であったと考えられる。その反面、一茶社中は組織化がなされず、門人の間ではしばしば内輪もめが見られるなど、結束力が弱かったという大きな弱点を抱えることになった、このことは一茶の作風が個人的資質に大きく頼ったものであったこととともに、門人たちの中から目立った活躍をした俳人が生まれなかった一因となった。

#### 一茶の俳諧指導
一茶の宗匠としての俳諧指導は、まず定例の句会における対面による指導を重んじた。そしてなかなか句会に参加できない門人は、一茶に詠んだ句を送るなどして添削指導を受けた。また集団で詠んだ句を採点する、点取句合という方法を取ったことがあるのも確認されている。なお点取句合の一種として、広く投句を募りその中から優秀作を撰ぶ懸賞句合というシステムがあった。この懸賞句合の撰者は俳諧師としては良い収入になったが、一茶は懸賞句合の仕事には消極的であった。しかしいくつか一茶が撰者となった懸賞句合の掲額が残っていて、その中で文政3年（1820年）、善光寺に掲額された中には、一茶自撰の
の句がある。
句会による対面指導、添削による指導の他に、当時、多くの俳諧社中では、社中の門人たちが出句料とともに出句を行い、その中から撰ばれた句を紹介する刊行物を定期的に発行していた。これは門人たちの意欲向上と俳諧結社の結束力強化に有効であったが、一茶社中では定期刊行物が出された形跡がない。これは門人数が少なかったこと、一茶には内弟子に当たる執筆がおらず、定期刊行物の編集、出版に携わる人材がいなかったこと、一茶自身が社中の定期刊行物の出版に消極的であったと考えられること、そして門人たちの俳書の制作に傾注していたことが原因として考えられる。

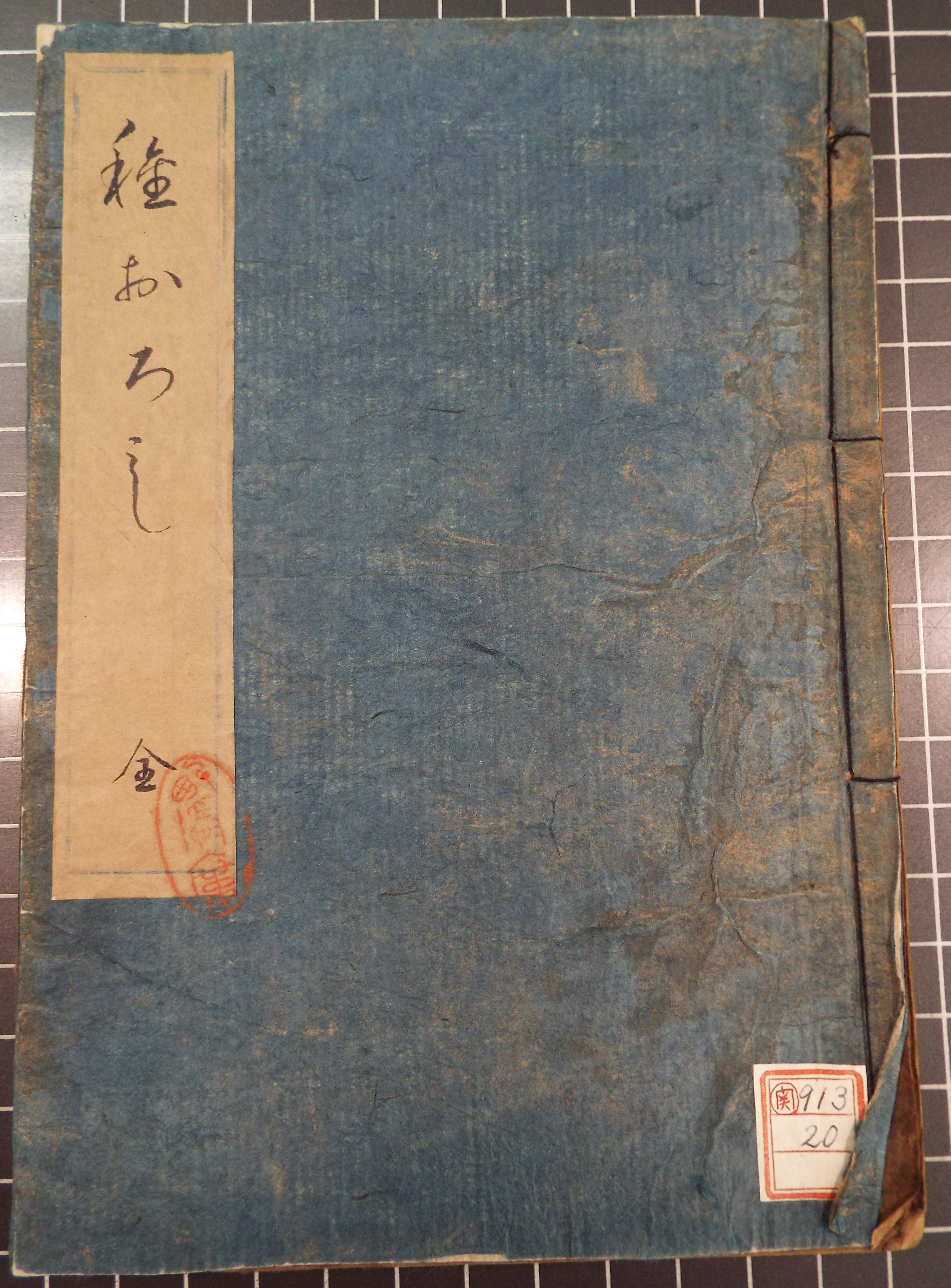
一茶の門人、住田素鏡の句集を一茶が代編し、文政9年（1826年）に刊行された「たねおろし」。

一茶社中では定期刊行物の発行は行われなかった。その代わり、一茶が熱心に取り組んだのが、門人たちの俳書の出版であった。門人たちの中には自力で俳書を出版していた者もいたが、文字通り北信濃の地方出版で素朴なものであった。一茶は門人の俳書出版を強力に後押しし、編集、校正、そして出版の手続きを一手に引き受けた。江戸での俳壇生活が長く、高名な俳人との深い交際を続けていた一茶は、俳書の出版についてのノウハウを持っていた。しかも江戸とのコネクションもあるので、北信濃ではなく技術的にも高い江戸の出版業者からの刊行が可能であった。もちろん相応の手数料は受け取っていたものと考えられるが、本の体裁、校正の内容からも単なる出版の請負いではなく、一茶が門人たちの出版を真剣にサポートしていたことがわかる。これは出句料を一人ひとり徴取する必要がある定期刊行物よりも、諸費用を全部門人が持つ俳書の発行の方が楽な一面があり、また内容が充実した門人の俳書を江戸で出版することは、一茶にとって自ら、そして一茶社中を全国の俳壇にアピールすることにも繋がったためと考えられる。
なお、出版を計画しながらも諸事情で実現しなかった門人の俳書が4つあることが知られている。そして一茶自身の俳書にも生前に出版が叶わなかったものが3つある。生前出版されなかった一茶の俳書の中に俳文集「おらが春」があり、生前、版下までほぼ完成していたことが知られている。なお「おらが春」は没後25年を経た嘉永5年（1852年）にようやく刊行され、その後版を重ね、やがて一茶の代表作として知られるようになった。
また、一茶は門人たちと積極的に「土佐日記」、「方丈記」といった古典籍などの書物の貸し借りを行っており、そして名所見物、書画会などの催しを行っていた。このような俳諧の枠にとどまらない学習交流も一茶の俳諧指導の特徴に挙げられる。
一茶は門人たちに俳諧を詠む心得として、技術論や高尚な芸術論に寄り掛かることなく、あるがままの「心の誠」を詠むように教えた。これは旺盛な経済活動の中、文化が一部の好事家のものばかりでなく、広く大衆のものになりつつあった化政文化の時代、庶民文化の一翼を担う俳諧の役割を重んじた一茶の姿勢によるものであるとともに、何よりも日常生活における喜怒哀楽を詠む一茶の句作に通じるものであった。
一茶の門人たちに対する具体的な指導内容としては、まずは反復練習を勧め、その上で先人たちの句作の模倣を戒め、自らの言葉で詠むように指導した。その一方で無季の句や季重ねの句を注意し、奇異な言語表現を戒めるなど、俳句の決まりごとを忠実に指導するという、極めて常識的な俳諧指導を行っている。一茶自身は自由闊達ともいえる言葉遣い、表現をいわば自家薬籠中のものにして「一茶調」と呼ばれていたが、門人たちには一茶の作風そのものを指導、伝授しようとはせず、むしろ「一茶調」を模倣しようとする門人を制止している。これは事実ではない伝承の話ではあるが、一茶は臨終の床で門人たちに「私の句風を真似るな」と、言い残したと伝えられているほどである。
一茶が自らの作風については門人たちに伝授しようとしなかったのは、まず門人たちの中に一茶の作風をきちんと消化して、自らのものとし得る力量を持った人物が見当たらなかったこと、そして一茶自身の強烈な個性、高い才能、様々な苦闘に満ちた人生と深く結びついた一茶調は、真似しようにも真似ができないものであると判断していたためと考えられる。

### 帰郷後の一茶

#### 結婚

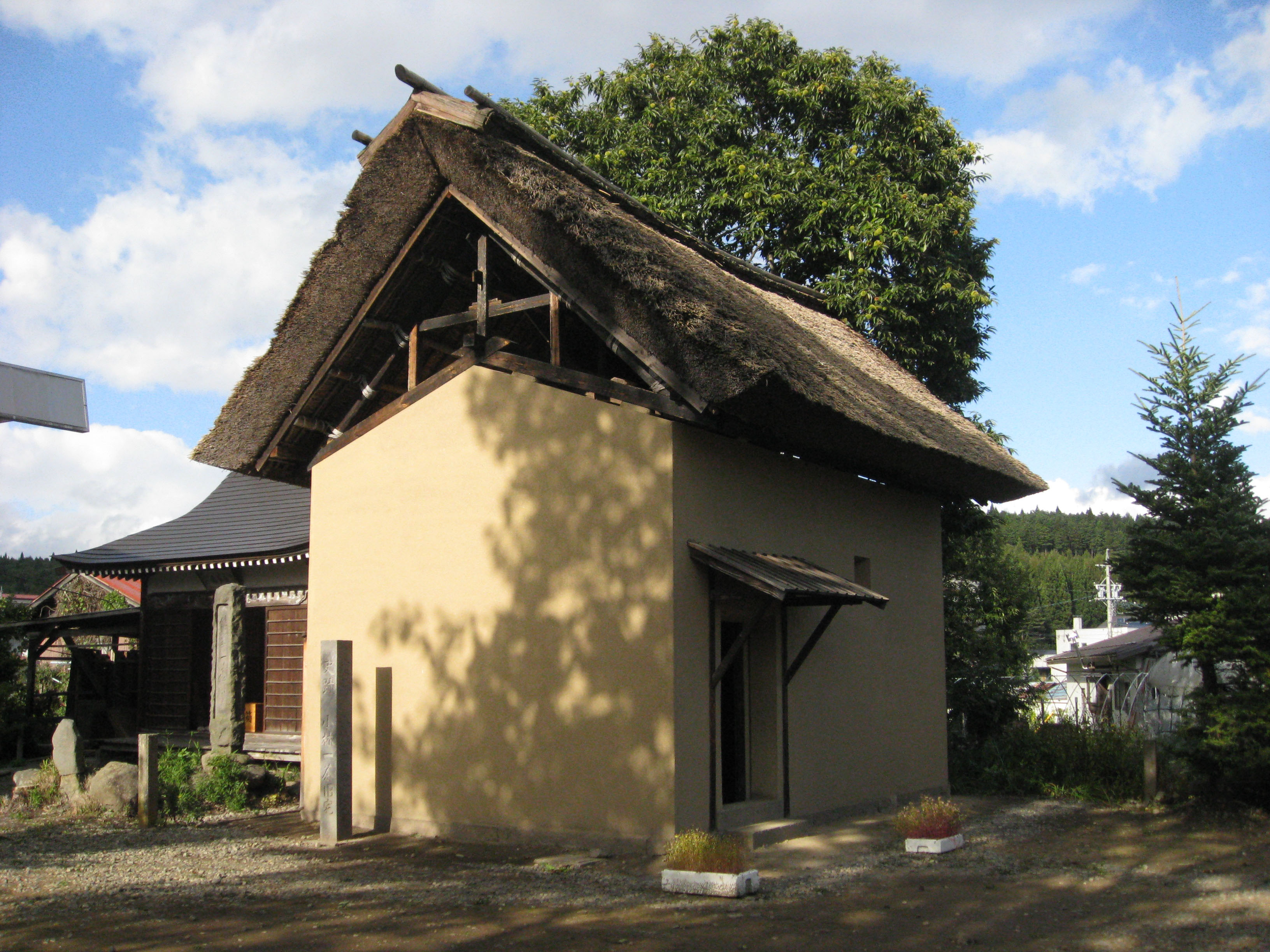
52歳にして結婚する直前の文化11年（1814年）2月、弟、仙六との家屋分割実行の際、仏壇とともに一茶の所有となった土蔵。

一茶は文化10年（1813年）1月の遺産問題最終決着後、北信濃各地の門人たちのところを精力的に回っていた。ところが6月初旬から尻にできものが出来てしまった。6月半ば過ぎには悪化して痛みがひどくなって高熱も出て、善光寺町の門人宅で床に臥してしまった。医者に見せ、薬を飲んだり灸をしたりしたものの、なかなか病状は改善しない。一茶が病気で倒れたとの知らせを聞きつけた門人たちが大勢一茶の見舞いに駆け付け、不仲であった弟、仙六も蕎麦を持参して一茶を見舞った。結局一茶は75日間も床に臥した後、ようやく動ける体に戻ったのか、その後も門人宅を回って9月半ばに柏原に戻った。この頃から一茶はしばしば皮膚疾患に悩まされるようになる。一茶は梅毒に罹っており、それが皮膚疾患の原因ではないかとの説もある。一茶自身も自らが梅毒に罹っているのではないかと疑っており、梅毒の医学書を入手しようとした記録が残っている。
前述のように文化11年（1814年）2月、一茶は弟、仙六と家の分割を行った。前年の1月に遺産問題は解決したものの、1年余り家屋の分割を実行していなかった。この時期に分割を行ったのは、一茶の結婚が本決まりになり、自宅が必要になったからと考えられている。
雪解けの喜び、開放感をストレートに詠んだこの句は、一茶52歳にして結婚を目前に控えた、文化11年早春の作である。
文化11年4月11日（1814年5月30日）、一茶は結婚した。結婚相手は野尻宿の新田赤川（信濃町）の常田久右衛門の娘、菊。菊は28歳であり、一茶とは親子ほど年が離れた夫婦であった。仲人は仁之倉の宮沢徳左衛門、一茶に菊を紹介したのも徳左衛門であったと見られている。常田家は宮沢家の親戚筋に当たり、米の取引も行う新田赤川では有力な農家であった。結婚後、一茶と菊は仲人宮沢徳左衛門への挨拶、新婚後の里帰り、村役人への挨拶、そしてご近所への挨拶回りをきちんとこなした。
一茶と妻の菊との仲は、時には夫婦喧嘩をしたこともあったが良好であった。また菊は、柏原の住人たちに不義理にしがちな夫、一茶と違って近所付き合いもきちんとこなした。そして田畑を耕そうとしない一茶と違って農作業に精を出し、何よりもこれまで確執があった隣の弟、仙六のところや、仲人の徳左衛門のところにも農繁期は手伝いに出た。一茶と犬猿の仲であった継母にもきちんと仕えている。
は、一茶が妻、菊のことを詠んだ句であると言われている。
弟との遺産問題は無事解決し、妻も迎えた一茶は、これまでは節制していた酒も時々深酒をするようになり、飲酒をする機会も増えた。文化12年（1815年）12月、江戸に出ていた一茶は友人宅で大酒し、夜中に板の間に放尿してしまった。一茶自身も生まれて初めての失敗としており、この頃から生活に緊張感が見られなくなってきた。しかし一茶は安定した生活に安住することは叶わなかった。

#### 相次ぐ子どもの夭折と妻の死
文化13年4月14日（1815年5月10日）、妻、菊は長男千太郎を出産する。しかし千太郎は生後わずか28日で亡くなってしまった。あっという間に亡くなってしまったこともあってか、一茶は千太郎の死に関しては大きなショックを受けた形跡はない。しかし菊は3男1女を儲けるも、皆、満2歳を迎えることなく夭折する。遺産問題の解決、結婚によって一茶の生活にかつてのような緊張感が無くなり、一茶の俳句もやや弛緩しかけていたが、この相次ぐ子どもの夭折に代表される家庭的不幸は、結果として一茶の作品に最後まで張りを持たせ続けることに繋がった。
一茶は長男、千太郎を失った後の8月には、七番日記に妻、菊との性交渉の数をしばしば記録している。これは若い妻と結婚した一茶のあせりのようなものの現れではないかとの意見や、子ども欲しさによるものではないかとの説もあるが、あるがままの表現を重んじた一茶らしいエピソードとも言える。いずれにしても日記に記された赤裸々な性生活の記事の内容からは、一茶は精力絶倫であったと考えられている。

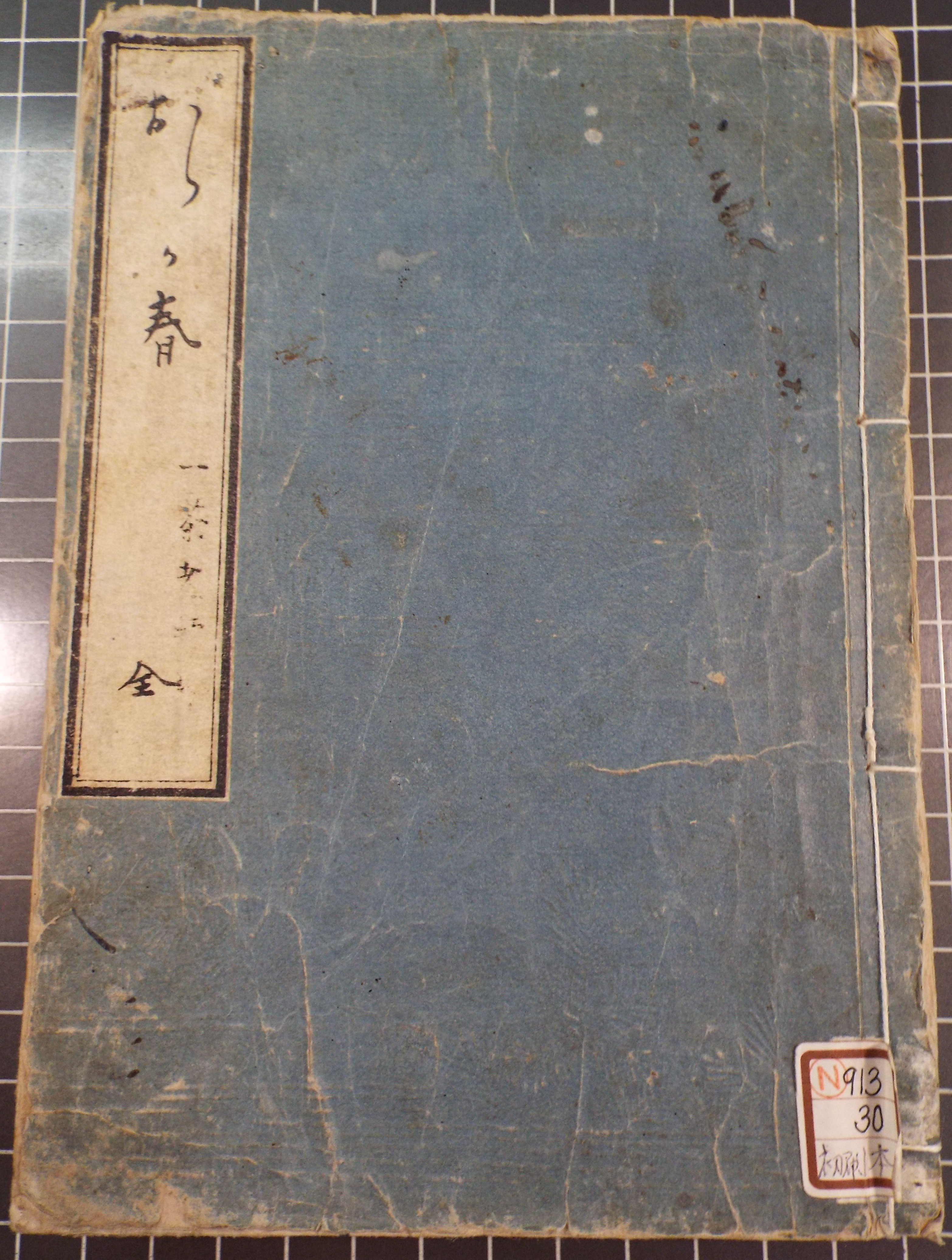
愛児さとの生と死をテーマとした俳文「おらが春」は、一茶の代表作とされる。写真は県立長野図書館蔵の嘉永5年（1852年）刊行の初版本。

文政元年5月4日（1818年6月7日）、妻、菊は女の子を生む。女の子は「賢くなれ」との願いを込め、さとと名付けられた。愛児さとの生と死を主題とした俳文「おらが春」は、一茶渾身の作といってよい内容であり、文字通り代表作とされている。
さとは最初のうちはすくすくと成長する。おらが春ではあどけないさとの姿と、目に入れても痛くない父、一茶自らの親馬鹿ぶり、そして母の菊が母乳をあげる姿を丹念に描写し、
愛児さとが蚤に食われた跡を数えつつ母乳をあげている、子をいつくしむ母の姿を詠んだ。
ところがまもなく運命は暗転する。文政2年（1819年）5月末、さとは天然痘に感染する。天然痘自体は6月に入ってかさぶたが落ち、小康状態になったかに見えたが、体調は一向に回復せず、治療を尽くしたにもかかわらず6月21日（1819年8月11日）に亡くなってしまった。一茶はおらが春に愛しいわが子を失った親としての嘆きを綴った上で、
と、愛児さとを失った無念、あきらめきれない悲しみを詠んだ。
そしてこの年の夏、
と、蝉しぐれの中、主を失い、むなしく回り続ける赤い風車を詠んだ。
文政3年10月5日（1820年11月10日）、妻の菊は次男石太郎を生む。石太郎という名は石のように強く長生きして欲しいとの願いを込めて付けた名であった。ところが次男誕生の喜びに浸る間も無く、一茶の身に不幸が襲う。10月16日（1820年11月21日）、外出中に雪道で転倒した一茶は中風を起こし、駕籠で自宅に担ぎ込まれた。一時は言語障害と運動障害を併発し、生まれたばかりのわが子とともに自宅で臥床する状態に陥った。幸いこのときの中風は比較的軽く、症状もある程度改善して認知的な問題は起こらなかった。しかし歩行の不自由さは残ってしまった。
文政4年1月11日（1821年2月13日）、一茶に再び不幸が襲う。生まれて100日経っていない石太郎が、母、菊の背中で窒息死してしまうという事故が起きた。愛児の事故死を受けて一茶は妻のことを激しく罵る文章を残している。確かに石太郎の事故死は菊の過失ではあるが、実は石太郎は生まれながらの虚弱体質だったのではとの推測もされている。
は、一茶が石太郎の死を悼み、詠んだ句である。
文政4年もおしつまった12月29日（1822年1月21日）、一茶は一通の嘆願書を本陣の中村六左衛門利賓に提出した。嘆願の内容は、柏原宿の伝馬屋敷の住民たちの義務とされた伝馬役金に関するものであった。伝馬屋敷に住む者は、前述のように地子免除の特典を受けられる代わりに伝馬役の務めが課せられていた。一茶の時代になると一般的には伝馬役の役儀ではなく伝馬役金を納める形になっていた。一茶も享和元年（1801年）の父の死後、きちんと伝馬役金を納め続けていた。
一茶の嘆願は、自らに課せられた伝馬役金の免除を願い出て、その分を小林家本家の弥市に払わせて欲しいという内容であった。弥市は伝馬役金を納めていないのにもかかわらず、祭りの際には桟敷席に座り散財をしているとして、桟敷に座ることが出来ない自分が役金を納め続けているのは不合理であると申し立て、更に中風で体も不自由となり、外出時には駕籠代が嵩み、その上子どもの誕生、死去が重なったこともあって生活に困っていると訴えた。
実際問題として弥市が伝馬役金を納めていなかったとは考えにくく、一茶は遺産問題で弟、仙六側についた本家の弥市のことを根に持っていたことがこの嘆願書が出された原因のひとつと考えられている。また嘆願書の中に記されているように、柏原では鎮守の諏訪社の祭礼時に桟敷が設けられたが、有力者は桟敷に上がって祭礼を見物し、その他一般の見物客は立ち見であった。弥市は桟敷席であり、また遺産分割後も新たな資産獲得に努めていた弟、仙六も桟敷に座るようになっていた。一茶は弥市、仙六が桟敷席であるのにもかかわらず、自分が立ち見であることに劣等感を募らせていた。嘆願書には本家や弟の後塵を拝し、不遇な己を嘆く卑屈な心象も垣間見える。
過失があったのは事実であるとしても、妻を激しく罵倒する文章を書いたり、自らの困窮を理由に伝馬役金の免除を願い出る嘆願書に、本家の弥市を引き合いに出して中傷するような内容を記すなど、一茶には利己主義的な面が強く、また激情に駆られると抑えが効かなくなることがあるのは否めない。前述のように柏原宿の存亡を賭けた訴訟時に一茶は本陣の中村六左衛門利賓らに協力をしており、仲も良かった。そのためある意味気軽に書いてしまったという一面もあるものの、やはり弥市を貶めんとし、卑屈さが感じられる内容の嘆願書は評判が悪く、一茶の人物評価にマイナスとなった。
弟との遺産問題を解決し、妻も迎え、俳諧結社の師匠として北信濃各地に門人を持ち、故郷に安住したかに見えた一茶であったが、故郷に受け入れられたという思いを抱くことは無かった。
ふるさとでは蠅までも人のことを刺すと、被害者意識丸出して故郷の冷たさを憎む句を詠んでいる。
この頃の一茶の生活実態はどうだったのかというと、裕福とは言えないまでも多少は余裕があった生活だったと考えられる。一茶は自分の田畑から挙げられる収穫の他に、俳諧師匠として北信濃一帯を巡回して得る収入があった。当時、俳諧師匠として得られる収入は多額ではなく、一財産作るほどにはならなかったものの、文政5年（1822年）正月には一日平均5合あまりと酒をかなり消費した記録が残っている。これは一茶宅に来客が多かったことも関係していると見られている。更に文政3年（1820年）から8年（1825年）にかけて6口の無尽に加入したことが確認されており、一茶が没する文政10年（1827年）までに約14両の支出を行っている。14両は少額とは言えない。また一茶の所有している田畑は亡くなるまでほとんど増減が無い。これは少なくとも土地を手放さなければならないほどの困窮状態には陥らなかったことを示している。
文政5年、一茶は60歳となった。60歳を超えた一茶の作品には、旧作と同工異曲なものや、安易な作が目立つようになってきた。しかしこの年の暮に執筆した俳文、「田中河原の記」は、軽妙な文体の中にも北信濃の風情、そして貧しい人々に対する暖かい眼差しが感じられるすぐれた文章で、一茶の文学的な実力自体はまだまだ健在であった。
文政5年3月10日（1822年5月1日）、妻、菊は三男を生んだ。次男石太郎を亡くした父、一茶は生まれた子に石よりも硬くて丈夫であるとして、金を名に冠した金三郎（こんざぶろう）と名付けた。出産後、妻の菊が体調を崩した、産後の肥立ちが良くなかったのである。その後も菊の体調は本調子にはならず、病気がちな日々が続いた。
文政6年（1823年）正月、還暦を迎えた一茶は
と、これまでの自らの人生を愚に生きてきたとし、そしてまた愚に帰っていくのだと詠んだ。この句は一茶が深く信仰していた浄土真宗の教えに密接な関わり合いがある。一茶は様々な欲にまみれ、利己主義的で激情の抑えが効かないといった大きな欠点を抱えた人物ではあったが、自らの深い罪業を直視する目も持っていた。愚に生きることの告白ともいえる句は、自らを愚禿と称した宗祖親鸞が唱えた、「悲しいときは泣き、嬉しいときは喜び、そして苦しいときは苦しんで生きられる、絶対安心の境地」である「自然法爾」を表現したと言われている。
2月19日（1823年3月31日）、妻の菊が病に倒れた。病名は痛風であったと伝えられている。病状は一時改善するものの、3月に入ると悪化し、医師の診察を受けたり様々な薬を飲んでみたにもかかわらず、病状は悪化していった。菊の病状が悪化すると、俳諧師として門人宅回りを欠かすことが出来ない一茶では子どもの世話を行うことがままならないため、やむを得ず知人宅に預けることにした。そして妻の菊も実家に帰って療養することになった。一茶は夫としてしばしば妻の見舞いに行ったが、病状は悪化するばかりで結局5月12日（1823年6月20日）、37歳で亡くなった。
妻を失った後、一茶は、
と、小言を言う相手が居なくなってしまったと嘆く句を作った。
ところで菊の没後、葬儀の際に息子、金三郎が知人宅から戻ってきた。しかし金三郎はすっかりやせこけ、骨と皮ばかりで息も絶え絶えの様子である。一茶は知人が乳が出ないのにもかかわらず保育料欲しさに金三郎を預かったとして、例によって知人のことを人面獣心と断罪するなど口を極めて罵った俳文を書く。これもさすがに乳を飲ませなかったとは考えにくく、金三郎自身が虚弱であったのではと考えられる。
結局知人宅から息子金三郎を取り返した一茶は、改めて別の乳母に預けることにした。金三郎は一時容体を取り戻したものの、結局12月21日（1824年1月21日）に亡くなってしまった。文政6年、一茶は妻と息子の2回、葬儀を出すことになってしまった。
菊との間に生まれた一茶の子どもたちが皆、2歳を迎えることなく夭折したのは、一茶が持つ病気の影響があったのではとの説がある。妻の若死についてもあるいは一茶の病気に原因があるのではと言われている。
妻と子を亡くし、一茶は文政7年（1824年）の正月をたった一人で迎えた。
正月、一人前の雑煮を前に、妻と子を亡くした淋しさの中で、思い返せば江戸生活はずっと一人であったわけで、もともとの独り者に戻ったにすぎないというあきらめの境地を詠んだ。

#### 再婚の失敗と中風の再発
9年間連れ添った妻の菊とその間にできた4人の子どもたちを全て亡くし、文政7年の正月を一人で迎え、「もともと自分は独り者であった」との思いを俳句にした一茶であったが、正月早々後添い探しを始めた。一茶は再婚したいとの希望をあちこちに語っていたというが、1月6日（1824年2月5日）には知人である関川（新潟県妙高市）の浄善寺の住職に、急ぎお返事くださいと後妻の紹介を依頼する手紙を送っている。
結果として浄善寺の住職に依頼した再婚相手の紹介話は実らなかったが、意外なところから再婚話が持ち上がってくる。これまで弟との遺産相続問題で弟側に立ったり、伝馬役金の免除問題などがあり、一茶との関係が良くなかったと推測されている本家の弥市が一茶の再婚を支援したのである。4月28日（1824年5月26日）、弥市は自らの娘が重い病の床に就いていたのにもかかわらず、一茶の縁談の話をまとめるために飯山に行っている。なお弥市の娘はその後まもなく5月2日（1824年5月29日）に亡くなった。
弥市の娘の葬儀は5月3日（1824年5月30日）に行われた。そのようなあわただしい中、5月12日（1824年6月8日）、再婚相手が飯山からやって来て、待望の再婚を果たした。一茶の日記によると再婚相手は雪という名で、飯山藩士田中氏の娘であり、年齢は38歳と記録している。つまり雪は武士の娘であった。一茶の研究家である小林計一郎、矢羽勝幸の研究によって、雪は飯山藩士田中義条の娘であったと推定されている。
一茶との結婚時、雪が38歳というのは当時の結婚適齢期から見て大きく外れたものであり、それまでの雪の人生が必ずしも恵まれたものではなかったことが推測される。雪は最初父、田中義条と同じ飯山藩士の安田新助という人物と結婚したと考えられるが、離婚して実家に戻っていた。安田との離婚理由は飯山藩士を召し放たれたため、つまり何らかの理由で夫が藩士を首になり、浪人となってしまったからであるとの推測もある。いずれにしても一茶と雪はともに再婚であった。
雪との再婚後、菊との初婚時とは異なり、近所や親戚回り、そして村役人への挨拶が行われた形跡は無い。それどころか新婚の一茶宅には各地から俳人がひっきりなしに訪ねてきた。全国にその名が轟いていた俳諧師一茶のもとには俳人の来訪が絶えなかった。新婚直後の一茶宅にも普段と変わらず客人がやって来たのである。そして5月30日（1824年6月26日）からは一茶は本業ともいうべき北信濃の門人巡りに出る。一茶は6月中は一回も自宅に戻らず、家を出て39日後の7月9日（1824年8月3日）、ようやく家に戻ってきた。結婚後近所、親戚、村役人への挨拶も無く、新婚直後からひっきりなしの来客、そして一月以上の夫、一茶の留守という状況は、新婚直後の妻としては厳しいものがあった。ましてや菊とは異なり武士の娘であった雪にとって、農業の経験もなく、これまでの生活習慣との違い等も大きかった。雪は一茶が自宅に戻った直後、飯山の実家に戻り、結局8月3日（1824年8月26日）に離婚となり、8日（1824年8月31日）には使いが雪の荷物を引き取っていった。こうして一茶の再婚は失敗に終わった。
再婚の失敗直後、一茶に更なる不幸が襲った。離婚から1カ月も経たない閏8月1日（1824年9月23日）、善光寺町の門人宅で中風が再発したのである。一茶は一命はとりとめたものの、はっきりとした言語障害が残ってしまった。中風の再発後、療養を兼ねて北信濃各地の門人宅を回り、12月4日（1825年1月22日）に自宅に戻った。

#### 衰えない創作力
初婚の妻、菊との死別、子どもたちの夭折、再婚相手の雪との離婚、2度の中風と、一茶は様々な家庭的、身体的不幸の中で晩年を迎えていた。しかし2度の中風で身体的に不自由となり言語障害にも見舞われたものの、幸いにも知的能力は障害を受けなかった。文政8年（1825年）、63歳の一茶は不自由な体ながら竹駕籠に乗り、204日と年の半分以上、本業である俳諧師匠としての北信濃の門人巡りをこなした。
文政8年に一茶が詠んだ句の代表作として
などが挙げられる、けし提げての句は金子兜太、淋しさにの句は鷹羽狩行が激賞している。
金子はけし提げての句を、本当の意味での俳諧、一茶の代表作であると評価している。また蕪村の
を念頭に作られた句と考え、蕪村の洗練された心象風景に対して、一茶は荒っぽく生臭い心理を演出したとしている。その一方でけし、喧嘩といったカ行の硬質な言葉の繰り返し、喧嘩というぶっきらぼうな言葉使いに一茶らしさが見られるとした。その上で金子はこの句には一茶の若さが感じられると評価する。また阿部完市はこの句に粋な、伊達な姿を見るとともに、芥子を提げて喧嘩の中を、一人でもあり、大衆の一員でもある一茶という人間がふいと通り抜けていく姿を見ている。
一方、鷹羽は淋しさの句には、感傷的な安っぽいものではない、本当の「淋しさ」があると評価している。またこの句には身に染みる凄絶な淋しさとともに、生臭さを感じるという評価もある。一茶の生と性への執念はいまだ涸れ果てていなかった。
ところで一茶家の家事や留守時の管理については仁之倉のいとこ、徳左衛門が支援していたと考えられているが、どうやら手が回りかねるようになったらしく、文政8年12月に一茶は家政婦を雇った。そして翌文政9年（1826年）、64歳の一茶に再再婚の話が持ち上がることになった。

#### 三度目の結婚と死

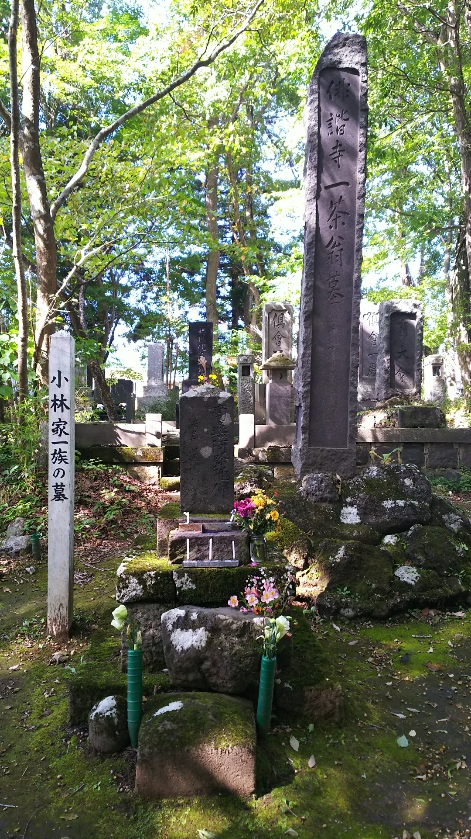
一茶も葬られた小林一族の墓。

文政8年（1825年）、一茶の近所ではちょっとしたスキャンダルが発生していた。かつて一茶もよく利用していた旅籠の小升屋に奉公をしていた、やをという女性が私生児を生んだのである。やをは越後の二股（妙高市）の裕福な農民、宮下家の娘であったが、柏原の小升屋に奉公に出ていた。そこで近所の柏原有数の名家、中村徳左衛門家の三男の倉次郎と親しくなり、倉吉という男の子を生んだ。出産時、やをは31歳、一方、倉次郎はまだ10代であった。中村徳左衛門家は柏原の本陣、中村六左衛門家の分家であり、当時、柏原一の地主である上に富裕な商人でもあった。その中村徳左衛門家のまだ10代の三男坊と、近くの旅籠に奉公に出ていた30過ぎの女性との間に私生児が出来たわけなので、まさにスキャンダルであった。
周囲はこのスキャンダルをどのように処理すればよいのか、頭を悩ませた。その中で浮上してきたのが一茶の存在であった。64歳の一茶は独り身でありこのままでは絶家になってしまう。しかし一茶はれっきとした自作農で、後継ぎがいれば家の存続は十分可能である。2度の中風を起こしている一茶は体が不自由で、介護が必要である。そのうえ、倉吉は私生児であるとはいえ父は柏原有数の名家、中村徳左衛門家の三男の倉次郎であり、母のやをも越後二股の富裕な農民、宮下家の娘である。前述のように小林家は柏原でも有力な家系であったが、倉吉は一茶の家を継ぐに当たって家系的に問題が無い。このような思惑から一茶とやをの結婚話が進められることになり、文政9年（1826年）8月、仲人役となったいとこの徳左衛門が結納金2朱200文を、やをの実家、越後二股の宮下家に届けた。その後まもなく一茶はやをと3度目の結婚をした。一茶64歳、やを32歳、そして連れ子の倉吉は2歳であった。しかし一茶3回目の結婚生活もわずか1年3カ月しか続かなかった。
文政10年（1827年）、65歳を迎えた一茶は、再再婚を果たし、連れ子であるとはいえ後継ぎの目途も立った。一茶にようやく平穏な晩年が訪れるかに思えた。しかし不幸は最後まで一茶の身に襲いかかる。文政10年閏6月1日（1827年7月24日）、柏原で大火が発生した。出火元は善五郎という人が住む借家であった。火は折からの南風にあおられて燃え広がり、結局柏原宿の8割以上の世帯が焼け出されるという大惨事となった。一茶の家も隣の弟、仙六の家も全焼したが、不幸中の幸いにも一茶所有の土蔵は焼失を免れた。
やむなく一茶の家族は土蔵を仮住まいとする。土蔵は高いところに窓が一つ空いているだけの、昼も薄暗い住居であった。一茶は不自由な体と言語障害を抱え、手先も震えて書字も不自由になっていた。しかし火災後もそれまでと変わらず俳諧師匠としての門人巡りを続けていた。柏原の大火後、ある門人は、一茶の話している言葉が聞き取りにくく、怒りっぽくなっていて困っていると記録している。他の記録からも晩年の一茶は短気で怒りっぽかったと記されている。
火災に焼け出された後の最晩年の一茶の作では
が良く知られている。焼け土の句は、火事で焼け出された後の焼け土のぬくもりの中、蚤が飛び跳ねる姿を詠んだものであり、加藤楸邨はこの句の「ほかりほかり」という表現は、一茶得意の擬態語を駆使した表現の中でも特に完成度が高いものであるとした上で、この句は一茶が現世における様々な苦闘の末にたどり着いた、現状をありのまま受け止めるほのかな明るさを持つ世界であると評価している。
一方、花の影の句は、詞書に「耕さずして喰ひ、織らずして着るていたらく、今までばちの当たらぬも不思議なり」とあり、花の影では寝ないようにしよう、死後の世界が恐ろしいからと、忍び寄る死の影を感じながら、農民の子として生まれながらも、耕すことなく生涯を終える罪悪感を詠んでいる。
しかし死の影をどこかに感じながらも、一茶は精力的に門人宅を巡回し続け、越後の小千谷の片貝にある観音寺に奉納する俳額の撰を行い、約1万5千句の中から丁寧に選句を行うなど、衰えを感じさせない活動ぶりを見せていた。また9月には徳左衛門に預けていた金から2両1分2朱を引き出して、土蔵の屋根を垂木まで全て取り換える修理を行った。一茶としてはまだまだ死ぬつもりなどなかった。
11月8日（1827年12月25日）、俳諧師匠としての巡回指導を終え、一茶は久しぶりに柏原の土蔵に戻った。11月19日（1828年1月5日）、気分が悪くなって横になった一茶は、その日の夕刻亡くなった。享年65歳であった。一茶の死は急死に近く、辞世は伝わっていない。一茶の遺体は荼毘に付され、遺骨は菩提寺の明専寺裏手にある先祖代々の墓地に合葬された。そして一茶の死去時、妻のやをは一茶の子を身籠っていた。

### 死後に果たされた家の存続
一茶が亡くなった翌年の文政11年（1828年）4月、やをは女児を出産した。一茶の死後に生まれた次女はやたと名付けられ、夭折した初婚の菊との間の4人の子どもとは異なり、やたはすくすくと成長していく。小林家では一茶を亡くし、やたが生まれた後、未亡人のやを、実父が中村徳左衛門家の三男倉次郎である倉吉、一茶の娘であるやたの3人で暮らしていた。しかし中村徳左衛門家で倉次郎の2人の兄が相次いで亡くなったため、家を継ぐことになった倉次郎は、天保6年（1835年）には実子の倉吉を引き取った上で善吉と改名させた。その後、善吉は分家して新たに一家を創立する。
結局、小林家は未亡人のやをと、一茶の子のやたの二人となった。無事に成長したやたは嘉永元年（1848年）頃、越後の高田（上越市）で農業を営んでいた丸山仙次郎の8男であった宇吉を婿に取った。小林姓となった宇吉は弥五兵衛と改名し、妻のやたとの間に3男1女の子宝に恵まれた。生前、一茶の念願でもあった家の存続は、一茶の死後に生まれたやたによって、ようやく果たされた形となった。
| 名前           | 母   | 生年月日（旧暦）          | 死亡日（旧暦）            | 死亡時の年齢（数え年） |
| -------------- | ---- | ------------------------- | ------------------------- | ---------------------- |
| 千太郎（長男） | 菊   | 文化13年（1816年）4月14日 | 文化13年（1816年）5月11日 | 1歳                    |
| さと（長女）   | 菊   | 文政元年（1818年）5月4日  | 文政2年（1819年）6月21日  | 2歳                    |
| 石太郎（次男） | 菊   | 文政3年（1820年）10月5日  | 文政3年（1820年）11月11日 | 1歳                    |
| 金三郎（三男） | 菊   | 文政5年（1822年）3月10日  | 文政6年（1823年）12月21日 | 2歳                    |
| やた（次女）   | やを | 文政11年（1828年）4月     | 明治6年（1874年）9月13日  | 47歳                   |

## 風貌、身体的特徴について
一茶の風貌については、明治32年（1899年）頃から一茶研究を始めた束松露香が、一茶のことを知っているという柏原の古老から聞いたというインタビューが残っている。一茶は文政10年（1827年）に亡くなっているので死後70年以上経過しての情報となり、信憑性に疑問が無いわけではないが、身長はさほど高くなく、体格はやや横太り。顔つきは目が落ちくぼんでいて目じりは切れ長、額が広くて皺が深く刻まれ、頬はふっくらとして頬骨が張っている。鼻は小鼻が大きく、口は大きく唇も厚い。頭や手足は大きく、中でも手の指は太くて節くれだって見えたとしている。
このインタビューの内容は、残されている一茶の肖像画、そして木像と比較的よく一致している。また足が大きかったことは書簡からも明らかになっている。足が大きかった一茶は、雪道で履く藁ぐつが既製品では間に合わず、特注品を使わねばならなかった。一茶は預けておいた雪ぐつが心配になって「私の雪ぐつは特注品の大きなもので、失くしてしまったら作るのに時間がかかってしまうので、きちんと預かっておいて欲しい」と、頼んだ書簡が残っている。
一茶は若い頃は健康に恵まれていた。例えば6年余りに及んだ西国俳諧行脚時、厳しい旅となったことも再三あったにもかかわらず一度も風邪を引かなかったという。また一茶は極めて健脚であった。江戸から故郷柏原まで5泊6日で歩くことが多く、これは一日に10里あまりを踏破する計算となり相当な強行軍である。一茶を含め5人で江戸から柏原へ向かったこともあったが、一茶のみ足が速くて先に行ってしまい、途中であとの4人を待っていたこともあったという。
ただ一茶は歯が悪く、50歳前には全ての歯を失ってしまった。また50歳を過ぎると皮膚病、そして瘧（マラリア）にしばしば罹ったとの記録が残っている。58歳の時に中風に罹る以前、一茶の病気というのは歯、皮膚病、瘧くらいであり、中風に罹る以前の一茶はおおむね健康を保ってきたといえる。

## 研究、顕彰史
小林一茶の研究史については、昭和31年（1956年）に、尾澤喜雄が提唱した時代区分が概ね研究者の間で引き継がれてきている。尾澤が提唱した時代区分を基に、研究史の時期として定着しているのは
- 一茶没後から明治20年代頃まで
- 明治20年代頃から大正初期
- 大正初期から昭和初期
- 昭和10年代
- 戦後以降

の5期に区分する見解である。

### 一茶没後から明治20年代頃まで

#### 句碑の建立

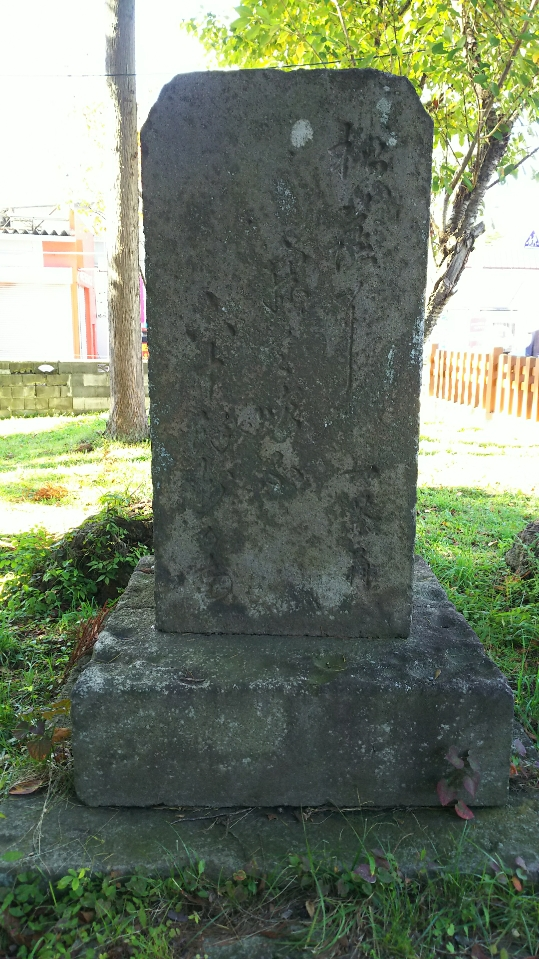
一茶三回忌に当たる文政12年（1829年）、一茶の門人らと弟仙六の尽力によって初の句碑が建立された。

一茶の死後まもなく、故人を顕彰する二つの動きが始まった。句碑の建立と一茶の句集の編纂である。句碑の建立は一茶の門人たちが大きな役割を果たしたのはもちろんであるが、経済面については弟、仙六が一茶の門人、旧友たちに広く費用の寄付を募るなど、大いに尽力した。生前の一茶とは父の遺産問題で激しく対立し、上手くいかなかった間柄であったが、亡兄一茶の句碑建立に向けて地元柏原で先頭に立ったのは仙六だった。
膨大な一茶の俳句の中から、どの句を撰んで碑に刻むかについては、門人たちの中で様々な議論が交わされた、結局撰ばれた句は
であった。この句の松影とは松平氏、すなはち徳川家を暗喩している。つまり松の影、徳川氏のお陰をもって日本全国六十余州は寝て暮らしている、天下泰平を謳歌していると、徳川の平和を称えた句である。この句は一茶にとっての自信作であり、そのことを知っていた門人たちが撰んだと見られている。また句碑に刻む句の決定には、文政10年（1827年）の大火の後、復興に向けて歩みだしていた柏原の事情も関わっていたと考えられる。句碑は北国街道沿いの柏原宿の入口に当たる場所に立てられることになった。大火からの復興の象徴として、徳川家の支配を寿ぐ一茶の句を句碑に刻むことになったのである。
碑の裏面には句の作者である一茶の紹介が漢文で刻まれた。碑文は中野代官大原四郎左衛門の代官付きの役人であった大塚庚作の作であり、表の句と碑文の揮毫も大塚が行った。大塚が深い教養を持ち、人望もあったため、碑文の起草を依頼されたものと考えられている。作成から200年近くが経過し、碑文の一部が摩耗して読めなくなっているが、天保3年（1833年）の紀行文の中で全文が紹介されている。
一茶の句碑は三回忌に当たる文政12年（1829年）、柏原宿の入口に建立されたと考えられている。そして明治9年（1876年）、道路拡張工事に伴い句碑は諏訪社境内に移された。なお、かつては明治11年（1878年）に行われた明治天皇の北陸巡幸に際し、徳川家の支配を寿ぐ碑が街道沿いにあることが問題視され、諏訪社に移されたとの説が唱えられていたが、それは誤りである。

#### 一茶発句集の刊行

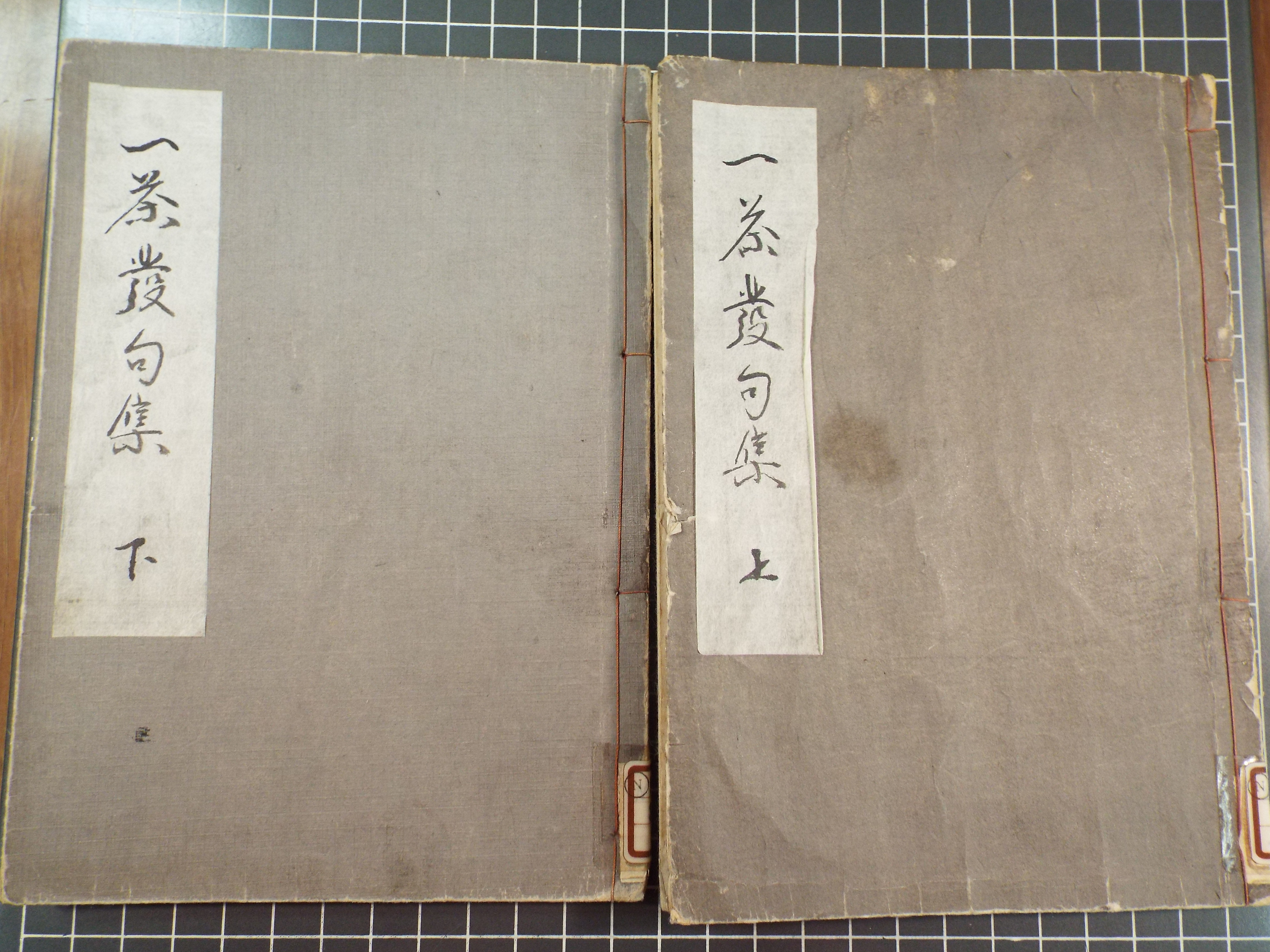
14名の一茶の有力門人は共同で「一茶発句集」を編纂し、一茶三回忌に当たる文政12年（1829年）に刊行した。

一茶の没後、遺稿はあまり散逸することなく遺族や門人たちの手に残ったと考えられている。そして14名の有力門人たちは共同で一茶の句集を編纂、出版することになった。句集は「一茶発句集」と名付けられ、文政12年（1829年）、一茶の三回忌に出版された。14名の有力門人たちの中には、かつて激しく対立した門人も含まれていたが、師の追善句集の出版にはかつての行きがかりを捨て、協力した。なお、「一茶発句集」は信濃の地方出版ではあったが、相当部数が出版されたものと考えられている。
しかし一茶晩年の愛弟子であった山岸梅塵は、一茶発句集の編纂、出版に加われなかった。このことを嘆いた梅塵は、独自に「一茶発句集」に撰ばれなかった句から「一茶発句集続編」を完成させる。この「一茶発句集続編」は「一茶発句集」の追補に当たる内容であったが、完成したものの出版はされなかった。
また門人の西原文虎は、一茶が亡くなった文化10年（1827年）に「一茶翁終焉記」を執筆する。門人たちの手による「一茶発句集」、「一茶発句集続編」、「一茶翁終焉記」は、作品や一茶自身についての研究、いわゆる一茶研究の始まりとなった。

#### 江戸時代における一茶の著作の出版

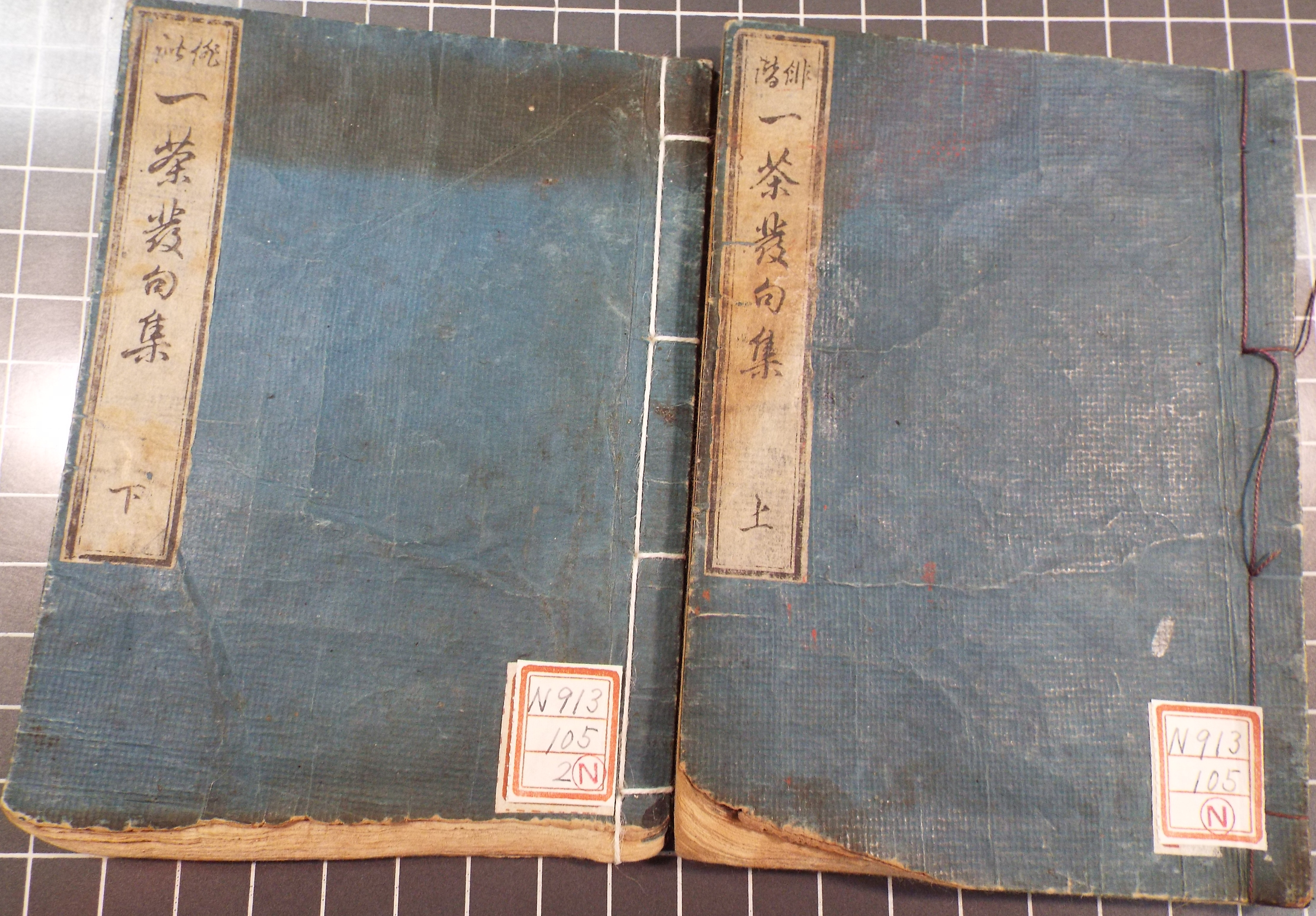
嘉永元年（1848年）刊行の「嘉永版一茶発句集」。

「一茶発句集」の出版は、門人たちによる亡き師匠に対する顕彰、追善の意味合いが強かったが、嘉永元年（1848年）、一茶のことを私淑していた今井墨芳の手によって、長野の書肆向栄堂から嘉永版の「一茶発句集」が出版された。当時、没後20年以上も経ってから句集が発行されるのは異例なことであり、一茶に根強い人気があったことがわかる。この嘉永版「一茶発句集」は、その体裁から江戸の版元に依頼して印刷、製本したものと考えられている。また文政12年（1829年）刊行の「一茶発句集」との大きな違いは、今度は営利目的の出版でもあった。嘉永版「一茶発句集」は信濃ばかりではなく江戸でも販売を行い、数種類の版が確認されていることからかなり売れたものと考えられる。
そして嘉永5年（1852年）には「おらが春」が出版される。出版したのは中野の白井一之。白井は一茶の門人、山岸梅塵が所有していた一茶筆の「おらが春」を譲り受け、出版に踏み切った。ところで一茶筆の原本には題名が付いていなかったが、白井が出版する際に、巻頭文に続く句である
から、「おらが春」と命名した。

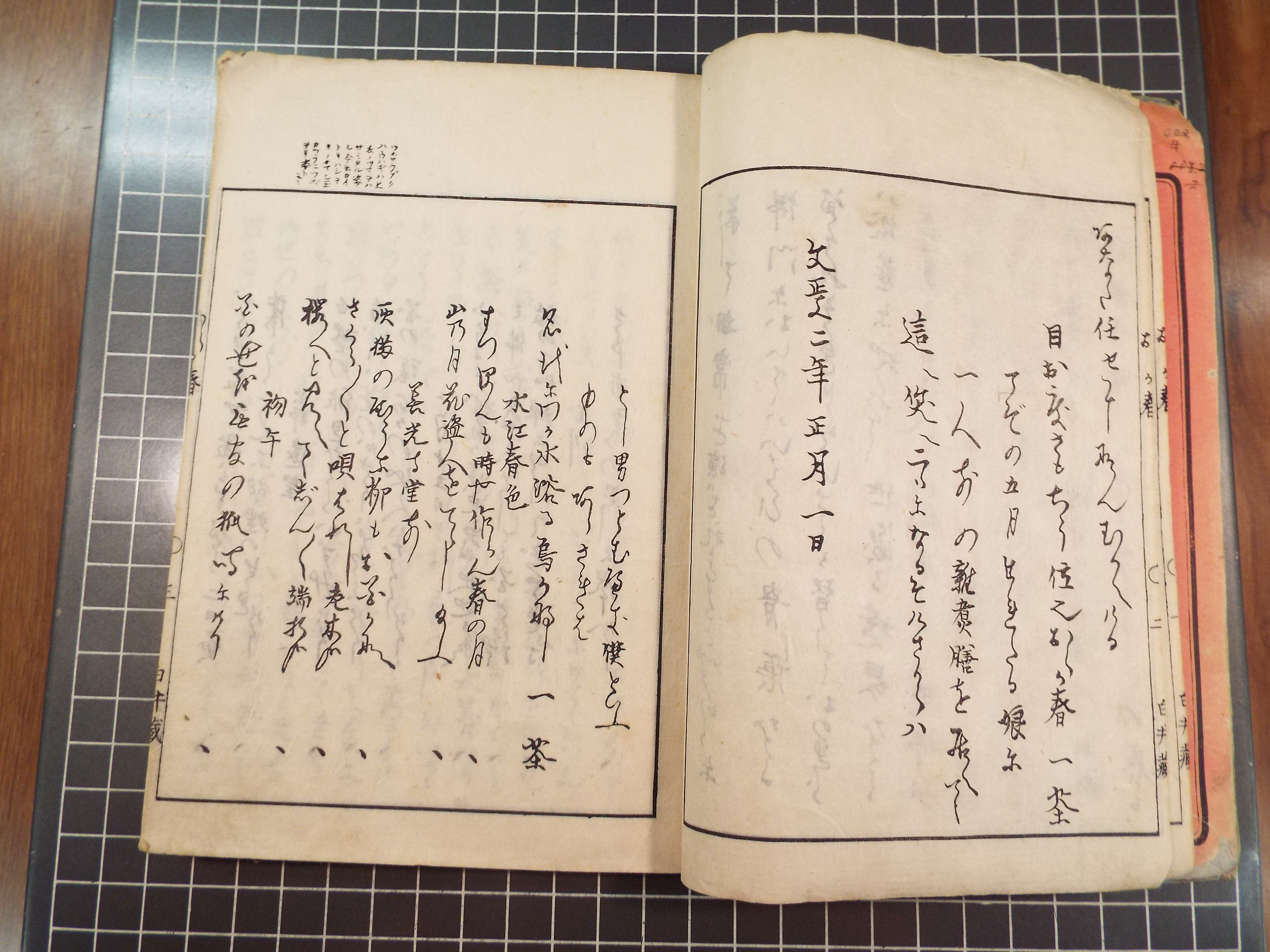
嘉永5年（1852年）に、白井一之の手によって刊行された「おらが春」の中で、書名のもとになった俳句「目出度さもちう位也おらが春」掲載部分。右ページ2行目に掲載されている。

この白井一芳の「おらが春」の出版は、あくまで私家版であって長野で少部数が流通したに留まったが、初版の「おらが春」には体裁が違うものが確認されており、これは売れ行きが良かったために増刷されたものと考えられている。
「おらが春」初版本の跋文は、俳人の惺庵西馬が執筆した。西馬は
と、一茶の作品の本質を的確に表現した。
嘉永7年（1854年）、初版本の版木をそのまま用い、江戸の神田新石町の書肆、須原屋源助が「おらが春」を再刊する。ただし当時は「おらが春」の知名度がほぼ皆無であったため、俳句界では名が通っていた一茶の名を用い、「一茶翁俳諧文集」と題して売り出した。須原屋源助は俳書の専門出版業者では無かったが、売れ行きを見込んで出版に踏み切ったものと考えられている。なお、須原屋源助に「おらが春」を紹介したのは嘉永版「一茶発句集」を出版を手掛けた今井墨芳であったと見られている。
明治中期までの一茶像や評価は、江戸時代に出版された文政版、嘉永版の「一茶発句集」、「おらが春」によって形作られた。中でも一茶の俳文の代表作である「おらが春」は、一茶の名を全国に広める上で大きな役割を果たした。なお、白井一之による「おらが春」の版木は、大正12年（1923年）、関東大震災による火災で焼失するまで発行者、出版社を変えつつ使用され続けた。
なお、没後も一茶の評価は俳句愛好者の中では高いものがあった。それは一茶の書が高値で取引されていたことからも明らかである。没後、一茶は決して埋もれてしまったわけではなく、化政期を代表する俳人としての不動の評価があった。この一茶の高い評価の背景には、江戸期に刊行された文政版、嘉永版の「一茶発句集」、「おらが春」が影響していた。

#### 弱かった俳句界への影響力
前述のように一茶自身の知名度は没後も落ちることはなかった。しかし一茶の影響は門人までに止まり、その後は続かなかった。一茶の庵号である「俳諧寺」も跡を継ぐ者は無く、一茶の門人の中から俳諧師となった者もいない。そして一茶の作風を継ぐ門人も居なかった。これは同時期に信濃で活躍した他の俳諧師匠と比較してみても、同時代、そして次以降の世代に及ぼした影響は小さかった。
一茶は当時のマンネリ化した俳壇に反発し、人間の生の声を反映させた句を詠もうとあくなき挑戦を続けた。一茶の挑戦は成功し、読む人に強いインパクトを与える個性的な句を次々と生み出した。しかし一茶の句はその人生や性格に基づく極めて個人的なものであり、当時の俳壇に一茶の句作の手法が広まることはなかった。
一茶と親交が厚かった夏目成美は、「君が句は皆一作あり。予がごときが不才はその所に心至らず。いはば活句といふべし」。と、個性豊かな一茶の句を高く評価していた。また前述の惺庵西馬の「おらが春」跋文のような例もあるが、一般的にはいわゆる奇人、滑稽な句を詠む俳人という評価が中心であり、江戸期においては一茶の作品が正当に評価されていたとは言い難かった。

#### 明治前期の評価
一茶の評価については、明治になってからも江戸期と大きく変わらない状態がしばらく続いた。嘉永7年（1854年）に江戸の神田新石町の書肆、須原屋源助によって2刷本が発行された「おらが春」は、版木が再び初版を出した白井一芳の手に戻った。白井は刊記に年号の記載がないため発行時期は明らかではないが、題名を「おらが春」に戻して3刷を発行、発売している。そして明治11年（1878年）、白井一芳が出版、販売は長野の書店主であった西沢喜太郎により4刷本が刊行された。4刷本は基本的にこれまでと同様、嘉永5年（1852年）の初版時の版木をそのまま使用している。4刷本の中には木版の破損によると思われる印刷状態の変化が確認されており、このことから4刷本はかなりの部数、印刷されたと考えられている。このように「おらが春」は、初版の版木を用いて幕末から明治にかけて刷を重ねており、当時の一茶に対する根強い人気が想定される。
「おらが春」ばかりではなく文政版「一茶発句集」も、文政の版木を用いて明治初年から明治36年（1903年）に至るまで、複数回発行された。また、明治中期に至るまで、俳人の短冊の市価においても一茶はやはり高評価を保ち続けていた。明治に入っても一茶は決して忘れ去られた訳ではなかった。
明治前半にはまた、江戸時代の俳人の系譜を継ぐ、いわゆる旧派の俳人たちが一茶を評価、紹介していた。明治16年（1883年）、惺庵西馬の弟子にあたる三森幹雄は、自らが主宰する俳句誌上で一茶を高く評価する。幹雄は更に明治26年（1893年）、自著の中で一茶の評伝を紹介し、その俳風を高く評価した。幹雄の一茶観は師であり、「おらが春」初版本の跋文を執筆した惺庵西馬の影響が大きかったと考えられている。またやはり旧派の俳人であったと考えられている井原亭も、明治19年（1886年）頃に一茶句集の発行を計画し、幕末から明治時代にかけて活躍した俳人である師匠の内海良大に序文を依頼している。実際に一茶句集が発行されたかどうかは不明であり、良大の序文のみが伝えられているが、序文では「一世の秀吟また多し」と、一茶の句に秀作が多いことを指摘していた。このように一茶は近代に入り、まず旧派の俳人たちによって評価が始められていた。

### 明治20年代頃から大正初期にかけて

#### 正岡子規の評価、紹介
明治25年（1892年）頃から、俳句改革の旗手であった正岡子規が一茶のことを注目し始めたと考えられている。子規が新聞日本紙上で連載していた「獺祭書屋俳話」の中で、一茶について紹介していたことが確認できる。更に子規は明治30年（1897年）刊行の「俳人一茶」の中で、一茶の句の特徴は滑稽、風刺、慈愛の3要素にあるとして、中でも滑稽は一茶の独壇場であり、その軽妙な作風は俳句数百年の歴史の中で肩を並べる者が見当たらないと賞賛した。また子規の門人であった佐藤紅緑は、世間一般では一茶の知名度は低く、たとえ知っていても川柳作者に近い俳人といったイメージしかなかったが、師匠の子規は一茶の価値を認めており、その魅力について教えられ、おかげですっかり一茶に傾倒するようになったと回想している。
なお、正岡子規が一茶についての評論を載せた「俳人一茶」は、宮沢義喜と宮沢岩太郎が編集し、正岡子規の校閲、批評を加えて東京の三松堂から出版された。この「俳人一茶」は、内容的に不備や不正確さを抱えながらも、まとまった形で一茶の伝記、作品が全国レベルで書籍化された初のケースであった。「俳人一茶」は世間での一茶の評価を高め、これまで俳句界における知名度は決して低くなかったものの、基本的に地方の一俳人に過ぎなかった一茶が、芭蕉、蕪村と並ぶ江戸時代を代表する俳人であるとの評価を生み出すきっかけとなった。

#### 俳諧寺一茶の刊行
正岡子規の一茶評価と期を同じくして、一茶の故郷である長野県でも再評価の動きが始まっていた。明治26年（1893年）、一茶の故郷の柏原を訪れた俳人小平雪人が再評価の糸口を作った。その結果、一茶ゆかりの旧本陣中村六左衛門家の末裔である中村六郎らの手によって一茶の資料発掘が進められるようになった。明治35年（1902年）には一茶の顕彰を目的とする「玉声会」が発足し、更に中村六郎は明治41年（1908年）、「一茶同好会」を結成した。明治末期、一茶の著作として新たに「七番日記」、「父の終焉日記」が出版された。
明治40年（1907年）には一茶の菩提寺、明専寺で一茶翁追悼八十年法要が営まれ、これが「一茶忌」行事の先駆けとなり、明治43年（1910年）には当時の柏原駅長の呼びかけにより、故郷、柏原の人たちの手によって明専寺裏手の小丸山公園に一茶のことを偲ぶ、「一茶俤堂」という茅葺の小さなお堂が建てられた。一茶俤堂はいつしか一茶の庵号であった「俳諧寺」と呼ばれるようになり、地元の人たちの句会などに使用されるようになった。
明治33年（1900年）4月から9月にかけて、信濃毎日新聞紙上で「俳諧寺一茶」が連載された。著者は信濃毎日新聞の記者であり俳人でもあった束松露香であった。明治43年（1910年）には一茶同好会の手によって、新聞に連載された内容をもとに単行本「俳諧寺一茶」が刊行された。刊行には一茶同好会の代表者であった中村六郎の尽力が大きかった。
「俳諧寺一茶」は、内容的にやはり不正確な部分が多いとの批判もあるが、初の本格的な一茶研究の成果であり、世間に広く一茶の全貌を紹介したと一茶研究者の多くがその意義を高く評価している。露香が描いた一茶像は「笑いの中に涙を湛える飄逸なる詩人」であった。この人間像は一茶評価のひとつの典型として受け入れられていく。
「俳諧寺一茶」で紹介された一茶像の中で「笑いの中に涙を湛える飄逸なる詩人」以外で注目されるのが、国家主義者としての一茶である。一茶は日本びいきの俳人であり、日本賛美の句を作っていたが、束松露香はその部分に着目したのである。この国家主義者としての一茶像は明治後期の社会、政治情勢の影響を受けたものであると考えられ、明治末期、一茶が学校教育の中で初めて取り上げられるに際し、この国家主義者としての一茶像が大きく扱われることになった。

### 大正初期から昭和初期にかけて
明治末期以降、自然主義文学が流行する中での「父の終焉日記」、「七番日記」の出版は、一茶を日本における自然主義文学の草分けの地位に押し上げた。自然主義を標榜する文芸評論家であった相馬御風は、大正時代に一茶を煩悩人として評価する論説を発表している。また大正時代から昭和初期にかけて、一茶研究に大きく貢献した人物に荻原井泉水がいる。自由律俳句の俳人であった井泉水は、自らの主張と一茶の句との共通点を見出し、一茶を高く評価して多くの評論を執筆するとともに、一茶研究に努めて多くの作品を紹介した。
一茶の地元、長野県の一茶顕彰、紹介の活動もまた活発であった。信濃教育会は大正末期から昭和初期にかけて、一茶研究の基礎的資料として重んじられた「一茶叢書」を刊行する。大正15年（1926年）は一茶の百回忌に当たり、各地で様々な催し、出版が行われたが、中でも地元長野では善光寺と柏原で盛大な追悼行事が挙行され、記念出版が行われた。
またこの時期、俳句を専門とする文学者の勝峯晋風の活躍も見逃せない。晋風は大正時代から一茶の紹介に努めていたが、昭和2年（1927年）には、「日本俳書大系」シリーズにおいて文化文政期を「一茶時代」と名付け、一茶を芭蕉、蕪村と並称し、「芭蕉一代集」、「蕪村一代集」とともに「一茶一代集」を刊行する。その後、一茶は芭蕉、蕪村と並ぶ存在として広く認知されるようになった。そして津田左右吉が江戸時代の平民文学の中で一茶を高く評価したことも見逃せない。
そしてこの時期、一茶の知名度アップに大きな影響を与えたのが大正7年（1918年）から昭和7年（1932年）まで使用された第三期国定教科書に、一茶の句が採用されたことであった。大正時代、これまでよりは自由主義的な社会情勢となって、教育現場では児童の個性の尊重が唱えられ、芸術作品が教材に多く取り上げられるようになった。その中で極めて平易で親しみやすい一茶の俳句は教材として格好の材料であった、
この時、教科書に載った一茶の句には
があった。これらの句の知名度は極めて高くなり、教科書への掲載は一茶の句の大衆化に極めて大きな原動力となった。

### 昭和10年代
昭和初期から終戦にかけて、大正初期から盛り上がりを見せた一種の一茶ブームが一段落し、これまでの一茶の研究成果に改めて見直しが進められた。この時期は唯物史観や精神分析学の知見を援用した一茶像構築の試みや、一茶の低俗な面に焦点を当てた研究が見られた。また文献研究もこれまでよりも厳密なものが発表され、一茶研究は質的にも深化していった。
昭和戦前期、一茶の故郷である柏原では一茶の顕彰事業が進められた。まず柏原村の村長が発起人となって昭和3年（1928年）、「一茶翁遺物保存会」が結成された。昭和4年（1929年）には一茶の曽孫である小林弥太郎から、一茶が亡くなった土蔵が柏原村に寄贈され、昭和8年（1933年）、一茶終焉の土蔵が長野県の史跡に指定された。そして小林弥太郎は昭和11年（1936年）、一茶の百十回忌を記念して終焉の土蔵の隣に一茶位牌堂を建て、「釈一茶不退位」と書かれた一茶の位牌を納めた。
そして昭和17年（1942年）、これまでの一茶研究の集大成ともいうべき、伊藤正雄の「小林一茶」が刊行される。同書では一茶以前には存在しなかった農民詩人として定義されており、そのことは日本の文学史上特筆すべきことであるとした。綿密な調査、分析に基づいて執筆された「小林一茶」は、一茶の農民詩人像の確立をもたらした。同書は学問的に見ても高度な充実した内容から、多くの一茶研究家から一茶研究におけるエポックメーキングであると評価されている。
また伊藤正雄の「小林一茶」など昭和10年代の一茶研究の特徴として、農民詩人としての一茶と明治末期の「俳諧寺一茶」で示された国家主義者としての一茶像のリンクが見られたことが挙げられる。つまり土を愛し、国体を賛美する土着の国家主義者としての一茶像が描かれているのである。これはもちろん昭和10年代の社会情勢に密接に関わったものであった。

### 戦後の一茶研究
戦後の一茶研究については、まず後述する一茶地元の柏原の「俳諧寺一茶保存会」、俳人栗生純夫主催の俳句誌「科野」、信濃教育会の活動が牽引した。昭和21年（1946年）創刊の「科野」では、毎年のように一茶特集号を組み、全国各地の一茶研究家の論文を掲載するなどの一茶研究を進めるとともに、「まん六の春」、「一茶翁終焉記」といった新資料の発掘を行った。信濃教育会は昭和27年（1952年）、雑誌「信濃教育」2月号を一茶特集とし、翌昭和28年（1953年）には全国の一茶研究者を集めて一茶研究の講座を開催した。そして信濃教育会は昭和53年（1978年）に全9巻の「一茶全集」の刊行に漕ぎつける。
戦後はまた、これまで注目されていなかった連句の研究や、北信濃、房総などといった一茶と各地域との関係性の研究、そして文学方面ばかりではなく、歴史学からの一茶研究など、様々な形の一茶研究が進んだ。そして藤沢周平、井上ひさし、田辺聖子といった作家が、それぞれの見方から一茶を描いた小説を発表している。
一方、一茶像については、戦後になると昭和10年代に見られた国家主義的なものは影をひそめ、変わって例えば俗人、煩悩人一茶としての一茶像が提唱されるようになった。これらの一茶像は大正デモクラシーの影響を受けて比較的自由主義的な風潮があり、自然主義文学が盛んであった大正期に唱えられた一茶像へ戻ったともいえる。その他にも、野人一茶、農民気質を持った俳人などといった一茶像が描かれたが、それらもまた基本的に戦前までに唱えられてきたものの延長線上にあり、一茶の研究史から見てとりたてて新たな一茶像が見出されたわけではない。ただしバラエティに富む一茶像の中で、時代や社会背景の変化に伴って注目される点が異なってきていることは明らかである。
今後の一茶研究の課題としては、まず蕪村などよりも進んでいるとされる伝記面の研究に対して、作品研究が立ち遅れているとの指摘がある。中でも個々の作品、著作についての研究の深化とともに、遅れが目立つとされている連句の研究を進めていくこと、一茶が俳壇に身を投じた天明期から亡くなる文政期までの俳壇における位置づけの確認などといった課題が挙げられている。また一茶の資料的なものはほぼ出揃った感がある中で、学際的な研究を進めていって、文学的方面ばかりではなく、より広い視野から一茶の実像を見直していくことが求められているとされている。
2025年6月24日放送の『開運!なんでも鑑定団（テレビ東京）』において、依頼者がネットオークションで購入した『小林一茶の書』が鑑定に出された。愛知東邦大学客員教授・増田孝氏による鑑定が行われ、一茶による未発見の発句であると診断された。同書には文頭に「東都にかへる人をおくる」とあり、そこから
と続く。日付は「閏正月十五日」と記載されていることから1822年の作と推測され、署名部分には「志那のゝ一茶」と記されている。

## 句の特徴

### 句作スタイルについて
一茶の句の特徴として挙げられるのがまずその作品数の多さである。作品数は21200句近くとされ、芭蕉の約1000句、蕪村の約3000句と比較して圧倒的な多さである。しかも一茶の書や門人が編纂した書籍などから、新たな句が発見され続けている。
これだけ膨大な作品の中には、互いに類似する作品が数多くみられる。例えば
には、
があり、
には、
がある。
そして21000句を超える作品の全てが傑作というわけでは無く、駄作の数も多いとされている。荻原井泉水は「生涯に2万近い句を書き残して、その大部分がつまらない作で……砂漠の砂の中に宝石が見出されるような句のある」と評した。
一茶の多作は、その句作のやり方に起因しているとの見方がある。加藤楸邨は一茶の句作スタイルを「反射型」に分類している。これは明日のことまでを見据えて現実社会との感覚的な統合を目指す芭蕉や、濁った世間からの高踏的な離脱をした上での美の世界を構築した蕪村とは異なり、一茶は大きく分裂した己の魂のあるがままに、反射的にその場その場で句を作っていったとする。一茶がいわば即興的に、悪く言うと粗製乱造といった形での句作を重ねたとの評価は他にも見られ、繊細な詩的センスを持ち合わせていながらも、十分に練り上げることなく性急に作品として固定化してしまう傾向があるとの指摘もあるが、一茶の遺した書簡などから判断すると、一茶は決していい加減な形で作句をしていたわけでは無く、古典などからしっかりと事物を吸収し、広く先達、同時代の俳人の作品を学んだ上で句を詠んでおり、きちんとした句作スタイルを取っているとの反論がある。

### 表現方法について
一茶は独特な表現方法、題材の選び方から在世中から「一茶調」と呼ばれるほど、独自の俳風を押し進めたという印象が強いが、若い時期は様々な試行錯誤を繰り返しながらも主として伝統的な、芭蕉の影響が濃い句を詠んでいた。伝統的な手法においても一茶の力量は決して低いものではなく、当時の俳人の中では有数の実力を持っていたと考えられる。享和年間以降、一茶はその独特な表現方法を意欲的に開拓していき、「七番日記」の執筆が始まった文化年間後期以降、「一茶調」は確立した。なお、一茶調が確立されたと考えられる文化年間後期以降も、伝統的な手法で詠まれた高水準の叙景句が見られる。
文政2年（1819年）、一茶57歳の作であるこの句には「新家賀」との詞書が付けられており、いわゆる新築祝いの句である。新築間もない家にまだ糊も乾かない真新しい小行燈が置かれている情景を詠んでおり、優れた叙景句であるとともに、新築の家の気持ちよさが伝わってくる句でもある。
一茶の句の表現方法で目立つ特徴として挙げられるのが、擬声語、擬態語、擬音語、いわゆるオノマトペの多用である。一茶は享和年間という比較的早い時期からオノマトペを句に用いている。文化年間以降、しばしば用いるようになり、文化7年（1810年）の七番日記開始以降、自由自在に使っていくようになった。
くりくりという擬態語からうるおいが感じられ、また雪解けの春の月夜の喜びを伝えるのに大きな役目を果たしている句である。
俗語や、糞尿などといった尾籠な題材も一茶はしばしば用いた。
冬、どか雪に閉じこめられるようになり、また室内で屁くらべが始まってしまうという情景を詠んだ句である。
擬人法は、一茶の句の中で最もしばしば見られる表現である。一茶の擬人法は小動物、植物、はては雲や星といった無生物まで対象としている。やはり文化年間からその使用が目立つようになり、やはり七番日記以降、盛んに用いるようになった。
一茶の句の中には金銭を詠んだ句が多いのも特徴のひとつに挙げられている。一茶が生きていた江戸時代後期、基本的に俳諧は金銭を詠まないしきたりであった。花鳥風月ではなく、人生のありのままの姿を表現することを重んじる一茶はそのようなしきたりに拘ることなく、自らが関心を持つ金銭を積極的に句に詠み込んだ。
吹きさらしの木枯らしの中に建つ、二十四文で体を売る最下等の遊女たちの粗末な小屋掛けの光景を詠んだこの句は、二十四文という金額が過酷な現実をより切実に表している。
オノマトペや俗語、擬人法の多用、当時俳句には用いないしきたりであった金銭を詠むなど、当時の俳句では大胆といえる表現方法を積極的に用いた一茶であったが、季語を欠く無季の句や、五・七・五を大きく崩した破調の句の数は少ない。このように俳句の伝統的な決まりごとに忠実な一面もあった。
しかし一茶は当時の俳壇の主流であった季題に基づいて句を詠む、いわゆる季題趣味に従うことは無かった。むしろ安易な季題趣味に反発するような句をしばしば詠んでいた。
一茶がこの句の前書きとして「花をめで月にかなしむは雲の上人のことにして」と、記している色紙が残されている。生活苦に代表される様々な人生の苦闘を体験してきた一茶にとって、花鳥風月を愛でて句に詠むような風雅など無縁のものであった。この句のテーマは食べていくこと、そして生きていくことである。一茶も花鳥風月の美しさを句に詠み込むことは皆無ではなかった。しかし一茶の詠みぶりはあくまで人間生活の一こまとしてのものであって、花鳥風月の美しさを主題とする伝統的な手法からはかけ離れたものであった。

#### 小動物、植物などの句
一茶の句には小動物、植物を詠んだものも多い。後述するように一茶の句の主要テーマは「生」であると考えられており、小動物や植物、そして蚤や蚊、蠅などといったいわゆる害虫までもしばしば句としている。また一茶が信仰篤かった浄土真宗の教えや、生来の動物好きも影響していると考えられる。また蚤や蚊、蠅という人に嫌われる題材をあえて多用する点などは、一茶自身の姿の投影であると見られている。
人にごみとして分別されて川に捨てられた菜が、しぶとく根付いて花を咲かせる様を賞賛したこの句は、逆境にめげずに生き抜く小さな命を詠むという、一茶の主要テーマの「生」を描きだしている。
ありのままの姿で生き抜くことを賞賛する一茶は、また動植物の姿を通じて、行き過ぎた人為に鋭い批判の目を向ける。
春霞のうららかな日に、太らせるために狭く暗い場所に閉じ込められた上に、動き回らないように目を潰され、縫われた雁が鳴いている姿を詠んだ句である。雁はやがては富裕層の酒食に供される運命にあり、一茶は凄惨な雁の運命に深く同情するとともに、人間の身勝手さ、業の深さまでも描き出している。
また一茶は猫好きであった。故郷柏原に永住して結婚した後には猫を飼っていた。当然数多くの猫の句を詠んでおり、生涯300句を超えるとされている。
風に舞う落ち葉を押さえようとする子猫のかわいらしい仕草をそのまま詠んだ句であり、猫に限らず愛情を持って小動物を詠んだ句の存在は、一茶が多くの人々に親しまれる大きな要因となった。
その一方で、一茶は
のような句も詠んでいる。この句では雀の子を可愛がっていたら、糞をされてしまった。気持ちが仇になってしまったと詠んでおり、一茶が小動物に対する愛情とともに、その行動に文句をつける感覚も持ちあわせていたことがわかる。また小さいとはいえこのような矛盾を見逃せないのも一茶の特徴のひとつであった。

#### 子どもの句
あどけない小さな女の子が「これあたいの、これもあたいの」と言いながら搗き立ての餅を並べている最初の句。そしてやはり手まりをついている小さな女の子に、猫がすり寄ってきたところが、女の子が猫にあっかんべーして手まりを続ける光景を詠んだ2句目。一茶は数多くの子どもの句を詠んでいるが、童謡の世界を描いたかのようなこれらの句は多くの人々に受け入れられ、明治中期以降、一茶の名声を高める大きな要因となった。

#### 境涯句
一茶は早い時期から自らの生活苦、孤独、各地を旅する姿、つまり己の境涯を句にしていた。50歳を過ぎ、故郷に定住して遅ればせながらも妻を迎え、家庭を持った後は、境涯句にもくつろいだ印象が加わるようになった。しかしその後相次ぐ子どもの死、妻の死別、再婚の失敗、2度の中風と、立て続けに一茶の身に不幸が襲った。結果として一茶を襲った様々な不幸は、一茶の句に最後まで緊張感をもたらすことになった。
荻原井泉水は、妻を亡くした後に詠んだ一茶の句を評して、芭蕉以来の伝統的風雅とは全く異質なもので、人情をぶっつけに書いたものであるとして、自然の趣ばかりではなく人間の心そのものも立派に俳句となりうることを実証した最初の俳人であると評価している。
また一茶の句の欠点として、恋の句が不得手であることが挙げられる。金子兜太は一茶に恋愛を詠んだ佳句が見られない理由として、独身時代、本気で恋愛感情を抱いた女性がいなかった上に、女性にもてなかったのではとの説を唱えている。

#### 生活句
一茶は北信濃の農民の出で、江戸での奉公生活、安定しない俳諧行脚による生活と、生活の苦労を肌身に感じながら生きてきた。また華やかな大御所時代の影で都市や農村で生活苦にあえぐ人々の姿も身近に感じていて、そのような人々の姿を句に詠んだ。一茶が詠んだような厳しい生活苦、人生の矛盾を詠んだ俳人はそれまで皆無であった。
この句には「越後女旅かけて商いする哀れさを」との詞書があり、麦が実る夏、越後から子どもを背負いながら鰯の行商に来る女性の姿を詠んでいる。夏、子どもを背負いながら越後から信濃まで鰯の行商に向かうという厳しさ、いたましさとともに、母親の逞しさまでも描き出した句である。
その一方で
のような句も詠んでいる。昼時になってとうふ屋がやってきた、昼顔の花が咲いているなあと、庶民の日常生活の一こまを表現している。このようなありのままの庶民生活を詠んだ句も、一茶が新たに開拓した生活句であった。

#### 社会的なテーマの句
一茶は若いころから国学に傾倒しており、日本びいきであった。一茶の日本びいきは一面では古典学習に見せた情熱へと繋がったが、その一方でロシア人が修交を求めて来航し、対外関係の緊張が感じられるようになると日本びいきはより強化され、日本を神国と称え、ロシアを貶める句を詠むようになった。
北のシベリア、つまりロシアから渡って来た雁に対して、「今日からは日本の雁だぞ、（安全な日本で）楽な気持ちで寝なさいな」と、ある意味、自国意識丸出して雁に呼び掛けた。
また、一茶は
のような、日本を称える句を晩年まで詠み続ける。
日本びいきの一茶にとって、日本は平和で繁栄し続けなければならなかった。平和で繁栄した社会を詠む句は、文政年間中期まで比較的多く見られる。しかし当時の日本は、実際には社会の矛盾が深まり、多くの農民、都市生活者たちはその日の生活に苦しみ、一揆や打ちこわしが頻発する社会不安が増大した時代であった。文化10年（1813年）、善光寺門前で打ちこわしが起きた年には
と、早く打ちこわしが起きたような悪い年が終わってくれないかと詠んだ。
また一茶はしばしば「世直し」を句に詠み込むようになった。
世が直る、直るといって大きな蛍が飛んでいくという句であるが、世直しが成就して、大きな蛍が闇夜を照らすように明るい世の中になって欲しいとの一茶の願望が込められていると考えられる。またこの句は連句の中の句であり、連句の参加者から続けて、「下手のはなしの夜はすずしい」との句が付けられている。一茶は「世直しが起きるぞ！世の中が変わるぞ！！」と、下手な政治談議のようなことをよく話していた可能性がある。
一茶はまた、当時、幕藩体制における支配者であった大名などを批判する句を詠んでいる。
北国街道は加賀藩などの参勤交代のルートであった。この句は折からの雨で濡れ鼠になった大名行列をぬくぬくと炬燵に入りながら眺めている情景であり、一茶は冷たい雨の中でも隊列を組み、参勤交代の務めを果たさねばならない大名のことを皮肉っている。
しかし一茶は基本的には平均的な庶民感覚の持ち主であり、権力や権威への反感を思想化したり行動化することは無かった。一茶は閉塞感が強まりつつある社会の中で、なによりも己自身に執着してもっぱら自らの周りの世界に関心を深め、様々な句を詠んでいった。

### 句の背景

#### 時代的背景
一茶が俳人として活躍した時代は、その駆け出し時代は田沼時代から寛政の改革が行われた頃になるが、主に活躍した時代は文化、文政年間、つまり化政文化の時代であった。厳しい引き締めが行われた寛政の改革期から徐々に綱紀は緩み、その中で都市ばかりではなく、地方にまで文化が広がっていった。また化政文化の時代になると、これまで文化を享受していた上流階層ばかりではなく、庶民にまで文化が広まっていった。俳諧もその例外ではなく、様々な形で大衆化が進んでいった。
一茶自身も文政3年（1820年）には
と詠み、俳諧の大衆化によって多くの人々がその恩恵を被ったとしている。句の中で虫とは一般大衆のたとえであり、一般大衆も口、つまり俳諧という自らの心を表現する手段を持ったと喜び、鳴いているという意味である。
文化の大衆化が進み、都市ばかりではなく地方にまで文化が広がり、化政文化が花開く一方で、幕藩体制の行き詰まりも明らかになりつつあった。文化の爛熟期とも言われる文化文政期はまた、都市や農村で貧困に苦しむ人々が増え、外国船の来航で対外的な緊張も徐々に高まるなどといった社会不安が増大し、閉塞感が高まりつつあった時代でもあった。閉塞感が高まりつつあった文化文政期と、江戸時代前期の闊達とした雰囲気が社会にあった時代に生きた芭蕉とでは、社会環境に極めて大きな違いがあった。この点からも一茶が芭蕉のような俳句を詠むことには大きな無理があった。

#### 芭蕉や当時の俳壇との関係
一茶が俳人として活躍していた時代、俳句界では芭蕉のことを尊崇し、神格化が進められていた。例えば寛政3年（1791年）、白川伯王家から「桃青霊神」の神号が芭蕉に授与され、文化3年（1806年）には朝廷から「飛音明神」の神号を賜った。その一方で俳句の大衆化は俳壇の俗化をもたらしていた。芭蕉の名を借りた怪しげな由来書などが幅を利かせ、よく言えば平明、悪く言えば低俗な句作が横行するようになった。
芭蕉の神格化と俳壇の俗化は、互いにリンクして更なる問題を引き起こした。風雅趣味の固定である。平均した季題による均質化した句が大量生産され、ほとんどの俳人はその流れに飲み込まれていった。閉塞感が高まりつつある社会の中で、ほとんどの俳人たちは重苦しい時代に対峙しようとはせず、かといって己の姿や生き様を見つめなおして句を詠もうともせず、芭蕉の劣化コピーともいうべき句作に明け暮れた。一茶と同時代の名が通った俳人である夏目成美、鈴木道彦、建部巣兆らの作は、高い教養に基づく技巧的には完成度が高く、よくまとまった句を詠んだ。しかしそれぞれ生命感に乏しく、名前を入れ替えてみても通ってしまいそうな作品しか残せなかった。
一茶はこのような俳壇の中にあって一生涯芭蕉のことは敬っていた。俳諧に身を投じて以降、一茶は芭蕉の句作を学んだ。特に30代までの一茶の作品には芭蕉の影響が色濃い。しかし芭蕉と一茶とでは個性が大きく異なり、また時代背景も全く違う。やがて一茶は、一茶調と呼ばれるようになる独自の句作を押し進めていくことになる。芭蕉の存在は尊重しながらも、ある意味芭蕉離れ、芭蕉との訣別を経て、一茶は自らの俳句を詠むようになったと考えられている。当時進んでいた芭蕉の神格化についても追随していたとは考えにくい。
独自の俳風を確立していく中で、当時の俗に流れる俳壇の風潮が影響を与えた点も大きい。例えば俗語や口語、方言の多用は当時流行していた田舎風の俳諧との関連性が指摘できるし、また諷刺的な内容の句が見られることや季題を重要視しない点などは雑俳、そして川柳との類似性も認められる。また一茶の俳風に大きな影響を与えたと考えられるのが芭蕉以前の俳句であった。俳句のルーツともいうべき山崎宗鑑、そして貞門派、談林派について学び、技術的には季の扱い方などを参考にし、そして俳諧が本来有していた滑稽の精神を蘇らせた。一茶の句作における挑戦は、当時の大衆化した俳壇のエネルギーを取り込むとともに、また一面では俳句の原点回帰でもあった。
また一茶の場合、当時の俳壇主流とは決定的に異なるのが、一茶は人間の肉声を句に詠んでいったことである。このような挑戦を可能としたのは、野性味溢れる一茶の個性と、人間生活全般に対する強い関心であった。一茶の挑戦は成功し、大衆化の反面、通俗化、マンネリ化が著しかった当時の俳壇にあって、真の生命感を持つ、独自の世界を句に詠むことに成功した。

#### 浄土真宗の影響
一茶は浄土真宗の熱心な信者であり、一茶の俳句には浄土真宗の教えが大きな影響を与えていると考えられている。一茶の庵号である「俳諧寺」は、俳諧と浄土真宗の教えの両立を示していると見られている。浄土真宗の教えの中で、一茶の俳句に最も大きな影響を与えたのは「自然法爾」の思想である。「自然法爾」は浄土真宗の根幹をなす思想のひとつで、あるがままをそのまま受け入れる生き方、思想である。一茶の俳諧には、仕組まれ、図られたものよりもあるがままを、技巧よりも自然を良しとし、そして無為を重んじる姿勢が見られるが。これは「自然法爾」の教えの影響が大きいと考えられる。
また一茶を師匠とした一茶社中の運営方式も、浄土真宗の教えが大きく影響していた。一茶は当時の俗化著しい俳壇にある意味殴り込みをかけるような句作を行っていたが、反面、俳諧の大衆化に代表される庶民文化の隆盛が大きな意味を持っていることも理解していた。庶民の文化である俳諧に余計な権威付けは不要である。一茶は浄土真宗の教えにある、師も弟子も真理を追求する同志であるという、「御同朋」、「御同行」といった考え方に基づき、上下関係を否定して自由闊達な雰囲気で社中を運営していた。
浄土真宗の熱心な信者であった一茶ではあるが、僧侶の堕落した姿には手厳しい批判を加えた句を詠んでいる。また最晩年の句である
から、未来（あの世）が恐ろしきとは、一茶は浄土真宗に対する深い信仰にもかかわらず、阿弥陀如来の姿を見て極楽往生を確信することは叶わなかったことを意味するのではとの意見もあるが、一方、一茶は浄土真宗の教えを会得しており、この句は過去、現世そして未来に至るまで自力を否定することを唱えたものであるとの説もある。

## 影響、評価

### 影響
前述のように在世中の一茶は俳句界でその名が広く知られ、死後も知名度や人気は落ちなかった。一茶は化政期を代表する俳人としての評価を確立していた。しかし一茶の作風は当時の俳句界に広まることは無く、一茶社中の影響力も門人までに止まり、他の北信濃の有力俳諧結社ほどの影響力も残せなかった。このように江戸期における一茶の俳句界における影響力は限定的なものにとどまったと言える。
明治後期以降、一茶の句は俳句界の枠を超え、多くの人々に親しまれるようになった。そして芭蕉、蕪村と並ぶ江戸時代を代表する俳人であるとの評価も固まっていく。しかし近代俳句の主流が客観写生から精密かつ静的な花鳥諷詠へと移行していく中で、俳句界からは一茶の句は異端視され、一部を除いてその影響力は小さかった。近代俳句の中で一茶の影響を指摘できるのは村上鬼城である。鬼城は生活苦と身体的な障害に苦しみながら、俳壇の主流とは大きく異なる優れた境涯句を詠み続けた。一茶の句と鬼城の句には類似点が多く指摘され、一茶の作風が鬼城に大きな影響を及ぼしたものとみられている。
いずれにしても一茶には高い知名度があり、更には芭蕉、蕪村と並ぶ傑出した個性、独自の俳風が認められているのにもかかわらず、芭蕉、蕪村と比較して俳壇、文学史に与えた影響力は小さかった。

### 批判的な意見
一茶の句については、特にプロの俳人たちから多くの批判を集めてきた。加藤楸邨は一茶ほど専門の俳人から反発を受けた例は少ないとしている。一茶が世に持て囃されるのは俗情に訴えかけるからにすぎす、詩人としては低級であるという見方をされるのである。山本健吉も一茶の句にはあまりにも多くの私的な感情が含まれていて、これは一茶の句の汚点と感じられるとしている。
2万句を超える一茶の句の中には、上記のような批判を甘んじて受けざるを得ない句が相当数含まれている。加藤楸邨は一茶の句には詩的な共感ではなく、素材が持つ共感に振り回されてしまう句が見られると指摘している。また一茶の句が下手をすると単なる洒落に陥ってしまい、芸術の枠を飛び出しかねない危惧は、早くも師であり同志でもあった夏目成美が鋭く指摘していた。一茶は擬態語や擬声語、擬音語、いわゆるオノマトペを多用している。しかしオノマトペを句に上手に生かすというよりも、句の中心に置いてしまう傾向がある。その結果、オノマトペに句全体が引きずられてしまい、余韻や余情に乏しい、詩的内容に欠ける作品が多く見られる。もちろん一茶にとってオノマトペの多用に代表される俳句の表現方法における様々な挑戦は、型に嵌り切って窮屈なものになってしまっていた既成俳句の世界から脱出するための大きな武器になったが、反面、定型との厳しい葛藤を経ながら自らの作品を完成させていくという俳句本来の性質から遠ざかってしまうものでもあった。
栗山理一は、一茶は繊細な詩的センスを持ち合わせていながら、そのセンスを生かしてひとつの句を完成させるよりも、性急に句として完成させてしまう傾向を指摘している。様々な俳句の素材を貪欲に発掘し続けた一茶は、それら豊富な素材をパッチワークのように当てはめて、句を大量生産したと見ている。そのため一茶の作品における感性の出来不出来がはっきりと出てしまう結果となったとしている。
また一茶は高い次元での統一性を成立させることが無かったという指摘も見られる。栗山理一は一茶の句作は自然を純粋に見る目、諧謔をもてあそぶ姿勢、繊細な詩的センス、現実を見据えた情念など、様々な要素が混在したまま自己統一を図ることなく、もっぱら己の発想を強引に押し進め続けたとしている。加藤楸邨もまた、一茶は歪んだ我執が強い感情と無垢な童心に分裂したまま、事物をその都度反射的に受け入れ、バラバラな形で自己を封じ込めた作品を作り続けたとしている。

### 生の俳人
江戸時代を代表する俳人として、「芭蕉、蕪村、一茶」の三名の名前を挙げる習慣がある。この記述は多くの文学書などに見られ、一茶が芭蕉、蕪村と並ぶ江戸時代を代表する俳人のひとりであるという評価は定着している。もちろん他にも優れた俳人は存在したが、この三名には他の俳人と比較して傑出した個性、独創的な作風があることは疑いようはない。
山下一海は、いわば江戸時代の俳人の三巨頭である芭蕉、蕪村、一茶の句の特徴をそれぞれ一字で表すと、芭蕉は「道」、蕪村は「芸」、そして一茶は「生」であるとしている。津田左右吉、加藤楸邨、金子兜太ら、これまで多くの一茶についての論者は、生活、生命、生命感などといった一茶の句に見られる「生」に関わる事柄に着目してきた。一茶に対して批判的な山本健吉も、一茶の句の生命的な強さは比類がないと評価している。
また一茶にとって俳句は人生そのものであったという指摘も見られる。荻原井泉水は一茶のことを寝ても起きても俳句を作らなくてはいられない「骨の髄まで俳人」であると評価し、丸山一彦もまた、一茶は死に至るまで意識、感覚をよぎる全てを手あたり次第に句に詠み続け、俳諧一筋に生き抜いたとしている。一茶の作品と「生」とは分かち難く結びついている。また夏目漱石は「芭蕉は自然に行き、一茶は人に行く」と評している。
一茶の句の生命力の源として多くの論者が指摘するのが、農民気質、土への意識、生来の野生である。実際一茶が手に汗して田畑を耕したのは江戸に奉公へ出る以前の15歳以前のことであったが、最後まで農民気質、土への意識を失うことは無かった。栗山理一は一茶を貫く宿命的な土への愛着を指摘し、閉塞感が強まる社会の中で著しいマンネリ化に陥っていた俳壇に生来の野生、土着の性根でぶつかっていったと評価している。加藤楸邨は一茶の中に息づいていた農民気質こそが一茶の句の生命力の源泉であると評価し、丸山一彦もまた、一茶は大衆化の反面、低俗化や堕落が顕著となっていた俳壇のあり方に反発し、生来のたくましい野生、飽くこと無き人間生活全般に関する関心を原動力として強烈な自我、人間の生々しい肉声を句に反映させようと試み、成功したとしている。そして水上勉は、一茶の生きざまは故郷の土と深く繋がっており、土俗の魂を抱きつつ、うめき続けた現世追求の修羅の人として句を詠み続けたとしている。
金子兜太は、一茶が詠む糞尿、放屁といった主題の句に嫌みが感じられず自然である点からも、やはり土や生き物を相手にしていく生業である農民魂を見いだしながら、それに加えて生きとし生けるものと共存、共感し、一体化していくアニミズム的なものを見ている。一茶の句には万物の精霊に呼び掛けていく性格があるとの指摘は他にも見られ、渡邊弘は一茶の句の世界における、生きとし生けるもの全てに対する共生的な世界観に注目している。
一茶の俳句が生きることを主題としているといっても、もっともらしい理屈や人生論などに拠ったものでは無く、市井に生きる人々が日常感じているありのままの喜怒哀楽を句に詠んでいった。いわば一茶は生活の中から文学を生み出していったのであり、加藤楸邨は一茶の作には生身の人間から放射されるような体臭があり、それは鍛え抜かれたものから漂ってくる生命感ではなく、町で軒を並べて生活している人間同士で嗅ぎ合うような生の感触があるとしている。丸山一彦は不幸続きであった生涯の影響を受けて一茶の作品には特異な歪みがあるが、これは生きる悲しみに深く根差した歪みであって、人の世の深さに触れる何かがあると評価している。
そして矢代静一は、一茶の句について孤高な文学者の作品などではなく、すぐそこに住む世俗的な一般庶民と同じく、地を這う人のものであるとした上で
と評価した。

## 連句について
一茶がメンバーの一員となっている連句の数は270巻以上確認されている。芭蕉は340巻、蕪村は112巻確認されているとされ、一茶が参加した連句の数は、芭蕉よりも少ないが蕪村よりは多い。しかし芭蕉、蕪村の連句に較べて一茶の連句に関する研究は遅れており、2013年の時点でいまだに全連句の評価、解釈が終わっていない。また一茶の参加した連句においても、内容的に出来不出来がはっきりしているとされている。
連句とは五・七・五の長句と七・七の短句を交互に、参加者が一定の決まりに従って繋いでいく一種の共同作品である。江戸時代の俳諧師にとって連句は俳諧の王道とされており、中でも芭蕉は優れた力量を見せた。しかし俳句が庶民にまで広まった文化、文政期になると、他の参加メンバーとの共同作業、時には駆け引きや、煩瑣なルールの熟知が必要など力量、熟練を要する連句は徐々に敬遠されるようになり、発句、いわゆる五・七・五を詠む発句の会が中心となりだしていた。
270巻余りの一茶が参加メンバーとなった連句は、若い時期は先輩俳人のグループに参加させてもらった形のものが多く、江戸住まい後期の俳諧師としてある程度名が通るようになった時期は、夏目成美主催のグループの一員としてのものがほとんどである。そして一茶が郷里信濃で参加した連句は、宗匠である一茶がリーダーとなって連句を詠む形となっている。中でも郷里信濃で一茶がリーダーとなって詠んだ連句の数が最も多い。上記のように連句は煩瑣なルールがあるなどリーダーの場の捌きが重要となる性格があり、一茶が活躍した時期には下火となりつつあったが、俳諧の王道とされていた連句に最後まで積極的に取り組み続けた。
一茶が郷里、信濃で指導した連句では決まりごとを厳格に守るような詠み方はせず、内容的には郷土色豊かなものが見られる。この信濃で一茶が指導した連句は、内容的には芭蕉や蕪村のものと比較して文学的には見劣りするのは否めず。江戸で連句に熟達した夏目成美らと詠んだものと比較しても劣っているとの評価が一般的である。しかし終始孤独感が付きまとった一茶の人生において、郷土の気心が知れた門人たちと詠む連句はその孤独を癒すとともに、民衆のしたたかな活力、エネルギッシュな姿を生き生きと描き出しているとの意見もある。

## 記念館、一茶関連の行事

### 一茶記念館、一茶忌の行事

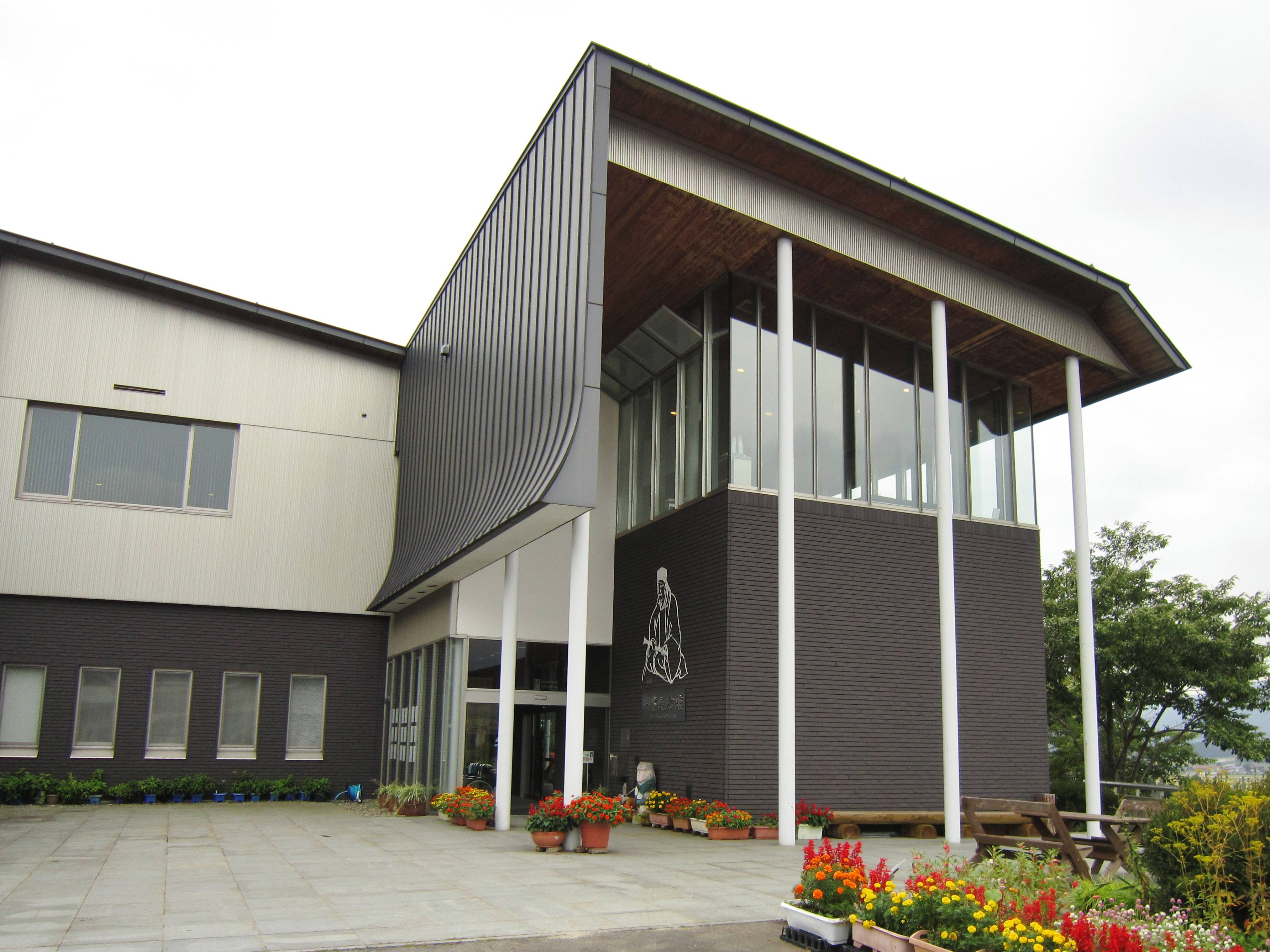
平成15年（2003年）4月5日にオープンした一茶記念館新館。

終戦後まもなく、地元柏原では一茶顕彰の機運が盛り上がり始めた。昭和21年（1946年）は一茶百二十回忌に当たり、時の柏原村長を中心として「俳諧寺一茶保存会」が新たに設立された。この昭和21年の一茶百二十回忌以降、毎年一茶の命日である11月19日に一茶忌の行事を行うようになった。
そして昭和26年（1951年）、一茶の百二十五回忌を記念して大法要、句碑建立、一茶俤堂（俳諧寺）の修理、記念出版、そして全国俳句大会が催された。この全国俳句大会は「俳諧寺一茶保存会」が主催となり、「科野」主催の俳人、栗生純夫らの協力を得て、毎年、一茶忌に行われる行事として定着する。この一茶の百二十五回忌を記念して出版されたのが、一茶の研究書として重要視されている「一茶まつり」である。そして一茶の百二十五回忌の記念事業として「俳諧寺一茶保存会」の財団法人化が目指され、昭和28年(1953年)、正式に財団法人として認可された。
一茶の命日である11月19日の一茶忌は、柏原（信濃町）では前述の全国俳句大会の他に、一茶の菩提寺、明専寺での法要、記念講演会の他に、地元の新そばがふるまわれる催しとなって、地元恒例の行事として定着する。また昭和30年代頃から一茶俤堂（俳諧寺）の天井に、訪れた俳人に俳句の揮毫をしてもらう習慣となった。初期の頃の揮毫者には高浜虚子、中村草田男、山口誓子、飯田龍太、秋元不死男らの名前がある。なお、一茶俤堂（俳諧寺）には日光が入りどうしても退色してしまうため、平成15年（2003年）頃には古い揮毫については外して別の場所で保存し、一茶俤堂（俳諧寺）内には新しい揮毫を掲示することにした。
昭和32年（1957年）5月8日、一茶終焉の土蔵が「小林一茶旧宅」として国の史跡に指定された。史跡に指定されたことを記念して、信濃町は一茶旧宅の隣にあった弟、仙六が住んでいた家屋敷を購入した。そして同じく史跡指定記念事業として記念館の建設が計画され、昭和35年（1960年）9月19日、小丸山公園内の一茶俤堂（俳諧寺）の隣地に一茶記念館がオープンする。
史跡に指定された一茶終焉の土蔵であるが、正確な建築年代は不明ながら史跡指定時には既に約築250年と推定されており、柱や土台が腐り倒壊の可能性が指摘されていた。そこで昭和38年度（1963年度）、昭和39年度（1964年度）と解体修理工事が行われた。土蔵の解体修理は平成13年（2001年）から14年（2002年）にかけても行われ、一茶の死去直前に発生した柏原の大火後の仮住まいとして囲炉裏を切り、土蔵の壁面に小さな明り取りの窓を一つ設けた、一茶生前時の姿に復元されている。一方、一茶記念館の運営主体であった財団法人俳諧寺一茶保存会は平成13年（2001年）3月に解散となり、事業は信濃町に引き継がれた。そして一茶記念館についても新館の建設工事が行われ、平成15年（2003年）4月5日、一茶記念館新館と小林一茶旧宅の解体修理工事の竣工式が行われた。一茶記念館では書や遺品、書籍など多くの一茶関連の資料を保存、展示しており、また一茶研究事業を行っている。

### 地元柏原以外の資料館など
一茶の資料館は故郷、長野県信濃町以外でも建設されている。長野県高山村では、「父の終焉日記」など一茶の門人であった久保田春耕が所蔵していた一茶の遺墨や、一茶が活躍した江戸時代後期の北信濃の文化についてなどを紹介する展示を行っている一茶ゆかりの里 一茶館が、平成8年（1996年）にオープンしている。また一茶ゆかりの里 一茶館には、一茶も滞在した久保田家の離れ家が移築されている。
一茶の下総方面の俳諧行脚先のひとつで、一茶と親密であった秋元双樹宅があった千葉県流山市では、平成2年（1990年）、旧秋元家を「小林一茶寄寓先」として市の史跡に指定した。流山市では旧秋元家を解体、復元工事を実施し、茶室や庭園を整備して平成7年（1995年）、一茶双樹記念館
としてオープンした。一茶双樹記念館では秋元家の家業であったみりん関連の資料とともに一茶にまつわる俳句資料が展示され、流山市民の句会や茶会などにも利用されている
また東京都足立区竹ノ塚の炎天寺では、昭和37年（1962年）から一茶まつりを行っており、また小動物や子どもを詠んだ一茶の句が子どもの情操教育に役立つという見地から、翌昭和38年（1963年）以降一茶まつりの中で、全国小中学生俳句大会を開催している。そして平成24年（2012年）までに全国に一茶の句碑が合計348基、建立されていることが確認されている。

## 著作

### 生前に出版された著作（句集）
- たびしうゐ（旅捨遺）：寛政7年（1795年）刊行。西国俳諧行脚の成果を示す一茶初の撰集である[429]。
- さらば笠：寛政10年（1798年）刊行。西国俳諧行脚を終えて江戸へ戻る記念の撰集[430]。
- 三韓人：文化11年（1814年）刊行。江戸俳壇を引退し信濃へ戻る一茶の、江戸俳壇引退記念撰集[431]。

### 一茶が編集した門人の句集
- あとまつり：文化13年（1816年）刊行。門人魚縁の一茶が編集したもの[430]。
- 杖の竹：文化14年（1817年）刊行。門人松井松宇の句集を一茶が編集したもの[431]。
- たねおろし：文政9年（1826年）刊行。門人住田素鏡の句集を一茶が編集したもの[431]。

### 一茶が主催した月並句会の出版物
- 一茶園月並：文化元年（1804年）から文化2年（1805年）にかけてのものが残っている。発行時期はもう少し長い可能性がある[432]。

### 生前に出版されなかった著作（句集、句文集、句日記）
- 寛政句帖：寛政4年（1792年）から寛政6年（1794年）にかけての一茶自筆の句帖。確認されている中で一茶の最も若い時期の句帖である[433]。
- 西国紀行：西国への俳諧行脚中であった寛政7年（1795年）の紀行文[434]。
- 寛政三年紀行：寛政3年（1791年）の帰省時の状況を描いた紀行文。いったん寛政3年頃に作成したものを、文化3年（1806年）から文化5年（1808年）頃にかけて再編集、清書したと考えられている[435]。
- 父の終焉日記：享和元年（1801年）、帰省中であった一茶が父の死を看取った際の句文集[436]。
- 享和二年句日記：享和2年（1802年）の自筆句日記控え[437]。
- 享和句帖：享和3年（1803年）の自筆句日記[437]。
- 文化句帖：文化元年（1804年）から文化5年（1808年）にかけての自筆句日記[438]。
- 花見の記：文化5年（1808年）春、上野から浅草界隈を散策した一茶自筆の紀行文[438]。
- 草津道の記：文化6年（1809年）、江戸から草津温泉へ向かう紀行文[434]。
- 七番日記：文化7年（1810年）から文化15年（1818年）にかけての自筆句日記[439]。
- 我春集：文化7年（1810年）末から文化9年（1812年）初めにかけての作品集[440]。
- 文化十年句文集：文化9年（1812年）から翌文化10年（1813年）にかけての句文集[441]。
- 株番：文化9年（1812年）から文化11年（1814年）にかけての句文集[433]。
- 志多良：文化10年（1813年）の句文集[442]。
- 浅黄空：文化年間後半から文政年間にかけての一茶自撰の句集[443]。
- 八番日記：文政2年（1819年）から文政4年（1821年）にかけての句日記[438]。
- おらが春：文政2年（1819年）の句文集[430]。
- 文政句帖：文政5年（1822年）から文政8年（1825年）にかけての句日記[441]。
- まん六の春：文政5年（1822年）の句文集[444]。
- 一茶自筆句集：寛政5年（1793年）から文政8年（1825年）までの句の中から一茶が撰びだした、自撰句集[443]。

### その他（住所録、書物の抜書など）
- 知友録：寛政年間初期に作成した全国各地の俳人の住所録[445]。
- 急逓記：寛政10年（1798年）から文化6年（1809年）にかけての一茶着発の書簡控え[437]。
- いろは別雑録：寛政初年から文化年間半ばまで書き継がれた一茶自作の語彙集[446]。
- 方言雑集：方言、そして古語、俗語を収録した一茶自作の語彙集。駆け出し時代から晩年に至るまで増補しつづけていた[444]。
- 随斎筆記：随斎（夏目成美）の諸国俳人秀句集の中から一茶が抄録を作成したものを母体として、更に全国の俳人の秀句を追記したもの。急逓記以後の一茶着発の書簡控えも兼ねた[439]。
- 句稿消息：一茶が夏目成美に自作の句の批評、添削を仰いだもの[434]。
- 一茶留書：文化末期から文政初年にかけての諸書の抄録[443]。
- 俳諧寺抄録：晩年の文政6年（1823年）から文政9年（1826年）にかけて作成した諸書の抄録[445]。

## 登場作品

### 小説、戯曲
- 『一茶』藤沢周平、昭和53年（1978年）、文芸春秋社
- 『小林一茶』井上ひさし、昭和55年（1980年）、中央公論社
- 『一茶下総旅日記』伊藤晃、昭和57年（1982年）、崙書房
- 『俳人一茶捕物帳』笹沢左保、平成元年（1989年）、光文社
  - 『新・一茶捕物帳 青い春の雨』笹沢左保、平成3年（1991年）、角川書店

- 『小林一茶』矢代静一、平成3年（1991年）、河出書房新社
- 『ひねくれ一茶』田辺聖子、平成4年（1992年）、講談社
- 『小林一茶』童門冬二、平成10年（1998年）、毎日新聞社

### 映画・テレビなど
- 『信濃風土記より 小林一茶』1941年16mm 製作：東宝、監督：亀井文夫、解説：徳川夢声
- 『まんが偉人物語 小林一茶』1978年、毎日放送、TBS
- 『一茶と歩む 信濃奥紀行』1998年 DVD テイチクエンタテインメント、ナレーション・歌：さだまさし
- 『おらが春～小林一茶～』2002年、NHK正月時代劇、原作：田辺聖子『ひねくれ一茶』、脚本：市川森一、 演：西田敏行
- 『一茶』原作：藤沢周平、監督：吉村芳之、主演：リリー・フランキー（2017年公開予定だったが、製作会社破綻により現在も公開されていない）

### 歌
- 「一茶さん」 歌：有島通男・新谷恭子・春日八郎、作詞：中條雅二、作曲：中野二郎
- 「一茶どん」 歌：上原敏、作詞：佐藤惣之助、作曲：長津義司
- 「一茶と子供」 歌：川田孝子・伊藤久男、作詞：加藤省吾、作曲：八洲秀章
- 「旅ゆく一茶」 歌：三橋美智也、作詞：伊吹とおる、作曲：佐伯としを
- 「一茶さんと子どもたち」 歌：田中星児、作詞：横山健、作曲：田中星児
- 「一茶の雀」 歌：KONISHIKI、作詞：日暮真三、作曲：BANANA ICE
- 「信濃山国――俳諧寺一茶」 歌：岡本敦郎、作詞：石原広文、補作詞：草井吟南、作曲：町田等